# Emblem (Kunstform)

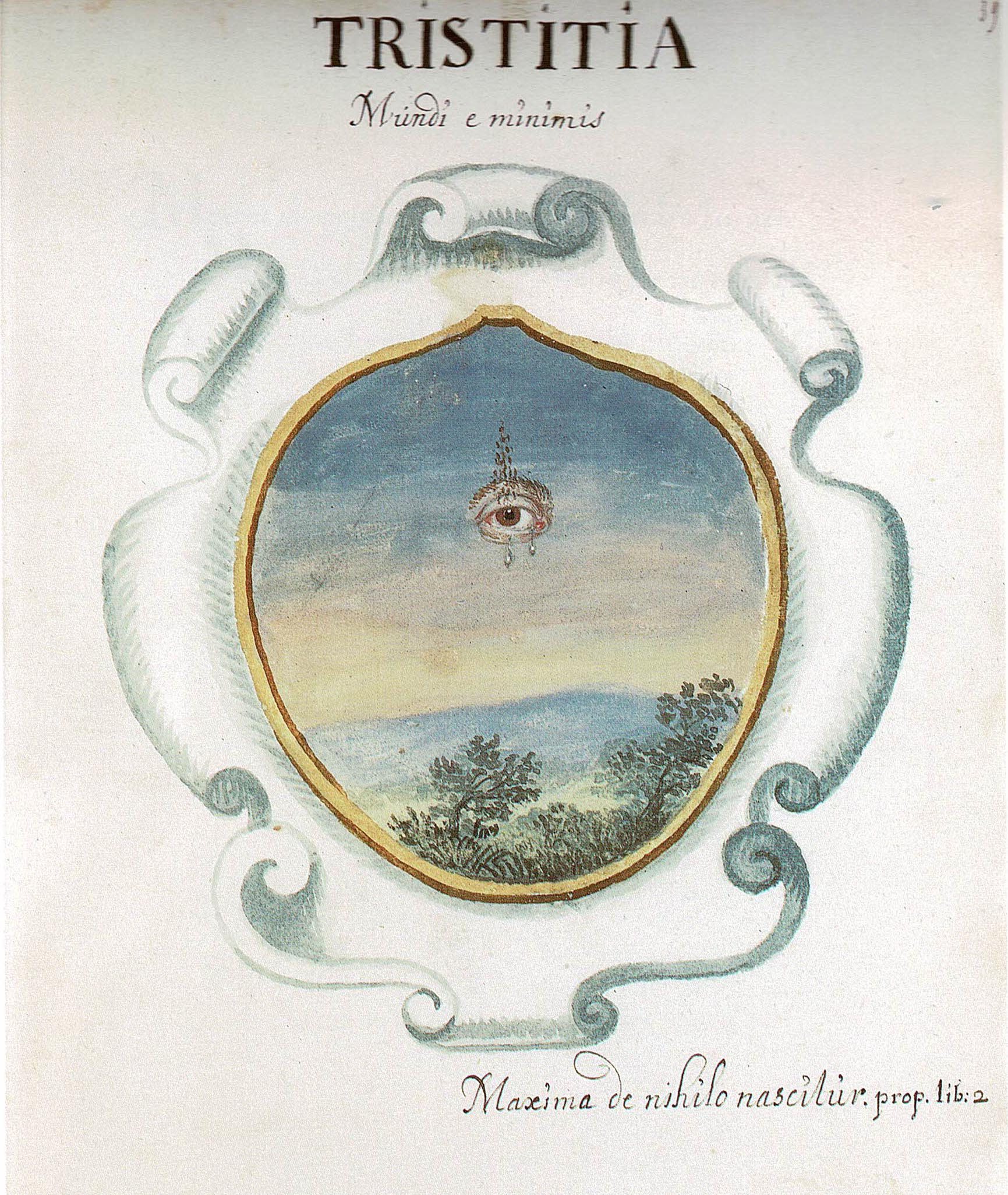
Anonym (ein Mitglied des Jesuitenkollegs in Brüssel): TRISTITIA Mundi e minimis. – Maxima de nihilo nascitur. prop. lib. 2 (lat. „Die Traurigkeit der Welt entsteht aus den kleinsten Dingen.“ – Das Größte entsteht aus dem Nichts. Propertius, Elegien 2,1, Vers 16), Emblem, 1665, Gouache, 25,5 × 20,5 cm. In: Koninklijke Bibliotheek van België (KBR), Ms 20.331, S. 39^{r}.

Das Emblem (auch Emblema, Plural Embleme, Emblemata) ist die komplexeste Kunstform der bildlichen und literarischen Sinnbildkunst. Entstanden in den 1520er Jahren in Italien, hatte die Emblemkunst (Emblematik) ihre Blütezeit in allein europäisch geprägten Kontexten bis Mitte des 18. Jahrhunderts. Als „das Herzstück der epochalen Sinnbildanschauungen“ war sie charakteristisch für das Medien- und Bildverständnis der europäischen Frühen Neuzeit insgesamt, das Bildern „Sprachbedeutung“ zuwies und die „Eigenleistung des Betrachters als Bestandteil der bildlichen Mitteilung“ vorsah.
In der griechischen und römischen Antike bezeichnete der Begriff Emblema Objekte, Bilder und Texte, die in eine andere Umgebung eingesetzt sind. Auch Sinnbilder, deren Bild- und/oder Text-Elemente scheinbar mühelos zusammengestellt oder in eine neue Umgebung eingesetzt sind, nannte man daher daran anknüpfend in der Frühen Neuzeit ebenfalls Emblemata. Sinnbildliche Embleme erschließen sich als Zeichen (lat. signum) in einem dreischrittigen Auslegungsprozess von der Definition eines verweisenden Sachverhalts (lat. res significans) und seiner signifikanten Eigenschaften über die Bezugsfindung auf einen darin durch Analogie versinnbildlichten Sachverhalt (lat. res significata) aus anderen Wissensbereichen zu der daraus abgeleiteten Schlussfolgerung. Andere Sinnbilder – wie etwa Symbole und Allegorien – stellen in Bild und/oder Text etwas dar, dessen gesamte sinnbildliche Auslegung der Rezipient zu leisten hat. Embleme repräsentieren dagegen in Bild und/oder Text auch Teile der Auslegung des Dargestellten. Anders als etwa die Erbauungsliteratur überlässt die Emblemkunst als eine offene Kunstform die Schlussfolgerung allerdings ganz dem Rezipienten.
Lange wurde eine dreiteilige Darstellungsform aus einem Lemma (griech. λῆμμα, lat. auch vocalium signum oder inscriptio, ital. motto, dt. Titel, Überschrift), einem Ikon (griech. εἰκών, lat. auch pictura oder imago, dt. Bild) und einem Epigramm (griech. ἐπίγραμμα, lat. auch subscriptio, dt. Bildunterschrift, Untertitel) zum Idealtypus eines Emblems erklärt. Dabei könne etwa das Ikon die Definition, das Epigramm die Bezugsfindung und das Lemma die Schlussfolgerung übernehmen. Tatsächlich entsprechen die meisten Embleme dieser idealtypischen Darstellungsform allerdings nicht. So bestehen viele Embleme nur aus einem oder zweien dieser Darstellungselemente. Auch bei dreiteiligen Emblemen ist zudem die Zuordnung der Denkschritte zu den Darstellungselementen meist anders verteilt.
Besonders Werke aus der Anfangsphase der Emblemkunst fordern einen hohen Eigenanteil des Rezipienten am Auslegungsprozess. Provoziert wird dies durch Kürze (lat. brevitas), Unvollständigkeit, Sprunghaftigkeit und Rätselhaftigkeit der Teilargumente, die Embleme in Bild und/oder Text repräsentieren. In der Herstellung und Auslegung zunächst rätselhaft scheinender Embleme konstituierte die Emblemkunst so besonders in ihren Anfängen eine sozial exklusive Interpretationsgemeinschaft gebildeter und flexibel denkender Rezipienten. Mit der Ausbreitung der Emblemkunst nahm der hohe Eigenanteil der Rezipienten am Auslegungsprozess allerdings seit Ende des 16. Jahrhunderts zugunsten von Didaktisierung, Popularisierung und Enzyklopädisierung stark ab. Da der Darstellungsgegenstand eines Emblems aus allen Bereichen des Wissens stammen konnte, trugen Embleme in der Frühen Neuzeit zur Vermehrung und Verbreitung von Sachwissen und Symbolkenntnis umfassend bei. Vom frühen 16. bis in die Mitte des 18. Jahrhunderts erschienen sowohl in lateinischer Sprache als auch in vielen europäischen Volkssprachen über 6500 Emblembücher. Auch durch die sogenannte „angewandte Emblematik“ war die Emblemkunst in ganz Europa omnipräsent. Die Wirkung der Emblemkunst auf alle Wissens- und Lebensbereiche (u. a. Religion, Ethik und Politik) und insbesondere für die Vermittlung einer stände- und konfessionenübergreifenden Lebensklugheit kann kaum überschätzt werden.
Neuerdings werden in den sogenannten Memes, die sich seit Mitte der 2010er Jahre im Internet entwickelt und verbreitet haben, sowie in spezifischen Gestaltungen von Tatoos späte popularisierte Derivate der frühneuzeitlichen Emblematik vermutet.

## Emblemverständnis

### Begriffsgeschichte

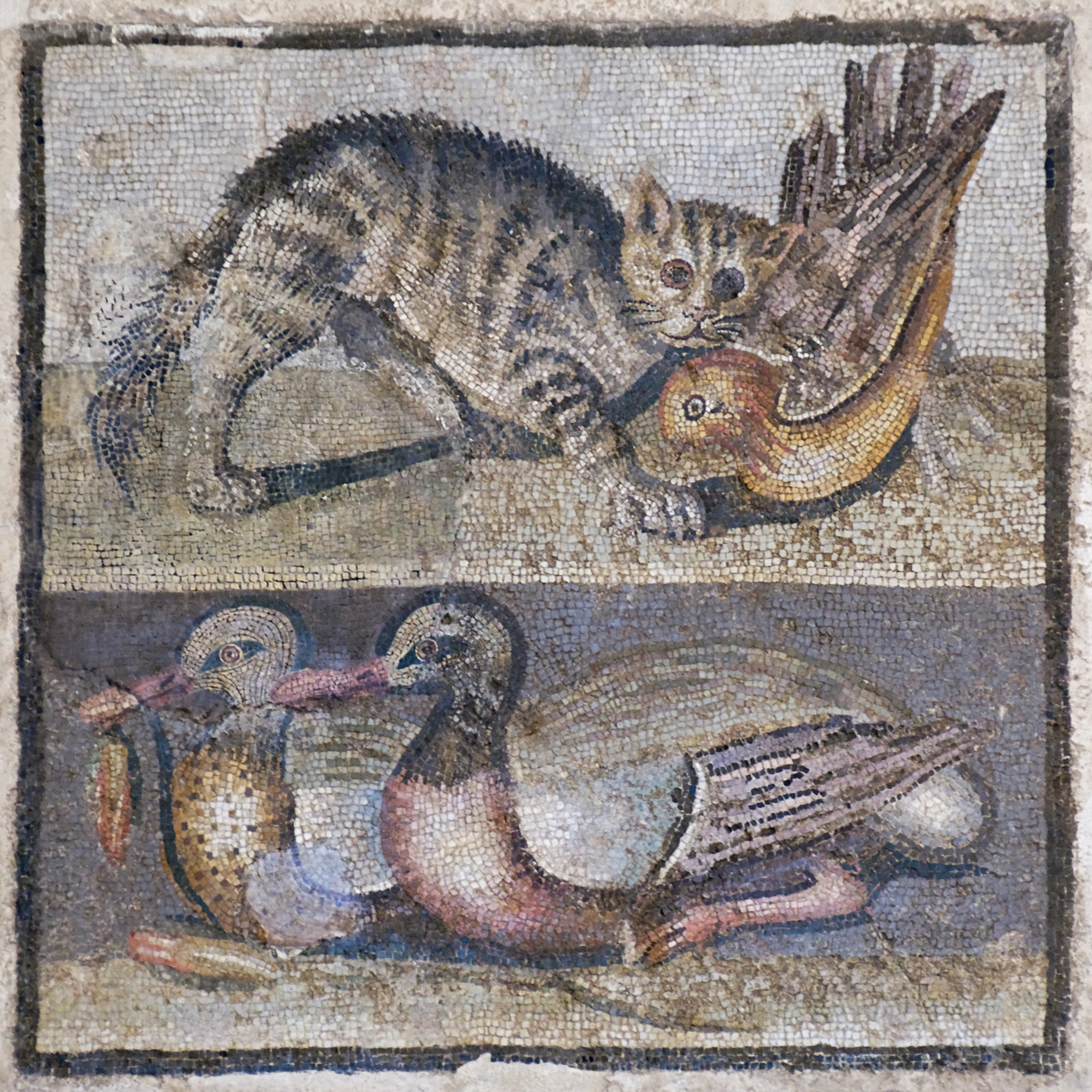
Katze und Ente sowie zwei Enten, römisch, 1. Hälfte des 1. Jahrhunderts vor Christus, Mosaik (opus vermiculatum), Rom, Museo Nazionale Romano, Palazzo Massimo alle Terme

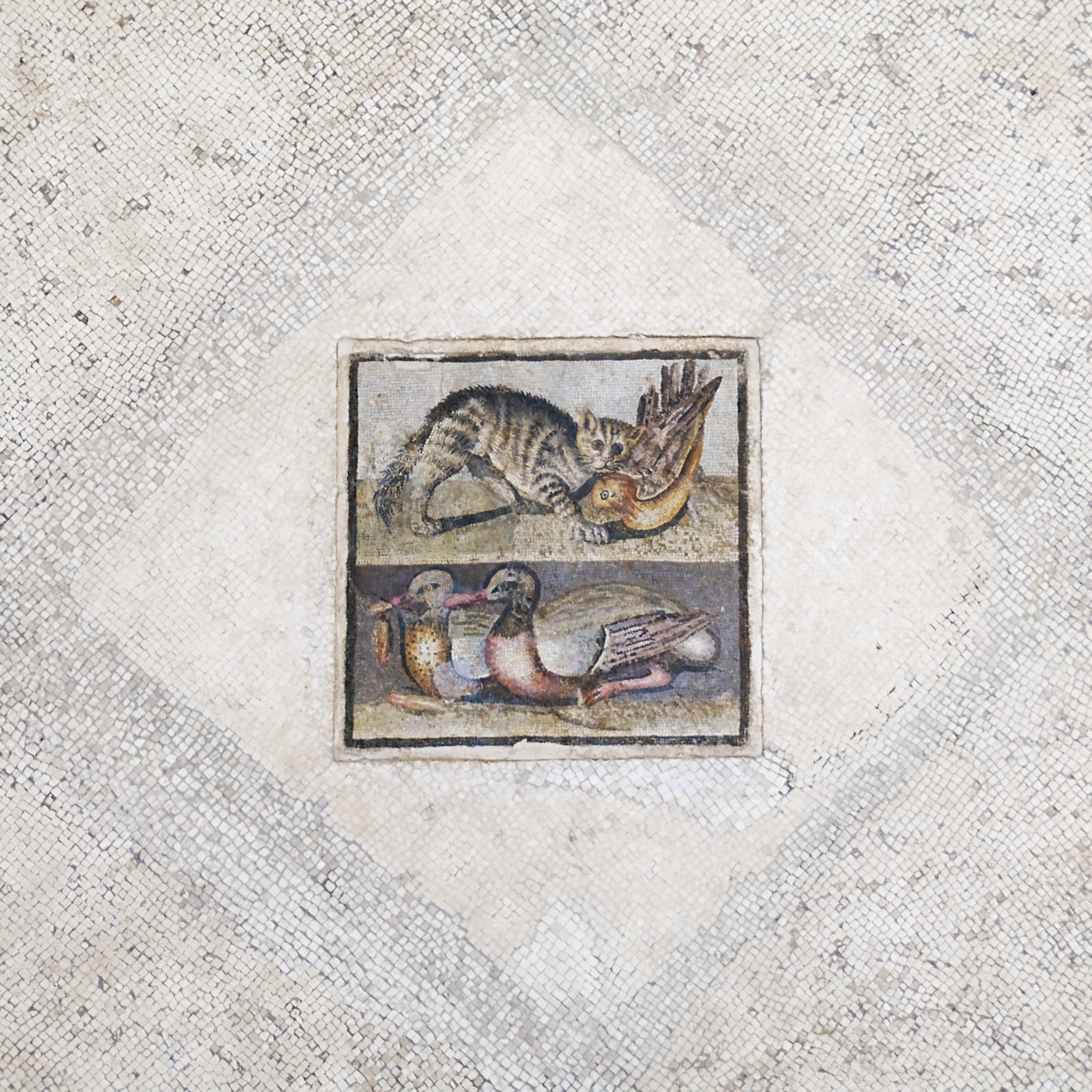
Bodenmosaik (opus regulatum) mit einem als Zentralstück eingesetzten Mosaik (Emblema, ausgeführt als opus vermiculatum), Rom, Museo Nazionale Romano, Palazzo Massimo alle Terme

#### Antike
Das altgriechische Wort emblema (griechisch ἔμβλημα) leitet sich von dem Verb emballo (ἐμβάλλω) ab, das hineinwerfen oder einsetzen bedeutet. Mit emblema meinte man also wörtlich etwas in eine Umgebung Hineingeworfenes oder Eingesetztes. Emblemata werden in der griechischen Antike so etwa zur Veredelung eingepfropfte Zweige (Iulius Pollux, Onomastikon 1,241) oder auch Einlegesohlen in Schuhen (Philo Mechanicus, Syntaxis 5,102,39) genannt. Im Anschluss an denselben Wortgebrauch werden in der römischen Antike, zuvor vermutlich auch schon im Griechischen, in diesem Sinne zunächst Einsatzbilder in Mosaiken (Plinius d. Ä., Naturalis historia 36,185) als emblemata bezeichnet, dann aber auch Applikationen etwa auf silbernen Bechern (Cicero, Orationes in Verrem 2,4,49; Ders., De Oratore 3,171) sowie persönliche Insignien, die auf Gebrauchsgegenständen angebracht waren (Ders., Orationes in Verrem 2,4,37).
Der Satiriker Gaius Lucilius übertrug 102 v. Chr. den Begriff auf die Sprache und erklärte, eine wohlkomponierte Rede (lat. lexim bene compositam) sei wie ein mosaizierter Boden oder ein emblema (lat. pavimentum ac emblema vermiculatum), die aus Steinchen (lat. tesserulae) kunstvoll zusammengesetzt seien. Unter ironischem Verweis auf diese Empfehlung des Lucilius bezeichnete 46 v. Chr. Ciceros Orator 44[149] Textstellen, die andernorts entnommen waren, um zusammenhanglos in einen neuen Text eingeworfen zu werden, als emblema. Andere Lehrbücher der Rhetorik übernahmen dies (Cicero, De Oratore 3,171; Ders., Brutus 79,274; Quintilian, Institutio oratoria 2,4,27).

#### Mittelalter
In den emblemata eines Mosaiks erkannte Augustinus dagegen im Jahre 386 eine erkenntnistheoretische Herausforderung. Die scheinbare Unordnung solcher emblemata führte er als Metapher für das fragmentarische menschliche Wissen über die göttliche Ordnung an und verglich das Erkennen dieser Ordnung mit der Leistung eines scharfsinnigen Verstandes, die verwirrende Vielfalt der einzelnen Steinchen (lat. tessala) eines Mosaikbodens (lat. vermiculato pavimento) nicht nur isoliert zu betrachten, sondern als Teil eines geordneten Ganzen erfassen zu können (De ordine 1,1,2). Die erkenntnistheoretische Begriffsbedeutung übernahm Alanus ab Insulis, als er um 1182 seinen Anticlaudianus, ein allegorisches Lehrgedicht über die Tugendbildung, ein „emblema der himmlischen Offenbarung Gottes“ nannte. In seinen Theologicae regulae sprach er – auch auf die Lichtreflexion von Mosaiken anspielend – sogar davon, dass die theologischen Maximen (lat. theologicae maximae) „wegen des inneren Glanzes ihrer Erkenntnis emblemata genannt“ würden.

#### Frühe Neuzeit
Die in der antiken Rhetorik geläufige Bezeichnung von Textmontagen als emblemata nahm um 1420 Leonardo Bruni auf. Ciceros ironische Ablehnung dieser Praxis ersetzte Bruni dabei allerdings durch die mittelalterliche Wertschätzung für die erkenntnistheoretische Leistung und Herausforderung mosaizierter emblemata und entwickelte den Begriff zu einem textanalytischen Terminus für kunstvoll arrangierte Wortfügungen weiter. So erklärte er in De interpretatione recta, dass die in Platos Dialog Phaidros „miteinander anmutig verbundenen Worte wie in einem mosaizierten Boden und emblema höchste Schönheit“ hätten. Ohne den Begriff emblema explizit anzuführen, wendete Leon Battista Alberti in seinen Profugiorum ab aerumna libri III von 1441/1442 Brunis textanalytische Metapher der Mosaiktechnik produktionstechnisch. Einen Redner, der in seinem Text „eine so große Fülle von verschiedenen, äußerst würdigen und seltensten Dingen, die er gesammelt hat,“ verwendet und passend anordnet, verglich er dort mit dem Erfinder von Mosaikböden, der sein Werk aus Marmorsplittern, die an anderen Stellen des Gebäudes übriggeblieben waren, auf originelle Weise zusammensetzt, und regte zur Orientierung an dieser Praxis an. Ohne Ciceros ironische Ablehnung der Empfehlung des Gaius Lucilius auch nur zu erwähnen, empfahl Pietro Crinito in seiner Schrift De honesta disciplina von 1504 mit dessen Worten schließlich ausdrücklich, Texte wie mosaizierte emblemata aus andernorts entliehenen Textfragmenten zusammenzusetzen.
Aus dem einerseits bild- und andererseits textbezogenen antiken Wortsinn führte die Benennung der neuen bildlichen und/oder literarischen Kunstform als Emblem in der Frühen Neuzeit sowohl die alte wörtliche Bedeutung von Emblema als Einsatzbild und appliziertes Erkennungszeichen als auch deren Übertragung auf einen aus den originalen Zusammenhängen gelösten Texteinschub fort. Im direkten Rückgriff auf die Empfehlung dieser Praxis bei Lucilius und auf die mittelalterliche Wertschätzung von mosaizierten emblemata als Herausforderung an den menschlichen Verstand sowie als leitende Metapher der Tugendbildung und Gotteserkenntnis spielte die ironische Ablehnung der Zitatmontage durch die antike Rhetorik dabei allerdings keine Rolle mehr.
Die Benennung eines Sinnbildes als Emblem hob nun das leicht und mühelos wirkende Hineinwerfen von scheinbar unverbundenen Bild- oder Textelementen, das bei der Herstellung Kunst erfordert und bei der Wahrnehmung Scharfsinn, als Charakteristikum einer neuen Kunstform hervor. Das Wort betonte so den Anspruch der neu einsetzenden Emblemproduktion auf eine bewegliche Applizierbarkeit und mühelos scheinende Kombinierbarkeit von Text- und/oder Bildelementen wie auch auf die hieraus folgende aktivierende Herausforderung der Emblemrezeption zu einer nicht minder beweglichen und scharfsinnigen Auslegungspraxis. Für alle im Lateinischen und Griechischen Versierten war der Begriff dabei offenbar in diesem Sinne unmittelbar verständlich und bedurfte keiner gesonderten Erläuterung. Über das Aufrufen und positive Ausformulieren des älteren Wortsinns hinaus ist insofern „die Entwicklungsgeschichte des Begriffs ‚Emblem‘ […] für die Erkenntnis der Gattungsprinzipien irrelevant“.
Dies gilt zumal, da das Wort Emblem in der Frühen Neuzeit einerseits bald auch für jedwede andere Art von bedeutungstragenden Darstellungen verwendet sowie durch viel weiter gefasste Begriffe ersetzt wurde – im Niederländischen etwa durch die Begriffe Sinnepoppe (ndld. „Sinnpuppe“), Sinnebeeld (ndld. „Sinnbild“), im Deutschen davon abgeleitet durch den Begriff Sinnbild (erstmals bei Julius Wilhelm Zincgref [1591–1636]), im Französischen durch die Begriffe devise und symbole. Signifikanterweise beschreibt die frühneuzeitliche Emblemtheorie zwar ausführlich verschiedene Praxen der Emblemkunst, bietet aber keine epochenübergreifend generalisierbare Definition. Was ein Emblem ist, wurde in der Frühen Neuzeit nicht aus einer Gattungsdefinition abgeleitet, sondern durch die reiche, intentional differenzierte, vielfältige und sich fortlaufend verändernde Produktion und Rezeption von Werken der Emblemkunst selbst bestimmt.

#### Gegenwart
Der heutige Gebrauch des Wortes Emblem als Begriff für „Kennzeichen, Hoheitszeichen; Sinnbild“ verallgemeinert zum einen die antike Begriffsverwendung für applizierte Insignien. Zum anderen schreibt er die frühneuzeitliche deutsche Übersetzung von Emblem mit Sinnbild fort. Zugleich bezieht sich die Definition von Emblematik als „sinnbildliche Darstellung; Emblemforschung“ direkt auf den spezifischen frühneuzeitlichen Gattungsbegriff und die daran anschließende medienwissenschaftliche Untersuchung.

### Dreischrittiger emblematischer Auslegungsprozess
Wie der Kunsthistoriker Carsten Peter Warncke (* 1947) 1987 gezeigt hat, ist die Emblemkunst „das Herzstück der epochalen Sinnbildanschauungen“ der Frühen Neuzeit und insofern charakteristisch für das frühneuzeitliche Medienverständnis insgesamt. Bilder verstand man damals als „sprechende Malerei und stumme Dichtung“ (lat. pictura loquens poesis tacens) und wies ihnen „Sprachbedeutung“ zu. In diesem Rahmen war das Emblem medienhistorisch Teil der frühneuzeitlichen Sinnbildpraxis und zugleich gegen benachbarte Gattungen von Sinnbildern abgegrenzt. Gattungsprägend war für die Praxis der Emblemkunst dabei ein dreischrittiger Auslegungsprozess, der wie bei jeder Allegorese einer res significans aus Definition, Bezugsfindung und Schlussfolgerung besteht, aber anders strukturiert ist als bei allen anderen Sinnbildgattungen.

#### Darstellung und Definition einer ‚res significans‘ und ihrer signifikanten Eigenschaft
Ein Emblem bietet als Zeichen (lat. signum) in Bild und/oder Wort die Darstellung einer Sache oder eines Sachverhalts, die oder der seinerseits als res significans (lat. „bezeichnende Sache“ bzw. „bezeichnender Sachverhalt“) auf eine darin versinnbildlichte res significata (lat. „bezeichnete Sache“ bzw. „bezeichneter Sachverhalt“) verweist. Um dieses sinnbildliche Verweisen zu enthüllen, beginnt die Auslegung eines Emblems in Bild und/oder Wort mit einer Definition der dargestellten res significans. Hierbei wird aus der potentiellen Vielzahl von Eigenschaften, welche die dargestellte res aufweist, diejenige signifikante Eigenschaft bestimmt, die in die Auslegung eingehen soll. Die Darstellung der res wie auch die Definition der signifikanten Eigenschaft kann dabei sowohl durch Bild- als auch durch Textelemente eines Emblems erfolgen.

#### Bezugsfindung zu einer ‚res significata‘ durch Aufzeigen einer Analogie der signifikanten Eigenschaft
An die Definition schließt eine Bezugsfindung an, in der die res significans auf eine in ihr versinnbildlichte res significata aus anderen Wissensbereichen und Lebenssphären bezogen wird. Hierzu zeigen Bild und/oder Text eine innere Analogie zwischen der signifikanten Eigenschaft der res significans und einer entsprechenden Eigenschaft der res significata auf. Weder die Definition der signifikanten Eigenschaft der res significans, noch die Bezugsfindung sind Aufgabe des Rezipienten. Ein frühneuzeitliches Emblem bietet vielmehr in Bild und/oder Text nicht nur die Darstellung der res significans, sondern auch deren Auslegung. Nicht der Rezipient, sondern Bild und/oder Text selbst schränken in einem Emblem die potentielle Vielzahl von Eigenschaften auf eine signifikante Eigenschaft und durch deren Definition die Deutungsmöglichkeiten der res significans ein und legen die auslegungsleitende Bezugsfindung durch Aufzeigen einer Analogie der signifikanten Eigenschaft der res significans zu einer entsprechenden Eigenschaft der jeweiligen res significata fest.

#### Schlussfolgerung für Auffassungen, Haltungen und Handlungen als Eigenleistung des Betrachters
In Bild und/oder Text eines Emblems bleibt das Letzte allerdings ungesagt. Nur der Rezipient kann aus dem im Auslegungsprozess enthüllten Bezug zwischen res significans und res significata eine Schlussfolgerung als Lehre für einen konkret gesetzten Fall herleiten. Ihm alleine ist es überlassen, sich an der Auslegung des Emblems zu beteiligen, die in den Bild- und/oder Textelementen eines Emblems repräsentierten Teilargumente der Definition und Bezugsfindung zu entdecken und diese in Eigenleistung schlussfolgernd zu einem Gesamtargument zusammenzuführen. So fügt erst der Rezipient die zunächst unverbunden wirkenden Teile des Emblems zu einem sinnhaften Ganzen. Nur er kann das Emblem abschließen, indem er es auf seine eigenen Auffassungen, Haltungen und Handlungen anwendet. 

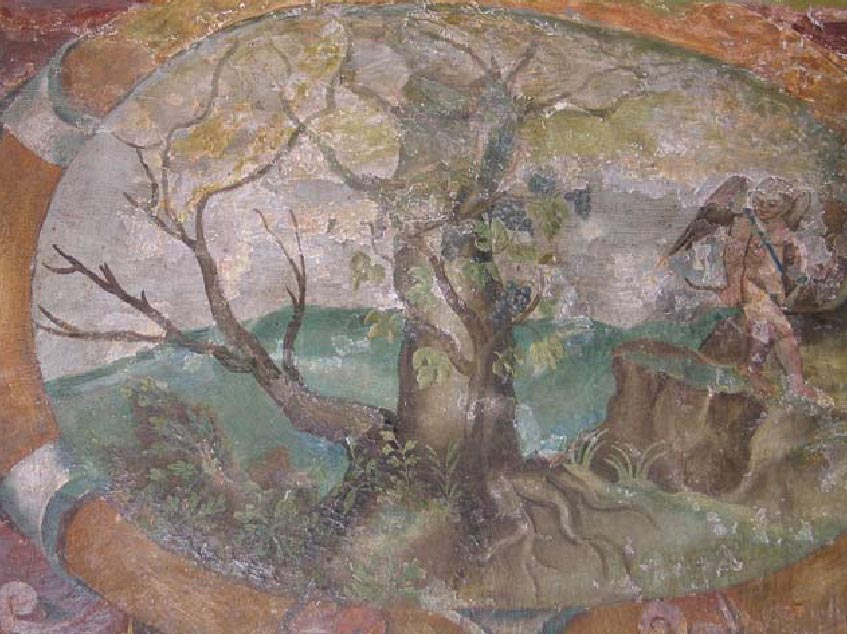
Anonym, nach Jakob de Gheyn II: Nec tollit amorem (lat. „Er hebt die Liebe nicht auf“). Emblem Nr. 8, Wandmalerei, 1605 (?), Teil einer Series von acht Emblemen in einem Wandfries, Chateau de Coulon, Graçay (Département Cher).

#### Beispiel zur Veranschaulichung des Auslegungsprozesses
Im Gebrauchszusammenhang veranschaulichen kann einen solchen Auslegungsprozess etwa ein Emblem aus einem Fries von Wandmalereien mit einer Serie von acht Emblemen in Chateau de Coulon in Graçay (Département Cher), die zwischen 1600 und 1610 entstanden sein müssen. Übernommen wurden die Ikones des Emblemzyklus seitenrichtig von Kupferstichen Jakob de Gheyns II. (1565–1629) aus dem anonym erschienenen Théâtre d’amour von um 1600, dem ersten Emblembuch zur Liebesemblematik. Wie die Thematik nahelegt, wurden die acht Embleme in Chateau de Coulon wohl 1605 anlässlich der Hochzeit des François de Bourbon, prince de Conti (1558–1614) mit seiner zweiten Ehefrau, Louise Marguerite de Lorraine-Guise (1574–1631), zur Ausstattung der Brautkammer angebracht. Wie etwa die Nachkolorierung und Übernahme von zwei Vorsatzblättern, Titelblatt und Vorrede sowie der 24 Embleme des Théâtre d’amour von um 1600 in eine um 1620 angelegte private Zusammenstellung von Liebesemblemen und weiteren Kupferstichen zur Liebensthematik zeigt, wurden diese Embleme auch sonst sehr konkret in die lebendige Liebeskultur des frühen 17. Jahrhunderts einbezogen. Für das Emblem, das in Chateau de Coulon mit dem lateinischen Lemma Nec tollit amorem (lat. „Er hebt die Liebe nicht auf“) angebracht ist, lässt sich ein emblematischer Auslegungsprozess für einen solchen konkreten Lebenskontext exemplarisch rekonstruieren.
1. Darstellung (lat. res picta) der res significans: Ein reich mit Trauben behangener Weinstock umrankt einen abgestorbenen Baum (Ikon).
2. Definition der signifikanten Eigenschaft: Etwas fruchtbares Lebendes schmiegt sich an etwas Totes (Ikon).
3. Bezugsfindung zu einer anderen Wissens- oder Lebenssphäre: Die geflügelte Figur des Liebesgottes Amor rechts im Bildhintergrund legt die Liebe als Bezugsfeld fest; dass er nur einen Pfeil im Köcher hat, weist darauf hin, dass Amors Liebesimpuls nur noch einen Partner trifft; dass er mit gesenktem Kopf vorbeischreitet, stimmt den Rezipienten emotional auf die Bezugsfindung ein (Ikon).
4. Enthüllung der res significata durch Auffinden einer Analogie der signifikanten Eigenschaften: Wie die Weinranke den abgestorbenen Baum umrankt, so besteht die Liebe über den Tod von jemand Geliebtem hinaus (Ikon; bestätigt durch das Lemma: Er hebt die Liebe nicht auf; das Lemma ist dem letzten Nebensatz des Distichons entnommen, das ringförmig um das Ikon von de Gheyns Kupferstich angebracht ist; das Subjekt des Satzes – der Tod – ist weder im Ikon noch im Lemma unmittelbar dargestellt; aber nur mit dem Tod, der die Liebe nicht aufhebt, wird die Analogiebildung zwischen dem von einem fruchtbringenden Weinstock umrankten toten Baum als res significans und dem Liebespaar, dessen Liebe nicht aufgehoben ist, sinnvoll und geistreich vervollständigt).[62]
5. Schlussfolgerung für die eigenen Auffassungen, Haltungen und Handlungen: Im Kontext der Brautkammer war das Emblem mit dem Naturmonument der ewigen Liebe wohl intendiert, dem Ehepaar mit seinem Altersunterschied von siebzehn Jahren ein Leitbild für das gemeinsamen Leben anzubieten, der Ehe des ungleichen Paares eine langfristige Perspektive vor Augen zu stellen, vielleicht im Sterben wie über den Tod der oder des Geliebten hinaus später auch Trost zu spenden sowie für den Ehemann möglicherweise auch die Erinnerung an dessen verstorbene erste Ehefrau, Jeanne de Coëme (1555–1601), in die neue Lebenssituation zu integrieren (Ikon, Lemma, Kontext der Brautkammer).

#### Eine „res significans“– viele Embleme
Aufgrund der Vielzahl ihrer potentiell signifikanten Eigenschaften ist jede res significans (lat. „eine verweisende Sache/ein verweisender Sachverhalt“), die auf eine res significata (lat. „eine andere Sache/einen anderen Sachverhalt“) verweist, für sich genommen ja grundsätzlich mehrdeutig. Eingegrenzt wird dies in einem Emblem dadurch, dass Bild und/oder Text die Definition der res significans und ihrer signifikanten Eigenschaft sowie die Bezugsfindung durch Aufzeigen einer Analogie zu einer entsprechenden Eigenschaft der res significata vorgeben. Daher kann die in Bild und/oder Text identische Darstellung ein und derselben res significans aufgrund mal der einen, mal der anderen ihrer Eigenschaften grundsätzlich in ganz unterschiedlichen Emblemen eingesetzt werden, die dann auch ganz unterschiedlich zu deuten sind und ganz unterschiedliche Schlussfolgerungen eröffnen. Hierzu reicht es, in Bild und/oder Text aus der potentiellen Vielfalt von Eigenschaften derselben res significans durch Definition eine andere signifikante Eigenschaft herauszugreifen, eine andere Bezugsfindung zu einer anderen res significata vorzunehmen oder eine andere Analogie zwischen der signifikanten Eigenschaft der res significans und einer entsprechenden Eigenschaft der res significata aufzuzeigen.

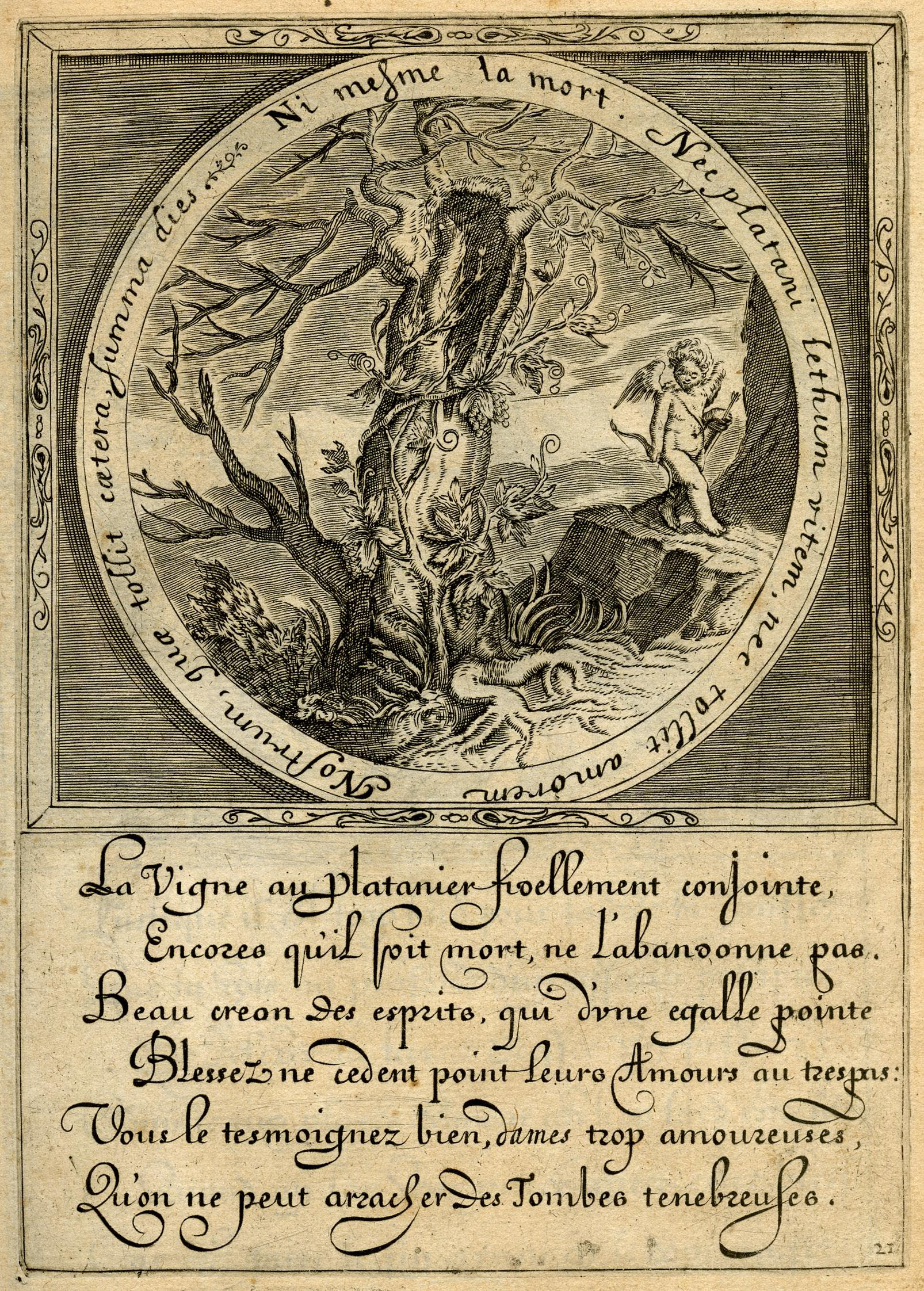
nach Jacques de Gheyn II: Emblem Ni mesme la mort (frz. „Nicht einmal der Tod“). In: Théâtre d’amour. [Amsterdam], [um 1600], Tafel 21, Emblem, Kupferstich, 186 × 132 mm, British Museum.

#### Beispiele zur Veranschaulichung

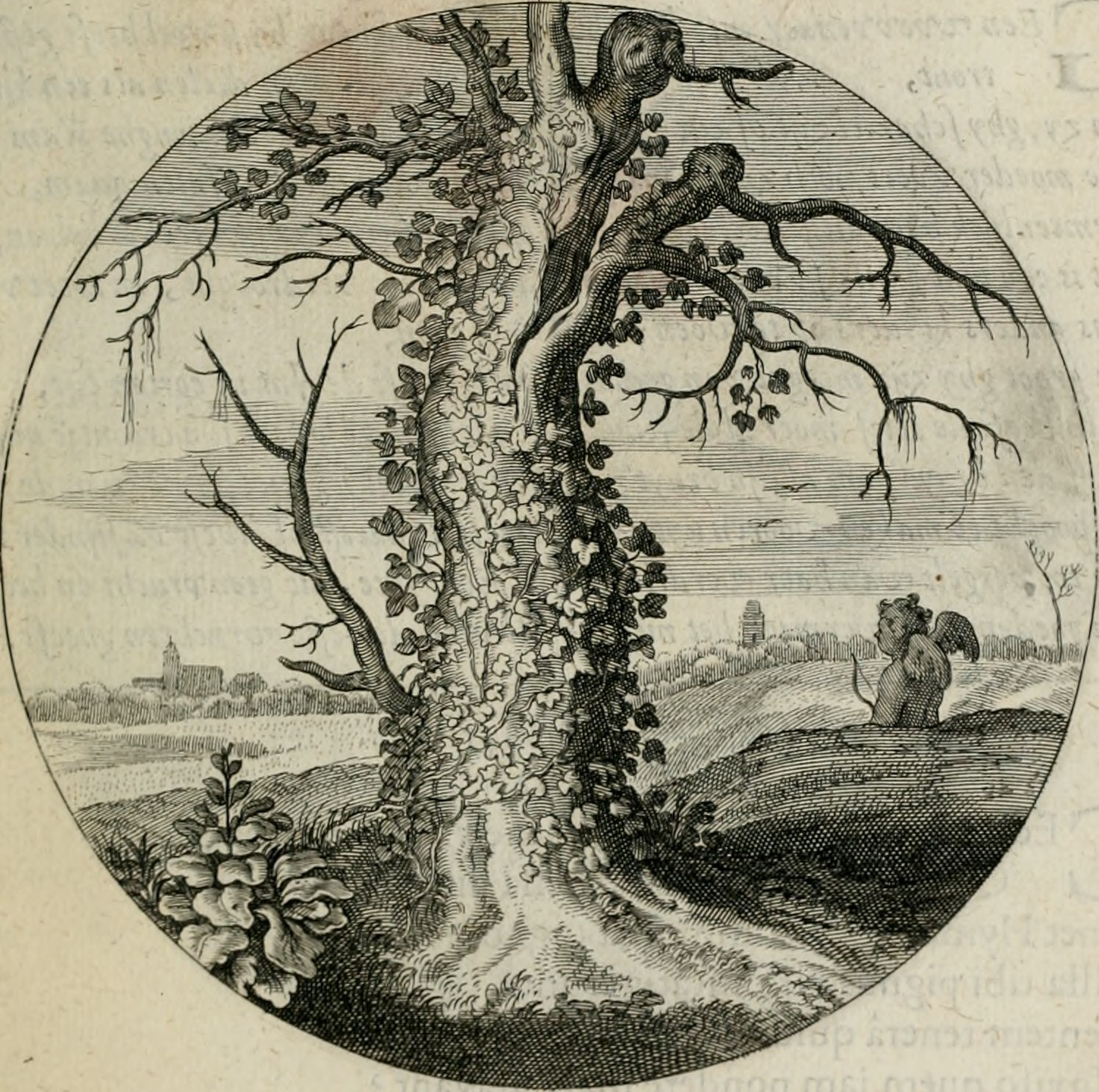
Jacob Cats: Male Iuncta Fatiscunt (lat. „Schlecht Verbundenes zerfällt“). Emblem XLI. In: Ders.: Monita amoris virginei […] Maechden-plicht. Willem Janszoon Blaeu, Amsterdam 1618, S. 82 f.

Dass verschiedene Embleme ein und dieselbe res significans unterschiedlich auslegen können, demonstriert etwa die vielfältige Nutzung des in Chateau de Coulon gezeigten Bildmotivs vom lebendig umrankten toten Baumstamm in anderen Emblemen. So entfaltet das Emblem 21 des Emblembuchs Théâtre d’amour von um 1600, aus dem das Emblem in der Brautkammer von Chateau de Coulon Bildmotiv und Lemma übernommen wurde, zwar eine ähnliche Argumentation, wie sie sich dort alleine aus Lemma und Ikon im Kontext ergibt, unterscheidet sich in der Gestaltung des Auslegungsprozesses und der Einleitung einer Schlussfolgerung aber doch spezifisch von diesem. An das rätselhaft knappe französische Lemma „Ni mesme la mort.“ (frz. „Nicht einmal der Tod“), das dort in de Gheyns Kupferstich über dem Ikon angebracht ist, schließen wie zur Vervollständigung eines Satzes das Ikon mit der Darstellung der res significans (der Weinstock und der tote Baumstamm) und die Definition der signifikanten Eigenschaft (das Ranken über den Tod des Umrankten hinaus). Wie in Chateau de Coulon schließt das Bild auch die Bezugsfindung an (Amor als Hinweis auf die Liebe als Bezugsfeld) zur res significata (der über den Tod hinaus fortdauernden Liebe) an. Anders als dort bekräftigt dann das rings um das Ikon umlaufende vollständige lateinische erste Epigramm das zwischen Lemma und Ikon erschlossene Argument und steigert es zugleich eschatologisch dramatisierend durch den Verweis auf den Jüngsten Tag: „Weder wird der Tod der Platane die Weinrebe beseitigen, noch unsere Liebe der Letzte Tag, der alles beseitigt.“ Ein unter dem Ikon angebrachtes französisches zweites Epigramm beschreibt als Ekphrasis zunächst die dargestellte res significans und definiert deren signifikante Eigenschaft als vorbildlich: „Der Wein, mit der Platane treu verbunden, verlässt sie nicht, auch wenn sie tot ist.“ Anschließend weist dieses Epigramm durch eine Periphrase auf Amor hin und bekräftigt so die auch im Bild angelegte Bezugsfindung zu ihm als mythologischem Urheber der den Tod überdauernden Liebe als res significata: „Schöner Schöpfer jener Geister, die, von gleicher Spitze verwundet, ihre Liebe nicht einmal im Tod aufgeben.“ In den letzten beiden Zeilen spricht das Gedicht die Adressatinnen des Emblems an und leitet die Schlussfolgerung ein, indem es diese in drastischer (und möglicherweise sogar ironisierender?) Übertragung des antithetischen Bildes von dem lebenden Weinstock und der toten Platane anschaulich vor die Frage stellt, ob sie denn bereit wären, sich nach dem Tod des Geliebten noch an dessen finsteres Grab klammern zu wollen: „Bezeuget gut, ihr sehr verliebten Damen, dass man euch von den dunklen Gräbern nicht wegreißen kann!“

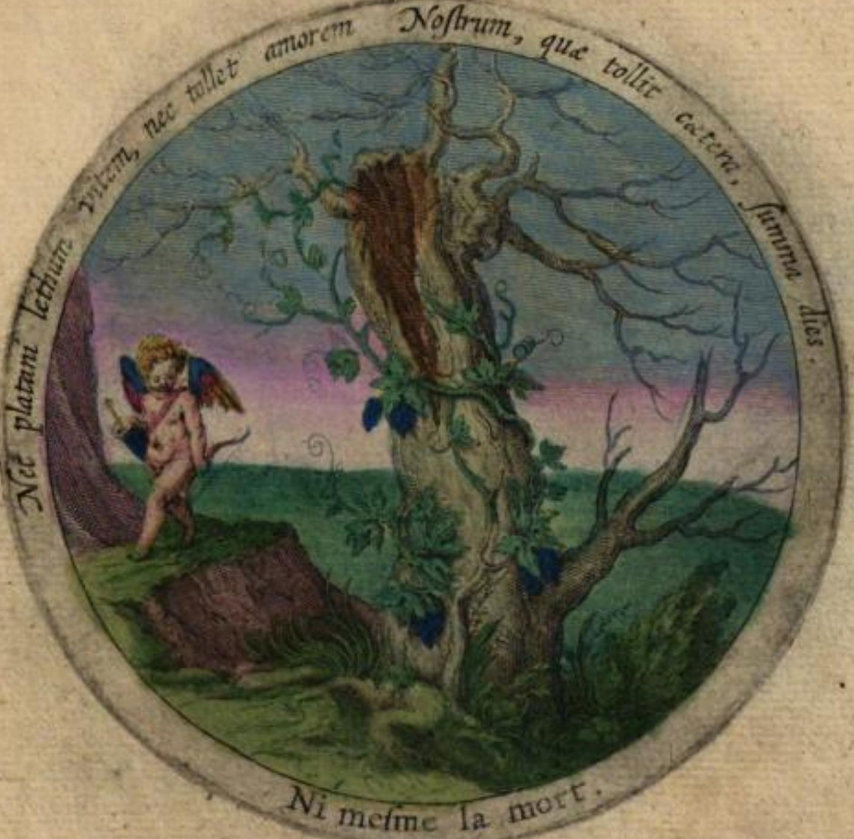
nach Jacques de Gheyn II: Ni mesme la mort. Emblem Nr. 17. Handkolorierter Kupferstich. In: Theocritus à Ganda [= Daniel Heinsius et al.]: Quaeris quid sit amor? s. l., s. d. [1601?].

Wohl noch 1601 übernahm auch der aus Gent stammende Daniel Heinsius (1580–1655) sämtliche Bilder des Théâtre d’Amour – teils seitenverkehrt – in sein unter Pseudonym (Theocritus a Ganda – Daniel von Gent) publiziertes Emblembuch Quaeris quid sit amor (lat. „Du willst wissen, was Liebe ist?“). Ab 1608 erschien dieses Emblembuch in weiteren Auflagen unter dem Titel Emblemata amatoria, der auch zur Gattungsbezeichnung der Liebesemblematik insgesamt wurde. Indem Heinsius die französischen Epigramme durch niederländische Verse ersetzte, schuf er hieraus allerdings neue Embleme. So beginnt das Epigramm zu dem Emblem Ni mesme la mort zwar auch mit einer Ekphrasis des Bildmotivs und benennt so die res significans, fokussiert den Blick dabei aber ganz auf die Antithese zwischen dem gänzlich Vergangenen und der prachtvoll sich dem Blick bietenden Schönheit des Lebendigen als der signifikanten Eigenschaft: „Das eine ist völlig vergangen, das andere steht noch schön da, und breitet seine Ranken sehr prächtig aus zur Schau. Immergrün ist es (…)“. Anders als im Théâtre d’amour erwähnt das Epigramm des Heinsius nun als Grundlage der Bezugsfindung nicht den im Bild dargestellten kleinen Liebesgott Amor, sondern dessen Mutter, die Liebesgöttin Venus, die der Autor in einer kühnen concettistischen Wendung zugleich als liebliches Kind anspricht und in sich selbst wohnen sieht: „(…) so geht es auch mit dir, oh Venus, liebliches Kind, das immer in mir wohnt.“ Die res significata, die Antithese zwischen dem alles vernichtenden Tod und der Ewigkeit der Liebe, legt das Epigramm anschließend durch Personifikation dar, um schließlich in einer Hyperbel den Tod als Sieger über alles, Venus aber und damit die Liebe als Siegerin über den Tod darzustellen: „Der Tod nimmt den Menschen hinweg, aber lässt die Liebe leben. Sie wird weder durch den Tod, noch durch die Zeit vertrieben. Sie bleibt, wenn alles vergeht, sie blüht auch in der Not, der Tod überwindet alles, Venus aber [überwindet] auch den Tod.“ So leitet dieses neue Emblem nicht mehr zu einer Schlussfolgerung für konkrete Lebenssituationen, sondern zu einer abstrakten Einsicht in den Antagonismus von Liebe und Tod, in dem die Liebe den Tod besiegt. Mit der mythologisierenden Personifikation in den miteinander kämpfenden Gestalten Tod und Venus legt Heinsius damit den Rezipienten nahe, ihre eigenen konkreten Liebesdinge in den erhabenen Horizont des Mythos zu rücken.

Die niederländischen Gedichte, die Heinsius für die Embleme von Quaeris quid sit amor verfasst hatte, übernahm 1616 Petrus Schriverius (1576–1660) unverändert in seine Gedichtsammlung Nederduytsche Poema (ndld. „Niederländische Dichtungen“). De Gheyns Kupferstiche ersetzte er nun aber durch Kupferstiche von Crispin de Passe dem Älteren (1564–1637). Motivisch folgen diese eng de Gheyns Vorlage, wenden das Bildformat aber ins Querrechteck. So fällt nun auch das lateinische erste Epigramm weg, das, rings um das Ikon herumlaufend, bei de Gheyn und in der Adaption des Heinsius in Quaeris quid sit amor wie in den Emblemata amatoria Teil des Kupferstichs gewesen war. Damit bleibt zwar das Gesamtargument des Emblems ähnlich, der Auslegungsprozess und die Sinnspitze aber verändern sich erneut.
Dass verschiedene Embleme ein und dieselbe res significans unterschiedlich auslegen können, führt etwa Jacob Cats (1577–1660), ein weiterer Hauptvertreter der niederländischen Emblemliteratur, in seinem Emblembuch Monita amoris virginei […] Maechden-plicht von 1618 systematisch vor. Mehrere Embleme sind dort jeweils unter ein und demselben Lemma zu ein und demselben Ikon zusammengefasst. So wiederholt Cats unter dem Lemma Male Iuncta Fatiscunt (lat. „Schlecht Verbundenes zerfällt“) das Bildmotiv des umrankten abgestorbenen Baumes, das de Gheyn, Heinsius und das Fresko in Chateau de Coulon emblematisch auf die über den Tod hinaus fortwährende Liebe bezogen hatten (s. o.), zunächst mit geringfügigen Änderungen. Aus fast demselben Bildmotiv bildet er durch Definition einer anderen signifikanten Eigenschaft derselben res significans, durch eine andere Bezugsfindung und durch eine andere Analogie zu einer entsprechenden Eigenschaft einer anderen res significata aber ein anders Emblem, das dann auch eine vollständig andere Schlussfolgerung in Gang setzt. Bereits innerhalb des Ikons werden hierzu für die res significans – den umrankten abgestorbenen Baum – andere signifikante Eigenschaften definiert: Im oberen Bereich beginnt der tote Stamm auseinanderzufallen. Die Ranke, die den Stamm umschlingt, trägt auch keine Trauben mehr, sondern besteht aus Efeu, welches das zerfallende tote Holz kaum noch zusammenhalten kann. Auch die Bezugsfindung wird im Ikon neu gesetzt, indem Amor dem abgestorbenen Stamm nun den Rücken gekehrt hat und sehnsuchtsvoll in die Ferne schaut. Das neue Motto, „Male Iuncta Fatiscunt“ (lat. „Schlecht Verbundenes zerfällt“), fordert dann zur Analogiebildung zwischen der im Ikon aufgezeigten anderen signifikanten Eigenschaft der res significans und einer entsprechenden Eigenschaft der res significata auf.
Ein dem Ikon vorangestellte Epigramm, das Cats der unverheirateten Dichterin Anna Roemers Visscher (1583–1651) widmet, spricht schließlich den in Ikon und Lemma für dieselbe res significans angelegten Perspektivwechsel der neuen Bezugsfindung aus und bewertet mit der res significans (das Efeu, das sich um die Ulme rankt, ohne deren Zerfall aufhalten zu können) die res significata (das ungleiche Ehepaar): „Warum umklammert das Efeu die hochbetagte Ulme? Weh der Unglücklichen! Diese [die Ulme] geht zugrunde, wenn jenes [das Efeu] ergrünt.“ Lemma, Bild und diesem Epigramm warnen nun gemeinsam vor der mangelnden Bindekraft der Heirat einer jungen Frau mit einem alten Mann. Ein weiteres Epigramm, das Cats dem Ikon voranstellt und mit derselben Widmung versieht, bekräftigt mit anderen Worten dieselbe Schlussfolgerung.
Ein unter dem Ikon angebrachtes weiteres Epigramm, das Cats einer französischen Übersetzung der Institutione Foeminae Christianae (lat. „Die Unterweisung der christlichen Frau“) des Juan Luis Vives (1492–1540) von 1524 entnommen hat, bildet dann aber sogar aus derselben Darstellung derselben res significans ein ganz anderes Emblem mit einer geradezu gegenläufigen Schlussfolgerung. Mit Vives fordert Cats in diesem Epigramm nun Respekt vor dem Alter als Voraussetzung dafür, dass ein alter Familienvater sowohl zu Lebzeiten als auch, wenn er eine Witwe und junge Waisenkinder zurücklässt, als Familienvorstand wirken kann. Für die Bezugsfindung gibt das Epigramm nicht mehr die Liebesbeziehung der Eheleute vor, sondern den Respekt vor dem Familienvorstand, ohne den nach dessen Tod sonst der Zerfall der Familie und das Ende der Kindererziehung drohe. Mit der Benennung des drohenden Zerfalls aufgrund fehlenden Respekts als auslegungsrelevanter Eigenschaft der neuen res significata – der verwaisten Familie – gibt das Epigramm der Warnung des Lemmas, dass schlecht Verbundenes zerfällt, einen neuen Bezug. Zugleich fordert es die Definition einer zu dieser Eigenschaft der res significata in Analogie stehenden anderen Eigenschaft der nun ausschließlich im Ikon dargestellten res significans. Dies ist die im Ikon ebenfalls angedeuteten Eigenschaft des Efeus, Zerfallendes zusammenhalten zu können, sowie dessen Eigenschaft, immer zu grünen, weshalb Efeu seit der Antike als Symbol ewiger Ehre galt und hier Respekt symbolisieren kann. Der in Lemma und Ikon als res significans warnend ausgesprochene drohende Zerfall bezieht sich nun also nicht mehr auf die mangelhafte Bindekraft in einem nach Lebensalter ungleichen Paar, sondern auf die über den Tod hinaus und auch generationsübergreifend erforderliche, stets aber gefährdete Bindekraft des Respekts vor dem Vater. Cats nutzt so nicht nur die Möglichkeiten, aus ein und derselben res significans und sogar aus ein und derselben Darstellung verschiedene Embleme zu entwickeln, sondern leitet den Rezipienten auch zur Reflexion des gattungsspezifischen Auslegungsprozesses der Emblemkunst an.
Wie lebendig und offen der Umgang mit den Emblemen des Jacob Cats selbst bis ins 18. Jahrhundert blieb, belegt etwa die 1723 unter dem Titel Neueröffnete Schule vor das noch ledige Frauenzimmer erschienene deutschsprachige Ausgabe der Monita amoris virginei […] Maechden-plicht. Deren Ikones, Lemmata und Epigramme sind nicht Kopien, Übersetzungen oder Nachdichtungen, sondern eher Neuschöpfungen aus den Bild- und Textmotiven der Embleme des Jakob Cats.

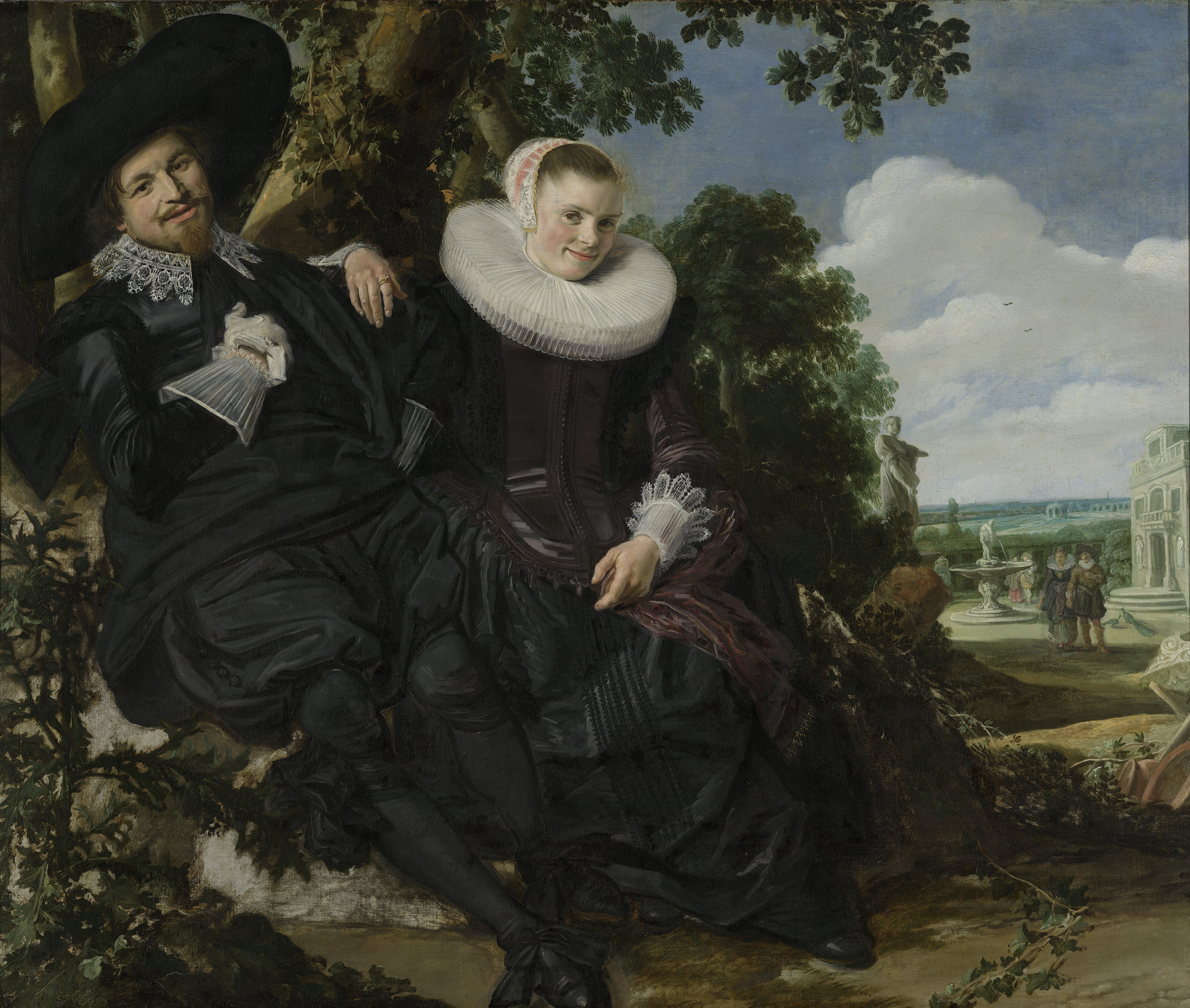
Frans Hals: Bildnis des Ehepaares Isaac Abrahamsz Massa und Beatrix van der Laan, um 1622, Öl auf Leinwand, 140 × 166,5 cm, Rijksmuseum Amsterdam

Einen alten Baum, dessen Rinde sich bereits vom Totholz schält und der von einer Weinranke umwunden wird, zeigt auch das um 1622 von Frans Hals (zwischen 1580 und 1585 bis 1666) gemalte Bildnis des Ehepaares Isaac Abrahamszoon Massa (1586–1643) und Beatrix van der Laan (1592–1639). Ausgelegt wird diese res significans im Kontext der Gesamtargumentation des Bildes dadurch, dass Baumstamm und Weinrebe hinter dem Porträt des Ehepaares aufragen, das dort im Zentrum sein heiteres persönliches Glück präsentiert. Die Analogie zwischen der res significans – dem dank des Weinlaubs begrünten Baumstamm – und der res significata – dem von der lebendigen Heiterkeit seiner im Bild zentral positionierten Ehefrau inspirierten sechs Jahre älteren Ehemann – macht Hals in der Analogie zwischen dem Umschlingen des aufragenden Baumes und dem Anschmiegen der Ehefrau an ihren weniger beweglich scheinenden Ehemann unmittelbar sinnfällig. Die Definition der signifikanten Eigenschaft der res significans und ihren Bezug konkretisiert Hals durch deren Verhältnis zu den übrigen Bildgegenständen und deren Anordnung. Zeitlich verortet wird die aktuelle unbesorgte Heiterkeit des Ehepaars in der Spannung zwischen einer Distel als Symbol vergeblicher Mühsal und karger Not links im Vordergrund und den Attributen eines patrizischen Wohllebens rechts im Hintergrund. Ein Brunnen mit der Brunnenfigur eines Flussgottes erscheint dort als Personifikation des Überflusses, daneben schlendern zwei Paare vor der Kulisse einer weiten kultivierten landschaft und eines Landhauses durch ihren Liebesgarten. Dicht dabei warnen aber zwei Pfauen symbolisch vor Hochmut, davor weist eine Skulptur mahnend zum Boden, und rechts vorne stellen die Fragmente gestürzter Ruinen und schließlich ein abgerissen am Boden liegendes Efeu – als immergrünendes Gewächs eigentlich Symbol der Ewigkeit, darniederliegend aber Zeichen des Zerfalls – den immer drohenden Niedergang warnend vor Augen. Über dieser horizontal und in die Bildtiefe entfaltete Skala des wechselnden Glücks, das Isaac Abrahamszoon Massa aus dem Auf und Ab von Handel und Politik damals schon seit zwei Jahrzehnten als Kaufmann und Gesandter der Generalstaaten der Niederlande am russischen Zarenhof in Moskau kannte, erhebt sich das Emblem des von Weinlaub umschlungenen Baumes. In diesem kontrastiven Bezug zur Unbeständigkeit von Reichtum und Erfolg wird die res significans des umschlungen ergrünten Baumes damit zum Bildargument, dass nur das heitere Anschmiegen seiner Ehefrau Garant der Ehe als des einzig Beständigen im Leben des Isaac Abrahamszoon Massa ist, und ermuntert sie als die ideale Betrachterin des Hochzeitbildes so zu einer entsprechenden eigenständigen Schlussfolgerung für die eigenen Haltungen und Handlungen in guten wie in schlechten Tagen.

### Bezüge und Unterschiede zu anderen Sinnbildgattungen

#### Bezüge und Unterschiede zu Symbol, Allegorie und Allegorese

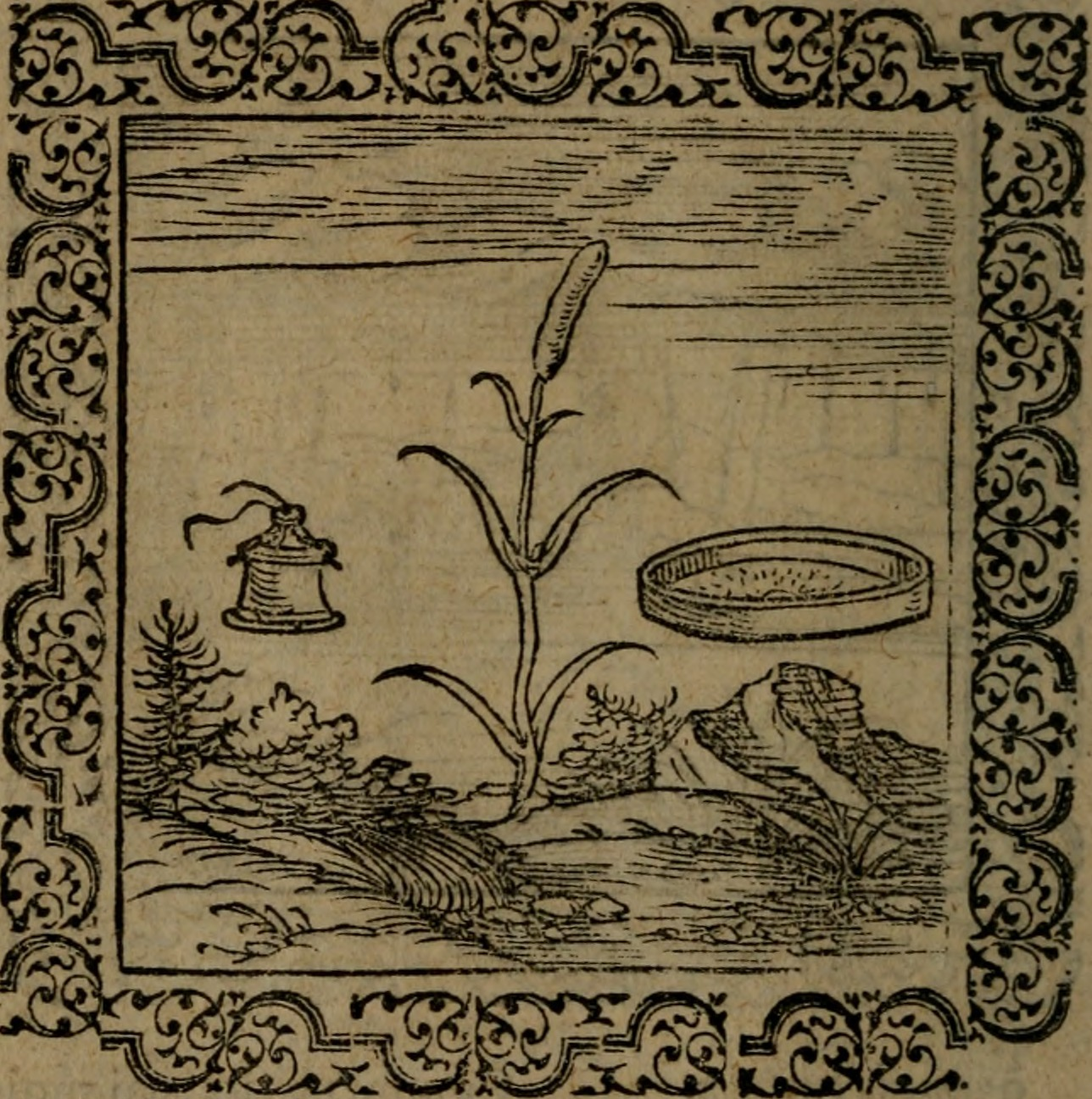
Hieroglyphe für das Schreiben von Hieroglyphen: Schilflrohr, Tintenfass und Sieb (aus Schilfrohr hergestellt, daher Zusammenhang zwischen Broterwerb und Schreiben aufzeigend). Holzschnitt. In: Horapoll: De sacris Aegyptiorum notis. Galeotus à Prato, & Ioannes Ruellius, Paris 1574, fol. 24^{v}.

Manche Gattungsmerkmale teilt die Emblemkunst mit den anderen Gattungen der frühneuzeitlichen Sinnbildkunst (Renaissance-Hieroglyphe, Rebus, Merkbild, Devise, Imprese, Symbol, Allegorie, Personifikation) und unterscheidet sich spezifisch in anderen von ihnen spezifisch. So besteht eine systematische Nähe zum Symbol. Nach dem aus dem Mittelalter fortgeführten sinnbildlichen Medienverständnis der Frühen Neuzeit stellen auch Symbole in Bild und/oder Text eine res significans dar, die aufgrund einer Analogie signifikanter Eigenschaften auf eine res significata verweist. Sie selbst bieten in Bild und/oder Wort allerdings nur die Darstellung der jeweiligen res significans. Deren sinnbildliche Auslegung – die eingrenzende Definition signifikanter Eigenschaften der dargestellten res significans und deren Bezugsfindung zu einer versinnbildlichten res significata mit einer dazu analogen Eigenschaft – erfolgt bei einem Symbol anders als beim Emblem allerdings nicht innerhalb des jeweiligen Bildes und/oder Textes, sondern ist dort ganz Aufgabe des Rezipienten.

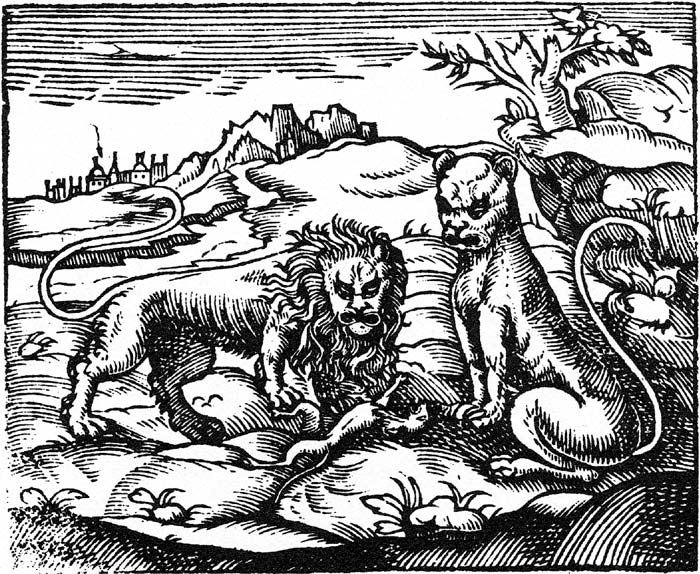
Der Löwe erweckt sein Junges nach drei Tagen zum Leben. Holzschnitt. In: Epiphanius Constantiensis [Gonzales Ponce de Léon]: ΕΙΣ ΤΟΝ ΦΥΣΙΟΛΟΓΟΝ. Ad Physiologum. Zannettus, Ruffinellus, Rom 1587, S. 6–9.

Um die nach christlicher Auffassung von Gott in jedes Ding gelegten, verborgenen Wahrheiten aufzudecken, leitete im Mittelalter die hermeneutische Allegorese als ausgearbeitete Methode der Exegese den Rezipienten an zur eigenständigen Auslegung einer insgesamt wie in all ihren Teilen als Zeichen (lat. signum) geltenden Welt sowie aller Arten von Texten und Bildern an. Gerade die potentielle Vielzahl von Eigenschaften einer res significans sollte der Rezipient dabei uneingeschränkt fruchtbar machen können, um eine in diesen liegende uneingeschränkte Vielzahl von Bedeutungen offenbar werden zu lassen. Das hierdurch gebildete reiche Symbolrepertoire nutzte die frühneuzeitliche Emblematik umfassend. Im Zentrum stand dabei die antike und mittelalterliche Naturkunde der Bestiarien, Herbarien und Mineralienkunde. Eine Schlüsselrolle nimmt darin der Physiologus ein. 
Dieses naturkundliche Werk war im 2. Jahrhundert nach Christus wahrscheinlich in Alexandria entstanden und hatte ich seit dem frühen Mittelalter in verschiedenen Bearbeitungen in griechischer Sprache sowie in lateinischen Übersetzungen und verschiedenen Nationalsprachen in ganz Europa verbreitet. In der Frühen Neuzeit erschien der Physiologus sowohl in einer lateinischen Nachdichtung aus der Mitte des 13. Jahrhunderts als auch in ausführlich kommentierten lateinisch-griechischen Ausgaben. Aus der Beschreibung von Tieren, vereinzelt auch von Bäumen oder Steinen, werden dort durch eine frühchristliche allegorische Deutung religiöse Lehrsätze und moralische Verhaltensregeln abgeleitet. Dieses reiche Motivrepertoire griff die frühneuzeitliche Sinnbildkunst umfassend auf und erweiterte es fortlaufend durch Einbezug älteren und neueren naturkundlichen und naturwissenschaftlichen Wissens.

Über die Übernahme des Motivrepertoires hinaus wurde die hermeneutische Allegorese in der Frühen Neuzeit auch konzeptionell etwa in der religiösen Emblematik sowie in Sonderbereichen wie etwa in der mit der Alchemie verbundenen Emblematik fortgeführt. Die in der antiken Rhetoriklehre als Stilmittel der Rede begründete rhetorische Allegorie war dagegen für alle Bereiche der frühneuzeitlichen Emblemkunst insgesamt konzeptionell konstitutiv. In der Rhetorik dient die Allegorie nur als metaphorische Ausdrucksform zur wirksamen Mitteilung. Um in einer dargestellten res significans im Sinne der rhetorischen Zielsetzung etwas Bestimmtes mitzuteilen, geben Embleme anders als Symbole und hermeutisch zu lesende Allegorien, ja bereits in Bild und Text die eingrenzende Definition einer jeweils signifikanten Eigenschaft der res significans, eine Bezugsfindung auf eine versinnbildlichte res significata und die Analogie zu deren Eigenschaften vor. Insofern Embleme in Bild und/oder Text somit nicht nur die Darstellung einer res significans bieten, sondern auch deren Auslegung, enthalten sie bereits in ihrer Form beide Teile der Allegorese. In dieser „Doppelform von Darstellung und Auslegung“ wurde im frühneuzeitlichen Emblem „die im Mittelalter als reine exegetische Methode gebrauchte Allegorese zur Gestaltungsform“. Da die Emblemkunst zudem Symbole und Allegorien als Ausgangspunkt der Gestaltung einsetzte sowie beide Stränge der Allegorese – den hermeneutischen und den rhetorischen – nutzte und verband, war sie „zugleich Repertorium und Anleitung des allegorisierenden Denkens“. – „Als Synthese aller Allegorese-Methoden und Form gewordene Allegorese ist die Emblematik deren Kunstgattung“. 

#### Bezüge und Unterschiede zur Renaissance-Hieroglyphe

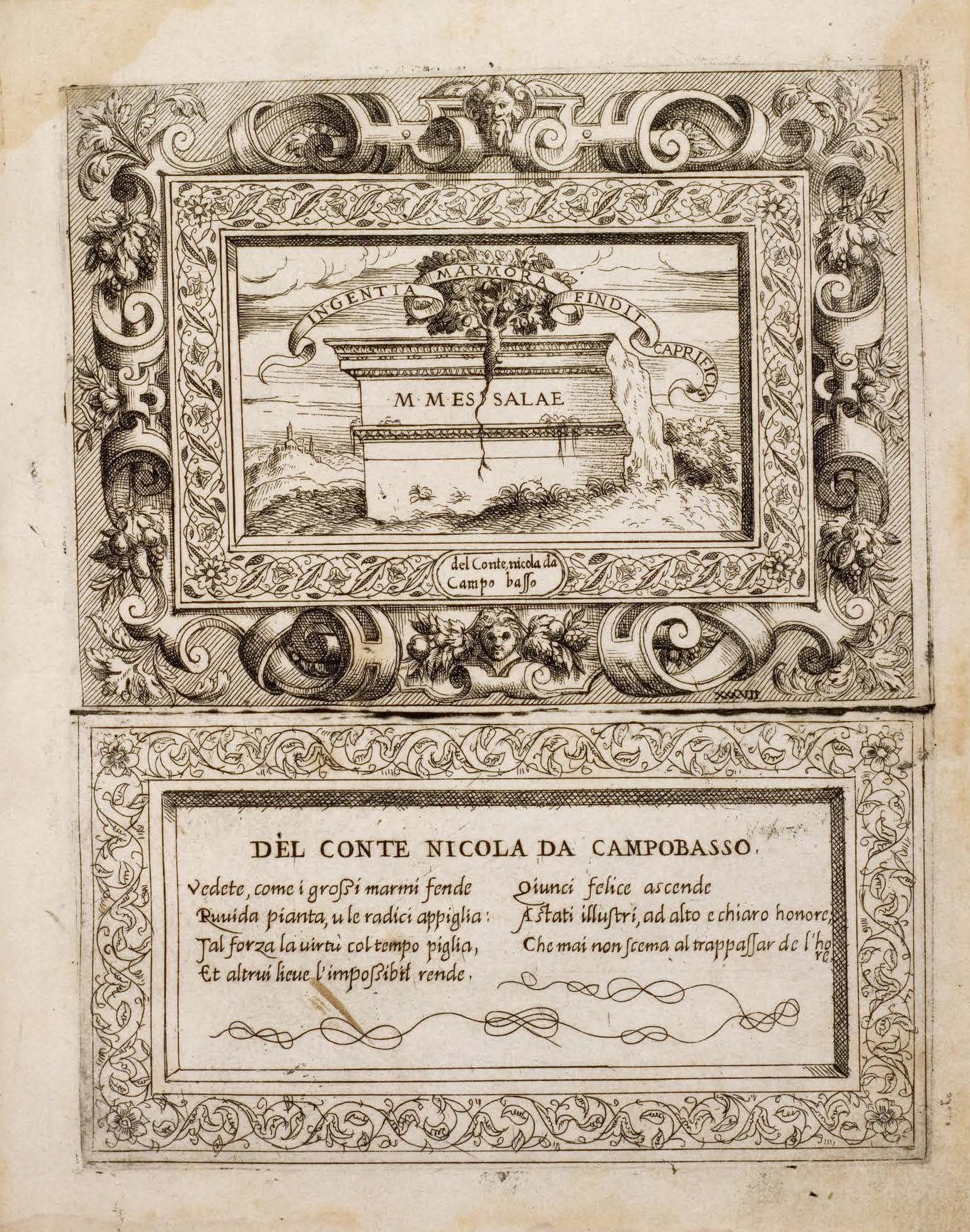
Bild und Devise: Giovanni Battista Pittoni: Imprese des Grafen Nicola da Campobasso, Radierung. Ludovico Dolce: Del Conte Nicola Campobasso. Gedicht als Bildunterschrift. In: Giovanni Battista Pittoni, Lodovico Dolce: Imprese di diversi prencipi. Giovanni Battista Bertoni, Venedig 1602, Nr. XXXVII.

Die Entstehung der frühneuzeitlichen Emblemkunst seit den 1520er Jahren schließt unmittelbar an die Etablierung der Renaissance-Hieroglyphik um 1500 an. Die einzelnen Schriftzeichen der altägyptischen Hieroglyphen, die eigentlich großenteils als phonetische Zeichen zu lesen sind, wurden dort vollständig als Elemente einer reinen Bilderschrift gedeutet, in denen die Zuordnung einer Sache (lat. res) zu dem durch sie repräsentierten Begriff (lat. verbum) aufgrund einer gemeinsamen Eigenschaft von Sache und Begriff erfolgt sei. Die Renaissance-Hieroglyphik bezog sich hierzu auf die Hieroglyphica des Horapollon aus dem Kreis der Priesterschaft des alten Ägypten im frühen 6. Jahrhundert nach Christus, die ab 1505 in zahlreichen und bald auch reich bebilderten Auflagen gedruckt wurde. Da man nicht wusste, dass diese späten Priesterschaft von ihren authentischen Quellen bereits entfremdet war, verlieh die vermeintlich uralte Abkunft der neuen Sinnbildpraxis die Aura eines göttlich inspirierten Geheimwissens aus der Frühzeit der Menschheit.

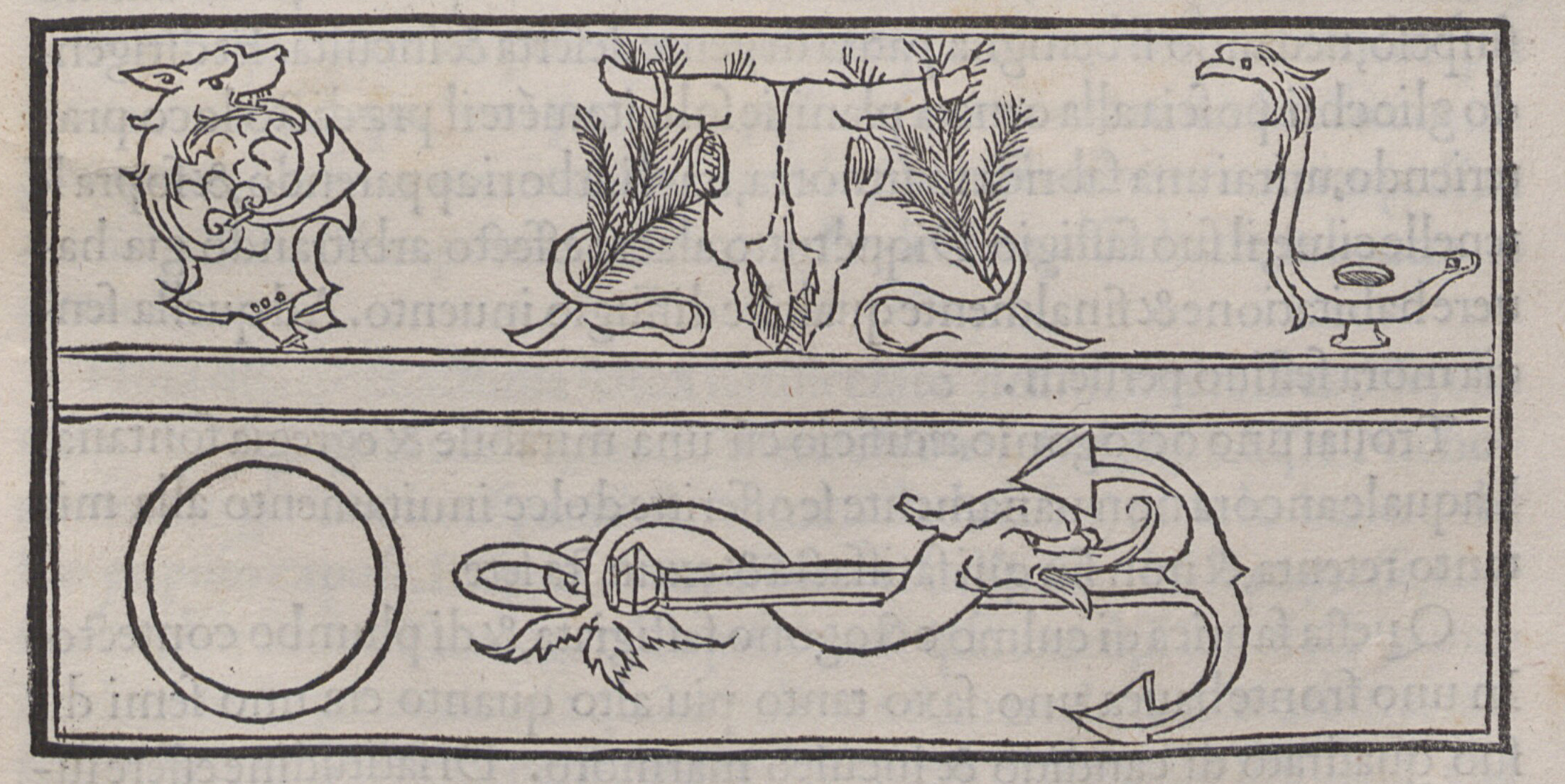
Francesco Colonna: Hypnerotomachia Poliphili. Aldus Manutius, Venedig 1499, s. p. – fol. 31^{r}.

Zur Verbreitung der hieraus entwickelten Renaissance-Hieroglyphik als einer eigenen Bildsprache trug besonders die anonym erschienene und Francesco Colonna (1433/1434–1527) zugeschriebene Hypnerotomachia Poliphili von 1499 bei. Neu kreierte Renaissance-Hieroglyphen wurden dort opulent bebildert, im Text dechiffrierte und hinsichtlich der Regeln ihrer Bildgrammatik als Bilderschrift ausführlich erläutert. Mit der Renaissance-Hieroglyphik stand dem Erfinden und Deuten von Emblemen also nicht nur ein reiches semantisches Repertoire von Bildzeichen als Symbolrepertoire zur Verfügung, das sich nach einheitlichen Prinzipien zudem fortlaufend erweitern ließ zu umfangreichen Sammlungen solcher Bildzeichen wie etwa in Piero Valerianos (1477–1558) Hieroglyphica von 1556, die in zahlreichen Übersetzungen und immer umfangreicher werdenden Neuausgaben erschien, oder im Mondo simbolico des Filippo Picinelli (1604–1667) von 1653. Mit der Hypnerotimachia Poliphili bot die Renaissance-Hieroglyphik der Emblematik zudem einen nachvollziehbaren Regelkanon zur syntaktischen Verknüpfung einzelner Bildzeichen zu komplexen Argumenten sowie eine Verankerung der eigenen Sinnbildpraxis in einem vermeintlich uralten Geheimwissen.

Schon das Vorwort des zweiten Emblembuchs, Guillaume de La Perrières (1499–1554) Théatre des bons engins auquel sont contenus cent Emblemes von 1539, stellt die Emblemkunst in die Nachfolge der ägyptischen Hieroglyphen und nennt hierbei ausdrücklich die Hieroglyphica des Horapollon und die Hypnerotomachia Poliphilie des Francesco Colonna. Anders als Embleme (und anders als andere frühneuzeitliche Sinnbilder wie Symbol, Allegorie, Personifikation und Imprese) repräsentieren Renaissance-Hieroglyphen als Bildzeichen einer ideographische Bilderschrift allerdings in der dargestellten Sache (res picta) jeweils einen durch Konvention zugeordneten Begriff (verbum). Hieraus bildet die Hieroglyphenschrift der Renaissance Zeichen für Zeichen und Begriff für Begriff Argumente, wie man in phonographischen Schriften aus Wörtern Sätze bildet. Als semantische Identifizierung und syntaktische Verknüpfung der in den Bildzeichen repräsentierten Bedeutung liegt die Lektüre eines Renaissance-Hieroglyphentextes dabei ganz beim Adressaten, der hierzu nur in die Konventionen der semantischen Zuordnung von Zeichen und Begriffen sowie in die syntaktischen Regeln der Bildung von Argumenten eingeweiht sein muss. Embleme (und andere frühneuzeitliche Sinnbilder wie Symbol, Allegorie, Personifikation und Imprese) zeigen dagegen eine res significans, die über eine signifikante Eigenschaft auf eine darin versinnbildlichte res significata verweist. Die Aussage der Zeichenfolge einer Renaissance-Hieroglyphenschrift wird gelesen, die res significans anderer frühneuzeitlicher Sinnbilder wird dagegen ausgelegt – wobei dies bei Emblemen großenteils zudem (anders als bei Symbol, Allegorie und Personifikation) innerhalb der Bild- und/oder Textelemente eines Emblems erfolgt.

#### Bezüge und Unterschiede zur Imprese
Die frühneuzeitliche Emblemkunst schloss zudem an die Impresen an. Abgesehen davon, dass Impresen immer Lemma und Ikon, nie aber ein Epigramm beinhalten, scheinen sie Emblemen auf den ersten Blick sehr ähnlich. Die frühneuzeitliche Emblemtheorie hat sie auch immer wieder zum Deklarieren von Normen für die Emblemkunst herangezogen. Als personenkennzeichnendes Sinnbild verbindet eine Imprese eine kurze persönliche Devise mit einem symbolischen Bildmotiv. Durch Analogie zu der im Bild dargestellten res significans sollen dabei ideale Eigenschaften beansprucht werden, die sich der Träger der Imprese selbst zuschreibt. Gerade die nicht näher eingeschränkte Vieldeutigkeit der gezeigten Symbole erlaubte es dabei, eine Imprese je nach Lebenslage jederzeit flexibel umzudeuten. Indem man den in der Imprese beanspruchten Grundsatz so an das eigene situationsadäquate Handeln anpassen und der unverändert bleibenden Form nach doch jederzeit Konstanz demonstrieren konnte, unterstützten Impresen die soziale Positionierung ihrer Träger. Das Symbolrepertoire der Impresen entstammte dabei häufig der verschlüsselten Renaissance-Hieroglyphik, mit der die Imprese auch die Hermetik ihrer Symbolik, ihr Bemühen um nur für Eingeweihte dechiffrierbare Verschlüsselungen und damit ihre Adressierung an einen kleinen Kreis solcher Eingeweihten teilte. Bei aller Verwandtschaft im Erscheinungsbild unterscheidet sich die Emblemkunst von der Impresenkunst also gerade in ihren gattungsspezifischen Merkmalen – in der bereits innerhalb von Bild und/oder Text festgelegten Einschränkung der potentiellen Deutungsvielfalt der res significans, der Integration des verständigen Rezipienten in den Auslegungsprozess sowie der Übertragung der Integration aller Teilargumente und der Schlussfolgerung an ihn.

#### Bezüge und Unterschiede zur Erbauungsliteratur
Auch die religiöse oder profane Erbauungsliteratur der Frühen Neuzeit zeigt oft Kombinationen aus Überschrift, Bild und Bildunterschrift. Trotz der formalen Verwandtschaft mit vielen Emblemen sind diese Gefüge aber meist keine Embleme, da ihnen die gattungspezifische Offenheit der Emblemkunst fehlt. Während Bild und/oder Text eines Emblems das Letzte ungesagt lassen und der Rezipient aus dem im Auslegungsprozess enthüllten Bezug zwischen res significans und res significata eine Schlussfolgerung als Lehre für konkrete Handlungsbezüge selbst herleiten muss, sprechen solche Bild-Text-Kombinationen in der Erbauungsliteratur die moralische Erkenntnis meist schon in Bild und/oder Text offen aus und erörtern deren Anwendung auf Haltungen und Handlungen ausführlich.

### Prinzipien der Emblemkunst

#### Verhüllung und Enthüllung
Kürze, Sprunghaftigkeit, Unvollständigkeit und Rätselhaftigkeit der in Bild und/oder Text repräsentierten Teilargumente korrespondieren mit der schon im Namen (ἔμβλημα – griech. „Hineingeworfenes, Eingesetztes“) bezeichneten Charakteristik des Emblems als etwas, das wie unzusammenhängend eingeworfen scheint. Nicht eine hermetische Verrätselung von geheimen Mitteilungen ist aber der Zweck der Emblemkunst, sondern die Enthüllung der res significata, die in einer res significans offenbar wird.
Kürze (brevitas), Sprunghaftigkeit, Unvollständigkeit und Rätselhaftigkeit sind beim frühneuzeitlichen Emblem nicht Selbstzweck, sondern dienen gerade dazu, die Eigentätigkeit des Rezipienten zur Arbeit an Enthüllung, Folgerichtigkeit, Vollständigkeit und Fülle des Gesamtarguments zu provozieren. Sie fordern zum eigenständigen Aufspüren und Zusammenführen der zusammenhanglos wirkenden Teilargumente zu einem sinnhaften Gesamtargument heraus, die in den Bild- und/oder Textelementen des Emblems zur Definition der res significans und ihrer signifikanten Eigenschaft sowie zu deren Bezugsfindung zu einer res signficata repräsentiert sind.
Dabei kann der Rezipient – ganz im Sinne des Ideals einer anmutigen (ital. Grazia) Lässigkeit (ital. Sprezzatura), das Baldassare Castiglione (1478–1529) in seinem Libro del Cortegiano (ital. „Buch des Hofmannes“) 1528 mit Wirkung für die gesamte Frühe Neuzeit als sozial erfolgreichen Habitus durchdacht und ausformuliert hatte – zugleich Scharfsinn (ital. acutezza) und Gewitztheit (ital. argutia) der Teilargumente des Emblems bemerken und im Zusammenführen der Argumente beweisen, wie geistreich und gewitzt er selbst ist.

#### Emblem als offene Form
Der Rezipient erfährt ein Emblem als „offene Form“, deren Teile sich im Durchgang durch Definition und Bezugsfindung erst bei ihm schließen. Erfahren wird hierbei zugleich die im Emblem angelegte „Offenheit, die das Letzte ungesagt läßt“. Vom Rezipienten fordert diese Offenheit eine bedeutungsvolle und sinnhafte Vervollständigung der Gesamtagumentation in einer eigenständigen Schlussfolgerung für die eigenen Auffassungen, Haltungen und Handlungen und eröffnet ihm hierzu eigenständige überraschende Einsichten und neue Perspektiven.

#### Emblem als Merkbild
Durch die transmediale Aktivierung wie auch in der Knappheit und prägnanten Kompaktheit ihrer Elemente verankern Embleme die in Definition, Bezugsfindung und Schlussfolgerung gewonnenen Einsichten mnemotechnisch wirksam im Gedächtnis des Rezipienten. Der emblematische Auslegungsprozess gründet Definition, Bezugsfindung und Schlussfolgerung auf Mnemonik und Topik als leitendes Ordnungssystem der frühneuzeitlichen Wissensordnung und sichert so auch die so gewonnenen Einsichten in diesem Ordnungssystem ab.

#### Emblemkunst als Fortsetzung europäischer Memorialkultur
Wie 2019 Ursula Kocher herausstellte, gehörte zur Theorie und Praxis der Emblematik schon in der Frühen Neuzeit selbst eine soziologisch begründete Mediengeschichte der sozialdisziplinarischen und gesellschaftsordnenden Dimensionen von Text-Bild-Verbindungen. Mit klarem Blick für die Funktion von Medien für die europäische Erinnerungskultur skizziert etwa Johann Fischart (1546 oder 1547 – 1591) in seinem Kurtzen und Woldienlichen Vorbericht von Ursprung, Namen und Gebrauch der Emblematen oder Eingeblömeten Zierwercken zu den Emblematum Tyrocinia Sive Picta Poesis Latinogermanica des Matthias Holzwart (um 1530 – um 1580) von 1581, dass die Emblemkunst auf die Heraldik zurückgeht, deren Zeichen als „Ehr- und Wehrgemerk“ für die Nachkommen geschaffen worden seien, sowie auf die „Gedenckzeychen“, die manche Völker angenommen hätten, um sich „irer Vorfaren Glück und Fall dardurch zu erinnern“. Auf seine mediensoziologische Einsicht führt Fischart in einer kulturhistorischen Theorie des in seiner Zeit zu beobachtenden Niedergangs der heraldischen Zeichen fort. Mit der allgemeinen Verbreitung der Heraldik sei deren traditionelle gesellschaftlich-stratifikatorische Bedeutung verlorengegangen: „Heutigs Tags aber sein solche Wapen so gemeyn worden/ daß sich deren schier entweder jeder Hellerrichtiger annimmet/ oder jeder Höfling der alten eynfaltigen wolgegründten sich beschämet“. Viele hätten daher zu öffentlicher „fruchtbarlicher Erinnerung“ in einem Medienwechsel neben ihren alten Wappen „nach Exempel der Römischen Keyser besondere vergriffene Kunstgemärck und Fundzeychen/ sammt darzu dienlichen kurtzen Sprüchen/ Reimen/ Divisen und buchstaben“ hinzuerfunden. Auch der Emblemkunst selbst, deren enge Verbindung zu dem neuen Brauch der Devisen und Impresen er aufzeigt, erkennt Fischart so als Beitrag zur europäischen Memorialkultur. Als Zweck der ägyptischen Hieroglyphen und damit auch als Aufgabe der Emblemkunst seiner Zeit nennt dann Julius Wilhelm Zincgref im Vorwort seines 1619 erschienenen Emblemata ethico-politicorum die Erinnerung an die vorbildlichen Taten vergangener Zeiten. Bei den Ägyptern hätten „jene unbesiegbarsten Helden, die ein lebendes Bild der Tugend mit sich herumtragen, der Ewigkeit dank der Wohltat jener gemalten Dichtung [d.i. der Hieroglyphen] eher Bilder der Geister […] als bloß ein Bild des Körpers hinterlassen, um die Nachwelt zur edlen Nachahmung zu ermuntern“. Im Anschluss an Hieroglyphik, Devisen und Impresen sieht man die Emblematik in der Frühen Neuzeit demnach als Beitrag zur europäischen Memorialkultur.

### Emblempraxis vs. Idealtypus

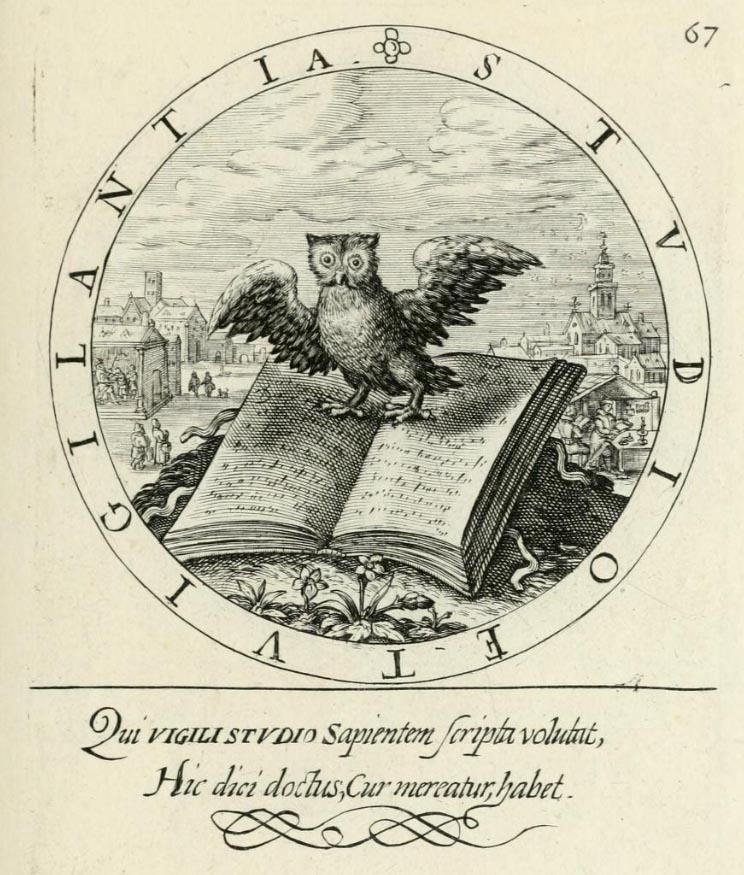
Gabriel Rollenhagen (Text) und Crispin de Passe (Kupferstich): Emblem Studio et vigilantia (lat. „Mit Eifer und Wachsamkeit“). In: Ders.: Nucleus emblematum. Band 1, Köln 1611.

#### Die Forderung nach Vereinheitlichung in der Emblemthorie
Im Vorwort vieler Emblembücher, in einschlägigen Kapiteln poetik- und symboltheoretischer Schriften sowie in den ca. 240 ganz der Emblemtheorie gewidmeten Publikationen der Epoche (Emblemtraktate/Emblempoetik) entstanden neben der Emblempraxis zahlreiche Versuche, die Emblemkunst theoretisch zu begründen und normativ zu regulieren. Viele dieser Texte forderten, Emblemproduktion und -rezeption durch theoretische Definitionen und Regelwerke zu vereinheitlichen. So sollten Embleme etwa niemals ganze menschliche Figuren, sondern höchstens Körperteile abbilden dürfen. Alle Ansprüche auf eine theoriebasierte Steuerung der Emblemkunst blieben allerdings unerfüllt und gegenüber der Vielseitigkeit und dem Reichtum der Emblempraxis weitgehend wirkungslos. Auch die dort immer wieder formulierte Erwartung, dass ein Emblem aus den drei Teilen Lemma, Ikon und Epigramm bestehe, wurde in weiten Teilen der Emblempraxis ignoriert.

#### Forschungsthese vom Idealtypus der dreiteiligen Darstellungsform
Die Fortschreibung normativer Forderungen der frühneuzeitlichen Emblemtheorie in der Emblemforschung – zunächst im Jahre 1959 durch die Kunsthistoriker William S. Heckscher (1904–1999) und Karl-August Wirth (1927–2013) sowie im Jahre 1964 durch den Germanisten Albrecht Schöne (1925–2025) hat das Emblemverständnis für Jahrzehnte dominiert und blockiert. Eine dreiteilige Darstellungsform mancher Embleme aus einem aus maximal fünf Worten bestehenden Lemma, einem Ikon, und einem knappen poetischen Text, einem Epigramm, hatten diese Autoren zum Idealtypus der gesamten Gattung erklären wollen. Das Lemma sollte diesem Idealtypus nach kurz sein, in größtmöglicher Knappheit nicht mehr als fünf Worte umfassen sowie sinnleitend wirken, indem es z. B. eine ethische Forderung, eine Lebensregel oder einen Wahlspruch formuliert. Das Ikon als der bildliche Teil des Emblems sollte demnach eine Sache oder einen Sachverhalt (res significans) zeigen, deren Bedeutung im Bild selbst nicht enthüllt wird und zunächst rätselhaft zu erscheinen hat. Das Epigramm sollte eine Auslegung des im Ikon gezeigten Sachverhalts bieten, ohne dabei den Darstellungsinhalt des Ikons zu wiederholen. Gegebenenfalls sollte ein Kommentar Bild und Text eingehender erläutern.

#### Widerlegung der These vom Idealtypus

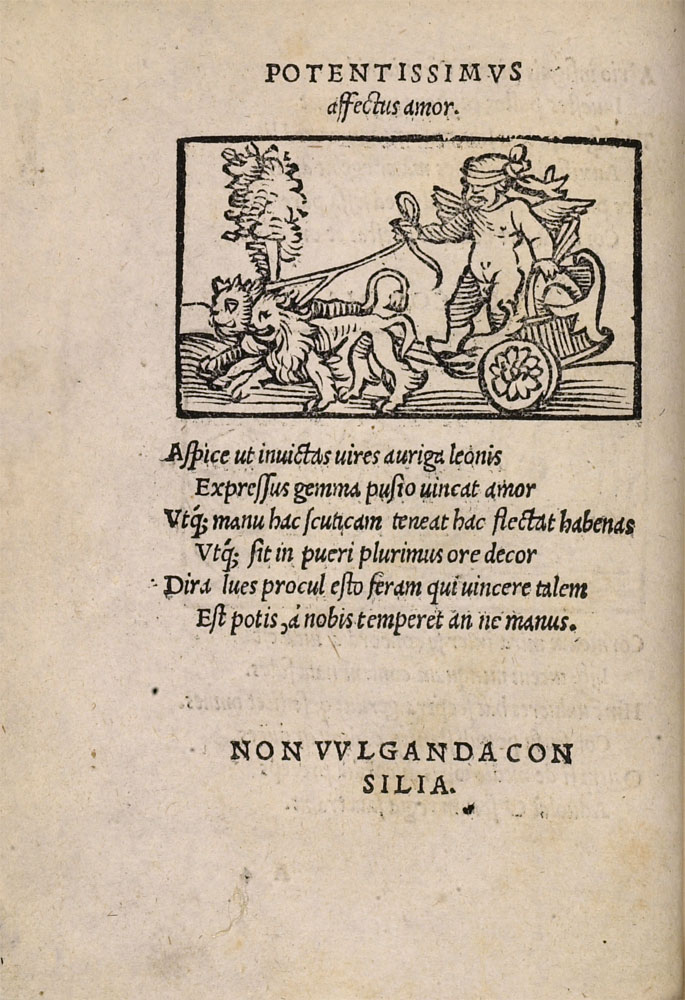
Emblem Potentissimus affectus amor (lat. „Die stärkste Leidenschaft ist Liebe“). In: Andrea Alciato: Emblematum liber. Augsburg [28. Februar] 1531.

Schon früh widerlegten etwa 1970 der Germanist Dieter Sulzer (1943–1983), 1979 der Literaturwissenschaftler Peter M. Daly (* 1936) und 1987 der Kunsthistoriker Carsten Peter Warncke die Geltung der von Wirth, Heckscher und Schöne deklarierten Idealtypik. Weitere wie 2002 der Germanist Bernhard F. Scholz (* 1940) schlossen sich dem an. Wie der historische Befund zeigt, verengt die Annahme eines Idealtypus die außerordentlich flexible und vielfältige Emblempraxis, in der bei dreiteiligen Emblemen die Zuordnung der Denkschritte zu den Darstellungselementen meist anders verteilt ist und in der zudem viele Embleme nur aus einem oder zweien dieser Darstellungselemente bestehen. Auch die historische Entwicklung kann eine solche Idealtypik nicht sachgerecht abbilden (s. u.). Zudem ist diese Charakterisierung eines Idealtyps für ein Verständnis der Emblemkunst zu unspezifisch, da Zusammenstellungen von Lemma, Ikon und darunter angebrachtem kurzem Text in der Epoche etwa bei didaktischen Publikationen auch sonst üblich waren.

#### Irrelevanz eines Idealytpus für die Emblempraxis

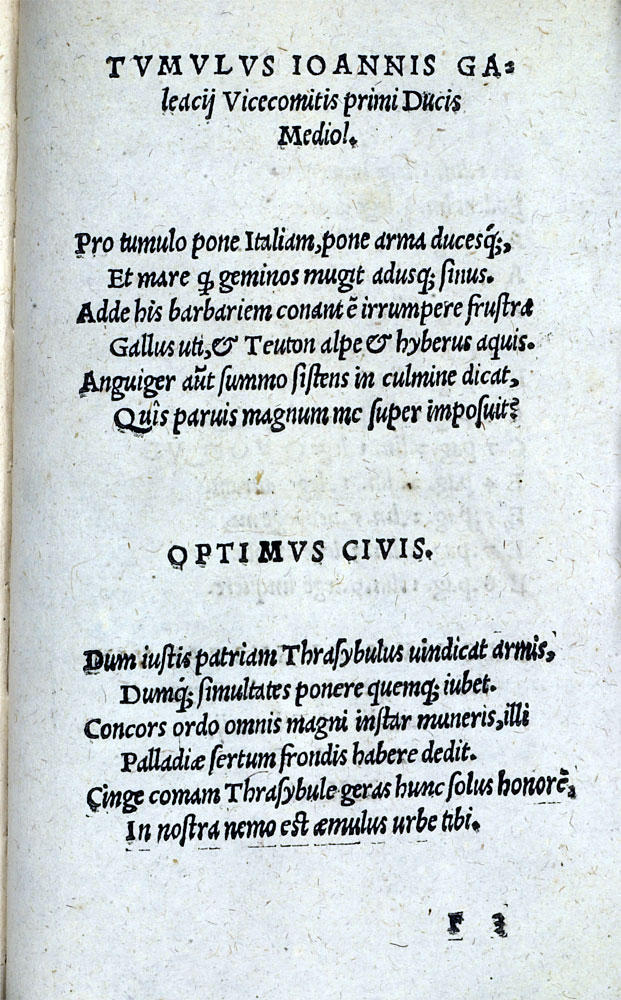
Andrea Alciato: Emblemata Tumulus […] (lat. „Das Grabmal von Gian Galeazzo Visconti, dem ersten Herzog von Mailand“); Optimus Civis (lat. „Der beste Bürger“). In: Andrea Alciato: Emblematum liber. Augsburg [28. Februar] 1531.

Schon der Anfang der Emblemkunst folgt nicht der von Heckscher, Wirth und Schöne zum Idealtypus eines Emblems erklärten dreiteiligen Darstellungsform aus Lemma, Ikon und Epigramm. Das von Andrea Alciato (1492–1550) verfasste und im Freundeskreis um 1520 in Umlauf gebrachte Manuskript der Emblemata, einer Zusammenstellung von ekphrastischen Epigrammen, denen jeweils ein Lemma vorausgeht, enthielt keine Bilder. Alciato selbst bezeichnete diese Emblemata als Gedichte und stellte sie in die literarische Tradition der Gemäldegedichte, die üblicherweise unillustriert blieben. Die erste gedruckte Ausgabe, die am 28. Februar 1531 unter dem Titel Emblematum liber in der Buchdruckerei von Heinrich Steyner (vor 1500–1548) in Augsburg als erstes gedrucktes Emblembuch erschien, enthielt dann zwar Holzschnitte, die Hans Schäufelin (um 1480/1485–1538 oder 1540; sein Monogramm findet sich in einer zweiten Augsburger Ausgabe vom 6. April 1531) nach Entwürfen des Augsburger Malers Jörg Breu des Älteren (1475–1537) herstellte. Auch dort sind aber nur 97 der 104 Embleme illustriert, und selbst diese Illustrationen sind ohne Rücksicht auf den Seitenumbruch angeordnet, so dass sich Lemma, Ikon und Epigramm meist nicht auf derselben Buchseite befinden und oft auch nicht in dieser Abfolge angeordnet sind. Zudem wurden die Illustrationen zu den Gedichten offenbar ohne Mitwirkung des Alciato hinzugefügt, wie Alciatos scharfe Kritik an handwerklichen und editorischen Fehlern der Erstausgabe im Vorwort der von ihm autorisierten Pariser Ausgabe von 1534 nahelegt. Auch in der zweiten Augsburger Auflage vom 6. April 1531 und in der dritten Augsburger Auflage vom 29. Juli 1534 änderte sich das nicht. Erst die von Alciato selbst besorgte Pariser Ausgabe von 1534, in der erstmals alle Embleme mit Holzschnitten versehen sind, zeigt dann die von Heckscher, Wirth und Schöne zum Idealtypus deklarierten Dreiteiligkeit und vereint Lemma, Ikon und Epigramm für die meisten der 113 Embleme auch jeweils auf derselben Buchseite. In späteren Ausgaben ließ Alciato dann aber wieder viele Embleme unillustriert. Beim Abdruck sämtlicher Embleme in der 1546 in Basel erschienenen Gesamtausgabe seiner Werke verzichtete Alciato sogar wieder ganz auf Bilder und demonstrierte so einmal mehr die grundsätzliche Medienunabhängigkeit der Emblemkunst.
Der überwiegende Teil der Emblembücher, die in den folgenden zweihundert Jahren entstanden, folgt den Forderungen der Emblemtraktate nach Vereinheitlichung, die Emblemtheorie bestimmen, ebenfalls nicht und entspricht somit auch nicht dem von Heckscher, Wirth und Schöne postulierten Idealtypus. Entgegen der Forderung mancher Emblemtraktate nach Knappheit des Lemmas finden sich nicht selten langatmige Mottoformulierungen, und zahllose Epigramme bieten nur eine Wiederholung des Sachverhalts und widersprechen so der Forderung, dass das Epigramm den im Ikon gezeigten Sachverhalt nicht wiederholen dürfe. Zudem übernimmt oft auch das Ikon selbst schon einen Teil der Auslegung, die dem Idealtypus nach ja dem Epigramm vorbehalten sein sollte. Abweichend von dem hybriden Idealtypus aus Bild und Texten kann tatsächlich auch jeder für idealtypisch gehaltene Bestandteil eines Emblems (Lemma, Ikon, Epigramm) auch weggelassen sein. Mal bleiben Embleme – wie schon in dem zweiten publizierten Emblembuch, Guillaume de La Perrières Théatre des bons engins von 1539  – ohne Lemma und zeigen nur ein Ikon und ein auslegendes Epigramm, mal bleiben Emblembücher ohne durchgehende Illustrationen oder bleiben – wie Alciats Urfassung der Emblemata –ganz unbebildert, so dass Jacobus Pontanus SJ (1542–1626) noch 1594 die Embleme zu den Epigrammen zählen und pointiert erklären kann, „dass für uns ein Emblem nichts anderes ist als das Epigramm, das durch das Emblem umfasst wird.“ Zumal außerhalb von Emblembüchern können zudem auch Bilder ohne Texte Emblemata aufrufen wie auch eigenständig Definition und Bezugsfindung leisten sowie eine Schlussfolgerung anstoßen und somit selbst als Bild-Embleme ohne Text argumentieren.
Im 17. Jahrhundert wurde die ohnehin flexible Darstellungsform der Emblemkunst noch vielfältiger variiert. Mehrere Embleme konnten nun in einem Emblemzyklus aufeinander bezogen oder sie konnten in einem „mehrständigen Emblem“ zu einem Gesamtargument gebündelt werden. Nahm ein Emblem anfangs nicht mehr als eine Seite oder eine Doppelseite ein, so konnten sie sich jetzt auch auf umfangreiche Text-Bild-Konstruktionen von der Länge ganzer Buchkapitel ausbreiten. Ein Ikon konnte mit mehreren Lemmata und zahlreichen Paratexte wie etwa Gedichten, Prosakommentaren, Marginalien, Predigten, Verweisen auf das liturgische Jahr oder anderen literarischen oder religiösen Texten, oft auch aus verschiedenen Textgattungen und Sprachen, kombiniert werden. Mal sind diese Texte dem Emblem als Kommentare beigefügt, mal gehören sie zum Emblem selbst, mal sind sie inhaltlich so heterogen, dass ein und dasselbe Ikon zu verschiedenen Emblemen gehört. Besonders flexibel durchgearbeitet hat Jacob Cats die Entfaltung mehrerer Embleme aus ein und demselben Ikon durch eine Kombination mit Texten unterschiedlicher Gattungen, Inhaltsfelder und Sprachen. In den Monita amoris virginei […] Maechden-plicht von 1618 geben verschiedene Epigramme Gelegenheit, dasselbe Ikon und dasselbe Lemma und auch dieselbe res significans aus unterschiedlichen Perspektiven unterschiedlich wahrzunehmen und zu bewerten. Im Spiegel van den Ouden ein Nieuwen Tijdt (ndld. „Spiegel der alten und der neuen Zeit“) vertieft er ein und dasselbe Emblem durch Texte unterschiedlichster Herkunft und führt so dessen in seiner Gattungs-, Sprach- und Kulturgrenzen sprengenden Allgemeingültigkeit vor. In den Sinn- en Minnebeelden (ndld. „Sinn- und Liebesbilder“) von 1618 entwickelt er für jedes Ikon und Lemma im Epigramm durch Bezugsfindung jeweils ein auf den Verstand (ndld. sinne) und ein auf die Liebe (ndld. minne) gerichtetes Emblem. In ähnlicher Absicht wiederholt Daniel Meisners Thesaurus Sapientiae Civilis von 1626 dieselbe Abbildung sogar mehrfach und bezieht sie durch ein anderes Lemma und Epigramm jeweils auf einen anderen Lebensbereich, um die hier entfalteten Argumente dann in einem Gesamtargument schlussfolgernd zusammenzuführen. Noch komplexer stellt sich die jenseits jeder Idealtypik liegende Vielfalt der Emblempraxis dar, wenn man die außerliterarische Emblematik einbezieht.

## Geschichte

### Vorläufer

#### Vorläufer mit antikem Ursprung
Konzeptionell und motivisch greift die Emblemkunst auf vielfältige Quellen der antiken, mittelalterlichen und neueren Literatur und Ikonographie zur Sinnbildlichkeit zurück. Zu nennen sind hier etwa
- Antike
  - Ekphrasis,[185][186]
  - Epigrammatik (insbesondere die Epigramme Martial sowie die der Anthologia Graeca),[187][188][189][190][191][192][155][193]
  - Numismatik[194][195][196][197][198] und
  - Glyptik,
- Spätantike
  - Hieroglyphik (s. o.),[104][101]
- Mittelalter, auf Grundlage antiker Vorläufer
  - Semiotik,
  - Rhetorik, insbesondere Topik,[126][127][128][129][130]
  - Mnemonik,[199][200][201][202][203][127][204][132]
  - Allegorese (s. o.),[89][90]
    - besonders Allegorese von Naturkunde (s. o.),[95][205]

  - Fabeln,[206][207][208][209][210][211][212]
  - Sinnsprüche und Sprichwörter aus Antike und Mittelalter, die insbesondere in der Adagia des Erasmus von Rotterdam (1466/1467/1469–1536) von 1500 zusammengestellt und um neuere Sprichwörter erweitert wurde,[193] so dass die Sammlung bis zur dritten Ausgabe von 1533[213] schon auf 4251 Einträge anwuchs,[185]
  - persönliche Devisen (Wahlsprüche) der Adelskultur,
  - persönliche Impresen,[214][215] die – als visuelle Erweiterungen der Devisen – von England, Frankreich und Burgund aus in ganz Europa etabliert und vom 15. Jahrhundert an insbesondere in Italien für Adelige, Gelehrte, Künstler etc. aus den Devisen sowie aus antiken Quellen weiterentwickelt wurden, sowie
  - frühneuzeitliche Druckermarken,[216][217][218][219]
  - als Derivate der Devisen und Impresen.

#### Volkstümliche Vorläufer
Neben solchen gelehrten Quellen wird neuerdings auch der Beitrag eher volkstümlicher illustrierter Bücher mit emblemhaften Strukturen zur unmittelbaren Vorgeschichte der Gattung Emblem erkannt und gewürdigt, wie sie etwa Johann von Schwarzenberg (1463–1528) verfasste, der weder eine Lateinschule besucht, noch studiert hatte.

### Emblembücher

#### Erstes Emblembuch (Alciato: „Emblemata.“ 1531)
Vorbereitet war die erste Publikation eines Emblembuchs durch eine lateinische Übersetzung von Epigrammen der Anthologia Graeca, die der Mailänder Humanist und Jurist Andrea Alciato (1492–1550) angefertigt und 1529 drucken ließ. Jedes Epigramm erhielt dabei ein kurzes Lemma als lehrhafte Essenz des anschließenden poetischen Textes. Hieran angelehnt verfasste Alciato eine Zusammenstellung von ekphrastischen (d. h. Bilder beschreibenden) Epigrammen, denen jeweils ein Lemma vorausgeht und nannte sie – auf Anregung Ambrogio Viscontis (1344–1373), eines Mailänder Aristokraten – Emblemata. Etwa fünfzig davon sind lateinische Fassungen von Epigrammen der Anthologia Graeca, und weitere sind freie Paraphrasen danach. 1521 überreichte Alciato das druckfertige Manuskript an Ambrogio Visconti. Zudem ließ er die Sammlung im Freundeskreis zirkulieren, zu dem auch der Humanist Konrad Peutinger (1465–1547) gehörte. Der hatte eine Handschrift der Hieroglyphica des Horapollon in Griechenland entdeckt (s. o.), die 1515 und 1518 in einer lateinischen Übersetzung publiziert wurde. Peutinger war es, der die erste Publikation von Alciatos handschriftlichen Emblermata besorgte, die am 28. Februar 1531 unter dem Titel Emblematum liber in der Buchdruckerei von Heinrich Steiner (vor 1500–1548) in Augsburg als erstes gedrucktes Emblembuch erschien. Offenbar handelte Peutinger dabei allerdings unautorisiert und ohne sich mit Alciato abzustimmen. Dies legt zumindest die scharfe Kritik an handwerklichen und editorischen Fehlern der Erstausgabe nahe, die Alciato im Vorwort der von ihm autorisierten Pariser Ausgabe Christian Wechels von 1534 äußert. Nicht beteiligt war Alciato wohl auch sowie an der Beauftragung der Holzschnitte, die Hans Schäufelin (um 1480/1485–1538 oder 1540; sein Monogramm findet sich in einer zweiten Augsburger Ausgabe vom 6. April 1531) nach Entwürfen des Augsburger Malers Jörg Breu des Älteren (1475–1537) herstellte.
- Vier Holzschnitte aus der Erstausgabe von Andrea Alciatos Emblematum liber. Augsburg 25. Februar 1531.[156]

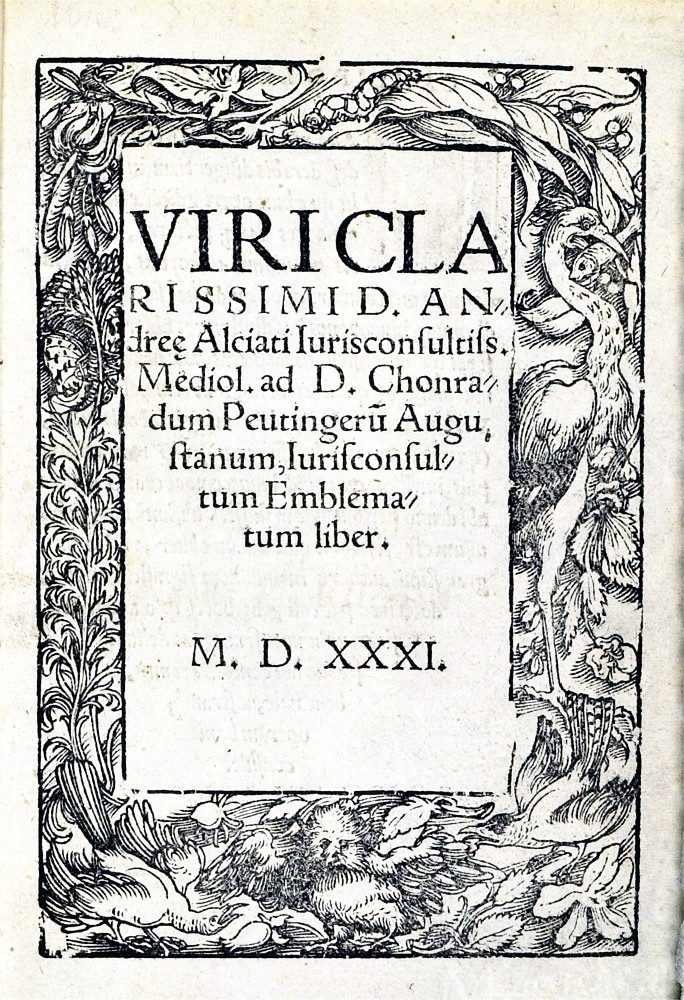
Titelseite
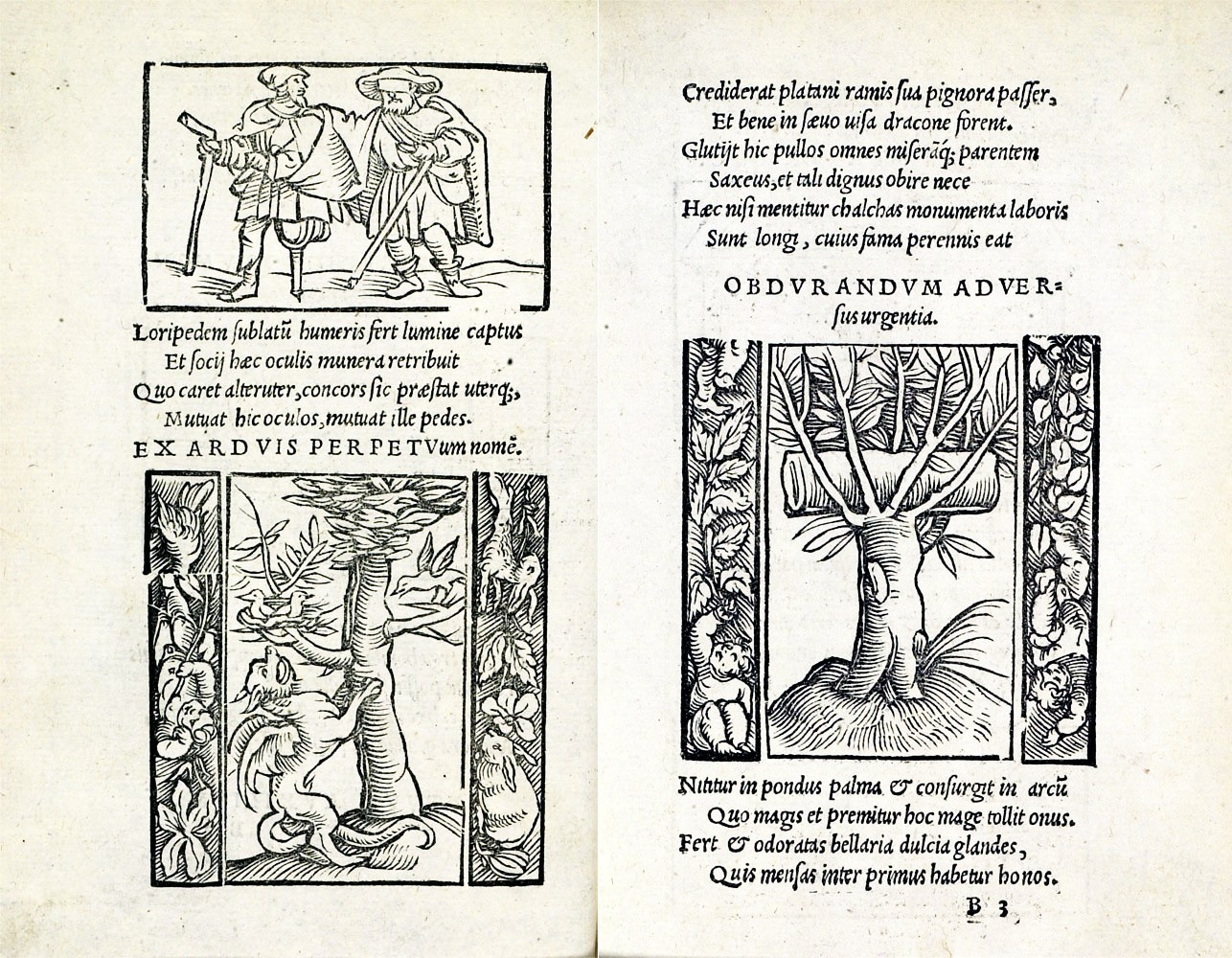
Doppelseite (fol. B2v – B3r)
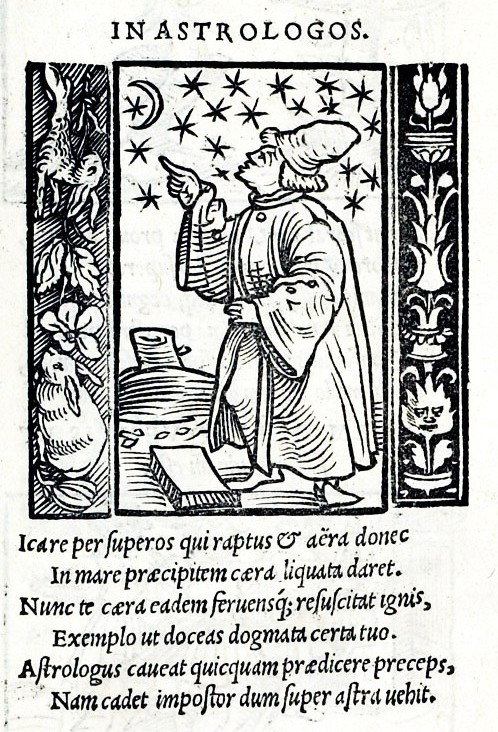
Emblem In Astrologos (Ausschnitt von fol. C7r)
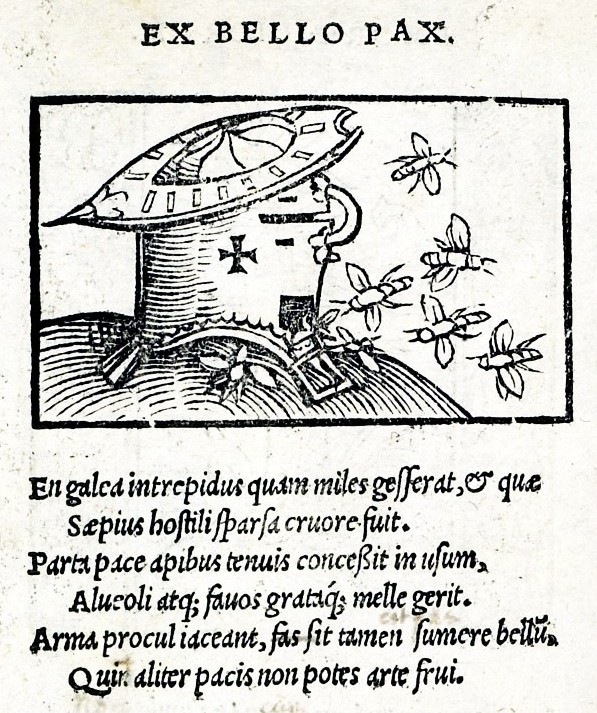
Emblem Ex bello pax (Ausschnitt von fol. C3v)

#### Verbreitung des ersten Emblembuchs (Alciato: „Emblemata“. 1531)
Bis 1781 wurde Alciatos Emblematum liber in etwa 125 Ausgaben in ganz Europa verbreitet. Schon kurz nach der Erstauflage erschien am 6. April 1531 eine zweite Auflage in Augsburg, am 29. Juli 1534 dort eine dritte. Eine wichtige frühe Neuausgabe kam 1534 in Paris heraus mit Holzschnitten nach Zeichnungen eines deutschen Schülers Hans Holbeins d. J. Die durch Wolfgang Hunger (1511–1555) erstellte erste deutsche Übersetzung wurde 1542 in Paris herausgegeben: Das Buechle der verschroten Werck. Selbstverständlich findet sich das Emblematum liber auch in der 1546 in Basel erschienenen Gesamtausgabe der Werke Alciatos. Im Laufe der Jahre wurde das Werk immer mehr erweitert, bis die 1566/1567 in Frankfurt am Main erschienene Ausgabe schließlich als die vollständigste Edition 211 Embleme enthielt, von denen allerdings nur 130 mit Holzschnitten von Jost Amman (1539–1591) und Virgil Solis (1514–1562) versehen waren. 1556 begründete Sebastian Stockhamer († nach 1570) mit dem Erscheinen einer von ihm kommentierten Ausgabe von Alciatos Emblematum liber die Gattung des kommentierten Emblembuches, die Form, in der Alciats Embleme anschließend hauptsächlich verbreitet wurden.

#### Verbreitung weiterer Emblembücher
Schon bald nach der Erstausgabe wurde Alciatos Emblematum liber von anderen Autoren nachgeahmt. Bis 1560 hatten besonders französische Emblembücher den größten Anteil an der Weiterentwicklung und Verbreitung der Emblematik. Ende des 16. Jahrhunderts erfolgte eine Internationalisierung, wobei Antwerpen mit der Buchdruckerei von Christoffel Plantijn, einem Großbetrieb mit bis zu 16 Druckpressen und 80 Beschäftigten, und die bedeutenden Verlagsorte des Heiligen Römischen Reichs eine besondere Rolle spielen. Anfang des 17. Jahrhunderts setzte auch in den nördlichen Niederlanden eine reiche Emblembuchproduktion ein.

Die Erfindung und Verbreitung der Emblemkunst ging von den Netzwerken der Humanisten der städtischen und höfischen Zentren Oberitaliens und Frankreichs aus, wobei viele Akteure signifikanterweise Juristen waren. In der zweiten Hälfte des 16. Jahrhunderts kamen auf katholischer Seite Jesuiten und Vertreter anderer Orden, auf protestantischer besonders die Akademie Altdorf hinzu. Die katholischen Emblembücher waren dabei zahlreicher und in ihren Formen vielfältiger als die protestantischen. Insbesondere durch die Jesuiten wurde die Emblematik ein frühes Phänomen einer globalen Bildkultur und fand seinen Weg nach Indien, China, Japan, Kanada, sowie Zentral- and Südamerika. Im 17. Jahrhundert wurden dann die italienischen und deutschen Sprach- und Dichtergesellschaften zu wichtigen Akteuren der Emblemproduktion. 

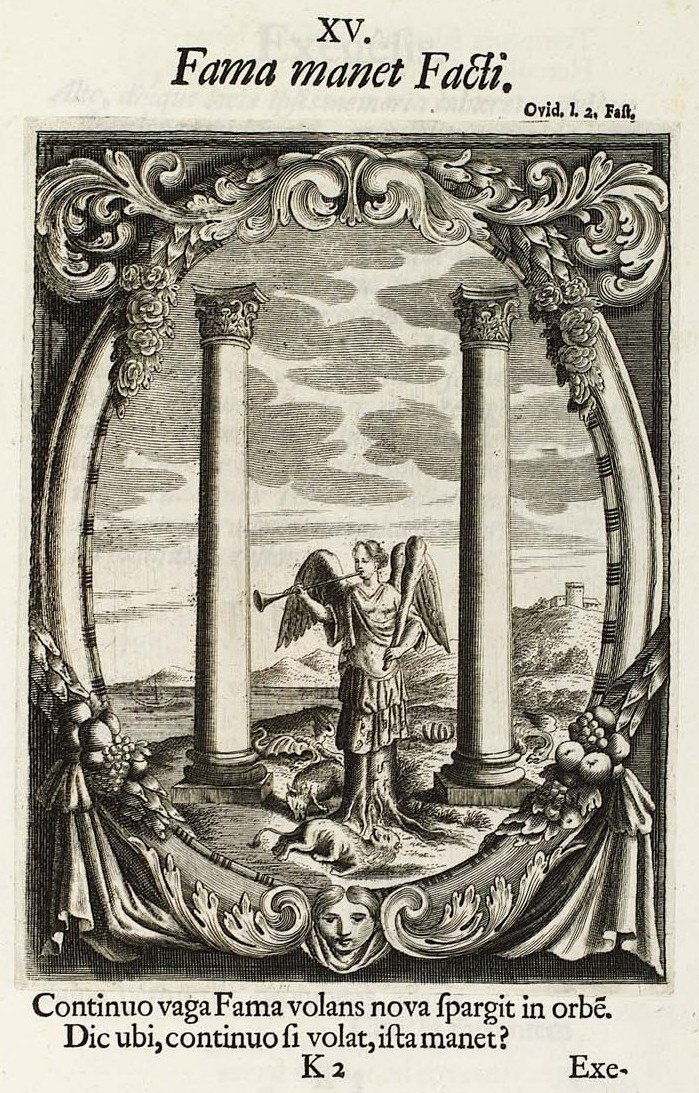
Philipp Kilian / Justus van den Nypoort: Emblem Fama manet Facti (lat. „Der Ruhm der Taten bleibt“). In: Paris Gille: Novum Tres Inter Deas Junonem, Venerem Et Palladem Paridis Judicium. Johannes Baptist Mayr, Salzburg 1694.

Als wesentlicher Bestandteil der materiellen Kultur der Frühen Neuzeit erschienen nach einer neueren Schätzung bis Mitte des 18. Jahrhunderts etwa 6500 Emblembücher, von denen einige bis zu 1500 Embleme enthielten. Für die Gesamtauflage aller emblematischen Werke auf dem europäischen Büchermarkt vom 16. bis ins 18. Jahrhundert nahmen Arthur Henkel und Albrecht Schöne schon 1967 eine Millionenhöhe an. In seinem Standardwerk der Emblemforschung nannte der Kunsthistoriker Mario Praz (1896–1982) neben einer großen Zahl anonym erschienener Emblembücher schon 1947 über 600 namentlich bekannte Verfasser, viele von ihnen mit mehreren Werken und mehrfachen Auflagen. Alleine 1600 Emblembücher wurden durch Jesuiten publiziert. Etwa je ein Drittel aller Emblembücher erschien in Deutschland, den Niederlanden und den romanischen Ländern. Die daran Beteiligten – Autoren, Zeichner, Holzschneider bzw. Kupferstecher sowie Drucker – gehörten oft verschiedenen Nationen an. Auch die Verwendung der Sprache – zunächst vorwiegend die übernationale Gelehrtensprache Latein, später oft simultan mehrere Sprachen in einer Ausgabe – hat dazu beigetragen, die Emblemliteratur zu einem gemeinsamen europäischen Phänomen zu machen. Unautorisierte Nachdrucke, Bearbeitungen und immer neue Zusammenstellungen des bewährten Text- und Bildrepertoires blieben dabei charakteristisch für die gesamte Produktion von Emblembüchern.

#### Darstellungsgegenstände von Emblembüchern

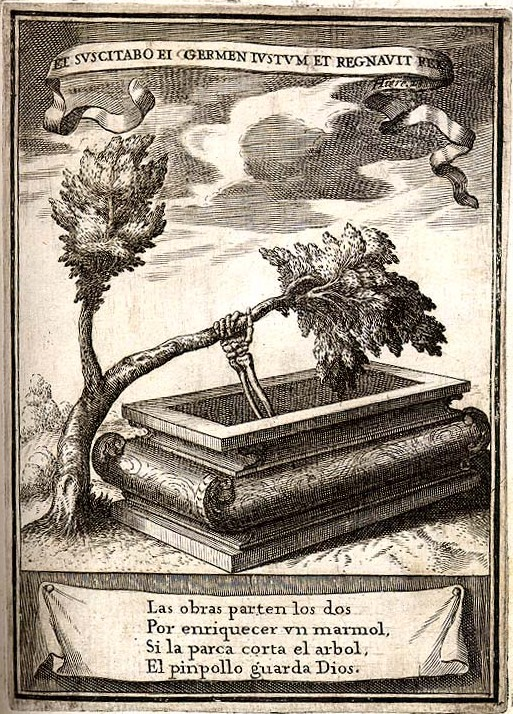
Pedro de Villafranca Malagon: Emblem Et suscitabo ei germen iustum et regnavit rex (Hiere 23) (lat. „Und ich werde ihm einen gerechten Spross erwecken – der König [aber] hat regiert. [Jeremias 23]“), Kupferstich, anlässlich der Trauerfeier für König Philipp IV. von Spanien, Madrid, September 1665.

Wie Bohuslav Balbin SJ (1621–1688) 1666 festhielt, kann der Darstellungsgegenstand eines Emblems aus allen Bereichen des Wissens stammen („Nulla res est sub Sole, quae materiam Emblemati dare non possit.“ – lat. „Es gibt nichts unter der Sonne, was nicht Gegenstand eines Emblems sein könnte.“) So stammen die Darstellungsgegenstände unter anderem aus Theologie, Bibel, Heiligenlegenden, Ordensgeschichte, liturgischer Praxis, ägyptischen Hieroglyphen, antiker Mythologie sowie antiken Münzen, Medaillen, Gemmen und Skulpturen, antiker, mittelalterlicher und neuerer Geschichtsschreibung, aus der Literatur von Fabeln über Anekdoten bis zu Sprichwortsammlungen, von allen Gegenständen der Naturkunde und Naturwissenschaft, beginnend bei den antiken Mechaniklehren, Bestiarien, Herbarien und Lapidarien bis zu neueren Erkenntnissen der Medizin oder Geographie, aber auch von allen Gegenstände der Politik, der Alltagswelt und Welterfahrung.

#### Themenfelder von Emblembüchern
Inhalt und Struktur der Emblembücher wandelten sich fortlaufend. Alciato hatte zunächst Themen aus verschiedensten menschlichen Lebensbereichen behandelt, ohne sie besonders zu ordnen. In den umfangreicheren späteren Werken wurden die Inhalte dann sinnhaft nach Themenfeldern gruppiert. Ab Ende des 16. Jahrhunderts erschienen ganze Emblembücher auch zu einzelnen thematischen Kategorien, so dass sich explizite Untergattungen von Emblembüchern herausbildeten, in die sich auch die außerhalb von Emblembüchern lebendige, mit Emblembüchern aber vielfältig verschränkte Emblemkunst einteilen lässt. Besonders zu nennen sind etwa
- Emblemata sacra (religiöse Emblematik):[250][251][252][253] Jesuitenemblematik,[254][255][256][257][258][259][260][261] weitere katholische Emblematik,[262][263] protestantische Emblematik,[118][264][265] Emblematik in katholischen Kirchenräumen,[266][267][268][269] und in protestantischen Kirchenräumen,[270][271][272] Emblematik im religiösen Theater und Festwesen,[273][274] Emblematik in Predigten und Predigtsammlungen, emblematisierte Ordensregeln und -geschichte, Marien- und Heiligenemblematik,[275] emblematisches Sakramentsverständnis,[131] religiöse Liebes- und Herzensemblematik,[276][277][278] emblematischer Totentanz, physikotheologische Emblematik[279] usw.;
- Emblemata ethica/moralia (allgemein ethisch-moralische Emblematik):[280][281] u. a. zur Stellung des Menschen in der Welt,[282] weltliche Liebesemblematik;[283][284][285][286][277][278]
- Emblemata politica (politische Emblematik):[287][284][288][289][290][170][291] Emblematische Fürstenspiegel,[292][293] politische Klugheits- und Verfassungslehren,[294] Emblematik der Herrschaft und des Rechts,[234] Emblematik in Stammbüchern,[295][296] Emblematik in der Bild-Diplomatie,[297][170] emblematische Panegyrik[298] etwa in Gratulationsschriften, in der Ausstattung von Festen wie Hochzeiten, Geburten, Thronbesteigungen, Triumphen und korporativen Festen, Funeralemblematik (d. h. mit Bestattungen verbundene Emblematik) usw.;
- Emblemata physica (Emblematik zu naturkundlichen Themen);[299][300][301][302]
- Emblemata academica (Emblematik zu akademischen Institutionen).[303]

#### Entwicklung von Emblembuchtypen
Emblembücher können vielfältige Funktionen haben wie etwa die Präsentation von Emblem-Epigrammen als poetische Virtuosenbeweise, die Bereitstellung von Emblemata als Vorlagen in Musterbüchern, das Darbieten von Emblemata als Beitrag zur Erbauungsliteratur und vieles andere mehr etwa in Panegryik, Katechese oder Didaktik. Die frühen Emblembücher bemühten sich um arkane Rätselhaftigkeit und forderten einen besonders hohen Eigenanteil des Rezipienten am Auslegungsprozess. Um den in Bild und/oder Text eines Emblems zwischen res significans und res significata angelegte Bezug enthüllen zu können, setzten Embleme die Kenntnis der in einem Emblem eingesetzten Bruchstücke aus antiken Texte und Bilder voraus und grenzten damit den Kreis der Rezipienten auf humanistisch Gebildete ein. Dies änderte sich, als im Verlauf des 16. Jahrhunderts eine Didaktisierung, Popularisierung und Enzyklopädisierung der Emblemkunst erfolgte.

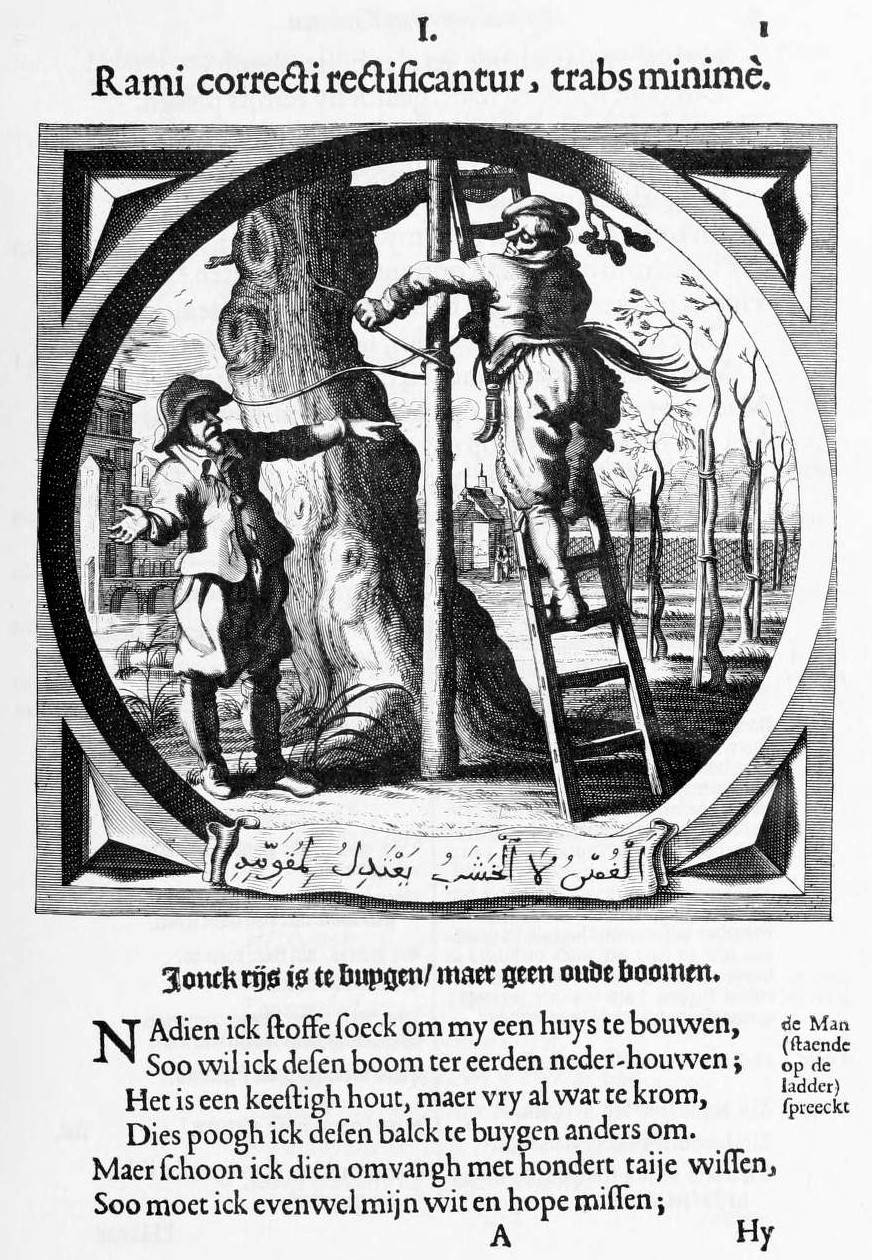
„Rami correcti rectificantur, trabs minime“ (lat. „Die verbesserten Zweige werden korrigiert, der Stamm am wenigsten“), Kupferstich. In: Jacob Cats: Spiegel van den ouden ende nieuwen tijdt. Den Haag 1632.

Damit auch ein breiteres Publikum im Auslegungsprozess Definition und Bezugsfindung eigenständig enthüllen konnte, setzen manche Emblembücher nun eine Vertrautheit mit weitverbreiteten zeitgenössischen Sprichwörtern voraus und ergänzten dies durch Hinweise auf entsprechende Sprichwörter in der Antike sowie in anderen europäischen und außereuropäischen Sprachen. So geht etwa das erste Emblem im Spiegel van den ouden ende nieuwen tijdt des Jacob Cats von 1632 von einem unter dem Ikon als inscriptio auf einem Cartello angebrachten Sprichwort aus einer Sprichwortsammlung des أبو عبيد القاسم بن سلاّم الخراساني الهروي (Abu Ubaid al-Qasim bin Salam; um 770–838) aus, die 1614 mit einer lateinischen Übersetzung des Arabisten Thomas Erpenius (1584–1624) und einem Kommentar des Joseph Scaliger (1540–1609) in Leiden gedruckt wurde, übersetzt dieses ins Lateinische und Niederländische, komplettiert das Emblem durch ein niederländisches Epigramm und fügt als Kommentar Bibelverse sowie Sprichwörter und Verse mit derselben oder verwandter Bedeutung in Niederländisch, Deutsch, Französisch, Italienisch, Spanisch, Latein und Griechisch und Türkisch hinzu. Eng verbunden hiermit ist die Entwicklung des „realistischen“ Emblems, das eng mit der Entstehung und Entwicklung einer emblematisch auszulegenden Genre- und Stilllebenmalerei insbesondere in den Niederlanden verbunden ist.
Schon ab der zweiten Hälfte des 16. Jahrhunderts wurden zahlreiche Emblembücher zu religiösen und rein didaktischen, insbesondere katechetischen, theaterpädagogischen und akademisch-festlichen Zwecken veröffentlicht. Hierzu wurden Emblemata unter anderem in öffentlichen Vorträgen (dissertationes emblematicae) an den Jesuitengymnasien oder an der protestantischen Nürnbergischen Akademie in Altdorf durch Schüler interpretiert, etwa in niederländischen Lateinschulen der zweiten Hälfte des 17. Jahrhunderts nachgezeichnet und transkribiert,  in Jesuitengymnasien von den Schülern selbst entworfen und nach Schülerentwürfen sowohl dort als auch in der Akademie in Altdorf gelegentlich auch publiziert. Im Verlauf des 17. Jahrhunderts entstand aus der Didaktisierung der Emblemkunst das Kinderbilderbuch als neue Buchgattung.

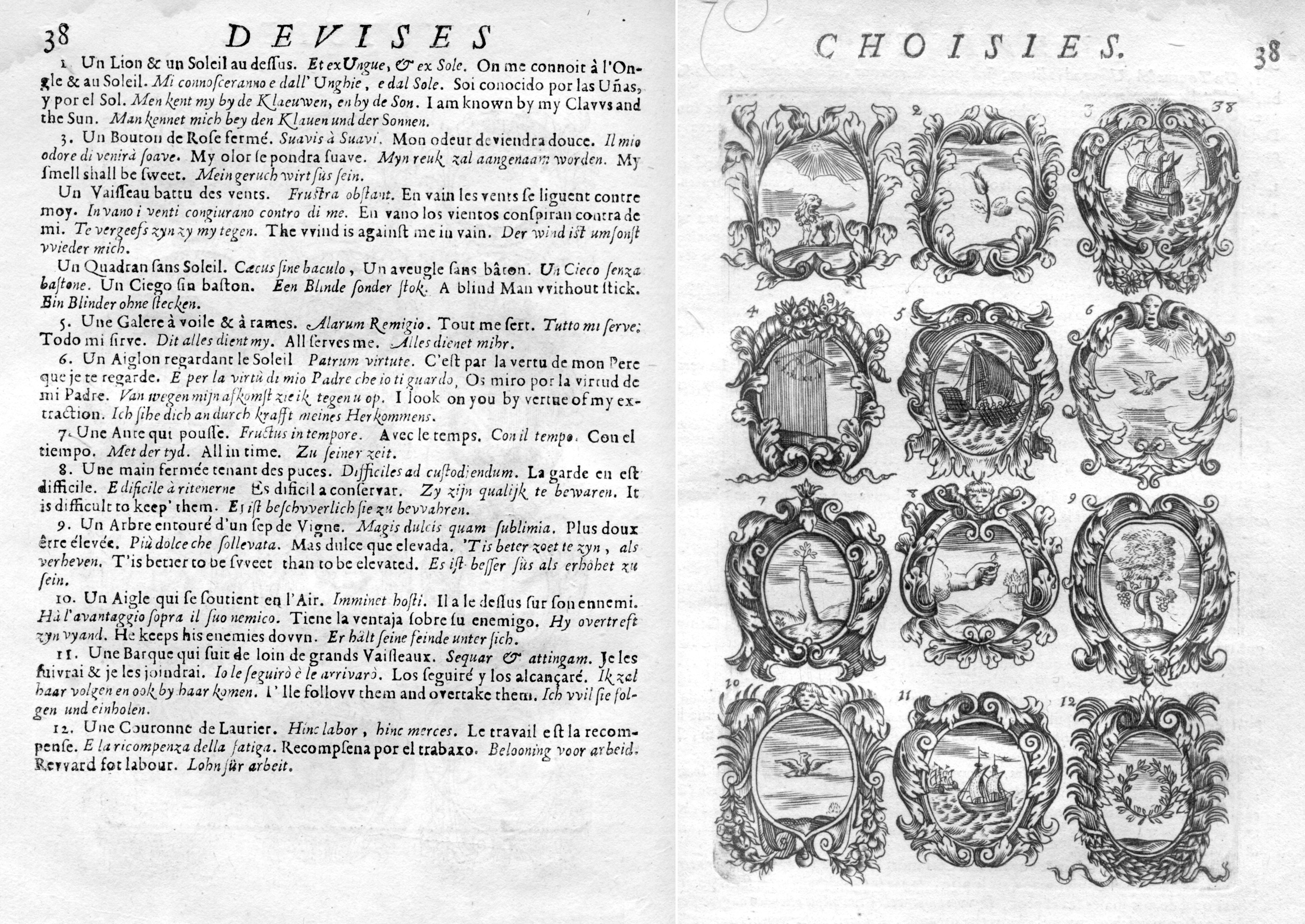
Zwölf Embleme, Kupferstich, Doppelseite aus Daniel de la Feuille: Devises et emblemes Anciennes et Modernes. Daniel de la Feuille, Amsterdam 1691.

Ebenfalls seit Ende des 16. Jahrhunderts erschienen umfangreiche emblemkundliche Enzyklopädien, in denen Embleme einschließlich ihrer Bilder aus verschiedenen Emblembüchern des 16. und 17. Jahrhunderts systematisch zusammengeführt oder unter Verzicht auf die Ikones in Kompendien der rasch anwachsenden allgemein symbolkundlichen Literatur absorbiert wurden. Ausgehend von der Ankündigung einer Sammlung des Nicolas Verrien von 1685 mit 156 Emblemen als „kurioses und nützliches Buch für Gelehrte und Künstler“ entstanden zudem zahlreiche Sammelwerke, die für alle Bereiche der bildenden Künste, die etwa mit der Ausstattung von Räumen, Gebrauchsgegenständen oder Festdekorationen befasst waren, wie in einem Musterbuch Embleme als Muster bereitstellten. Den sich vervielfältigenden Zwecken entsprechend wurde die ohnehin flexible Darstellungsform der Emblemkunst jetzt auch noch vielfältiger variiert (s. o.).
- Heinrich Offelen: Devises et emblemes anciennes & modernes […] oder, Emblematische Gemüths-Vergnügung bey Betrachtung. Lorentz Kroniger und Gottlieb Göbels Seel. Erben, Augspurg 1699:[335] Eine als Musterbuch zusammengestellte enzyklopädische Emblemsammlung.

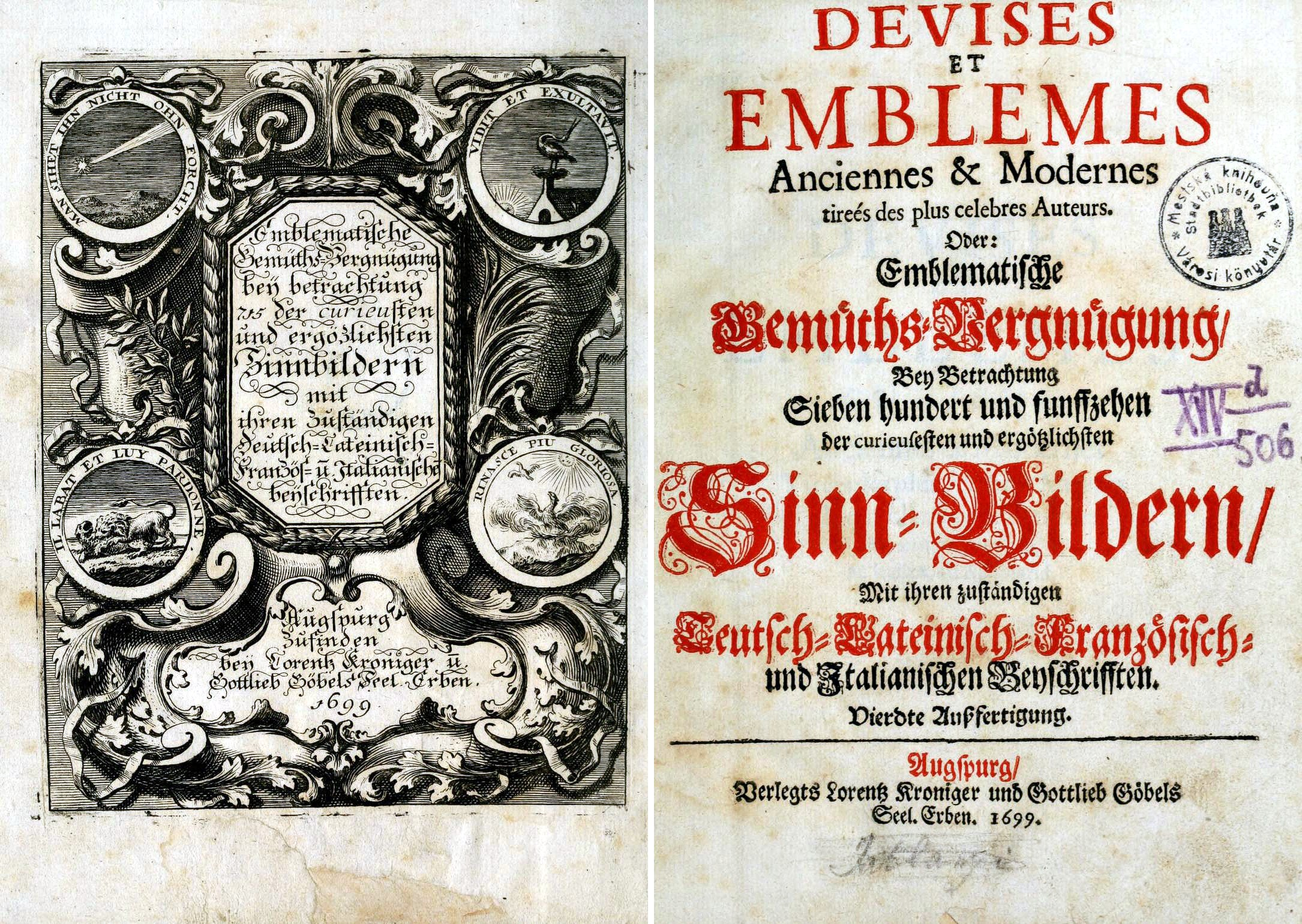
Frontispiz und Titel
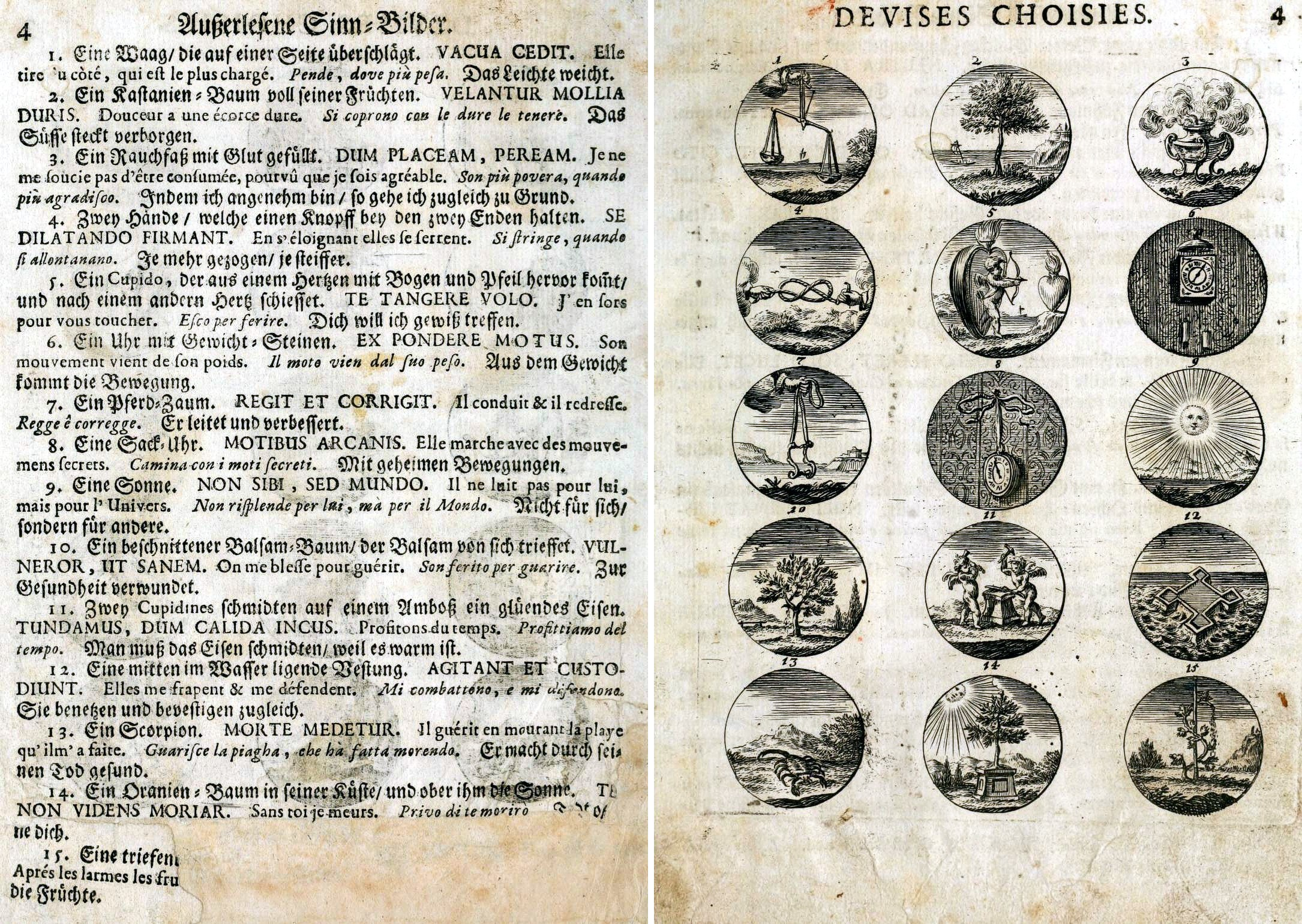
Doppelseite
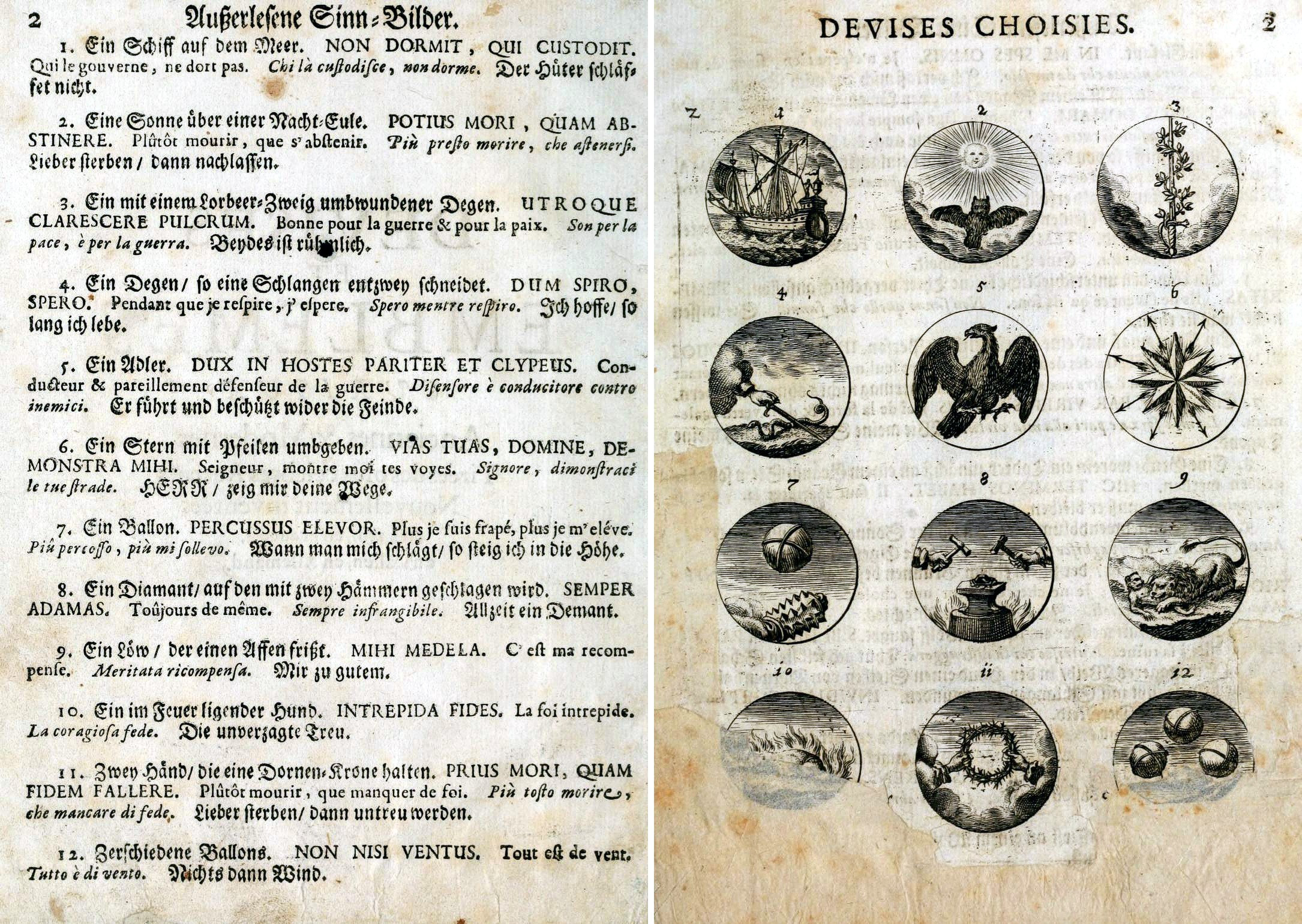
Doppelseite
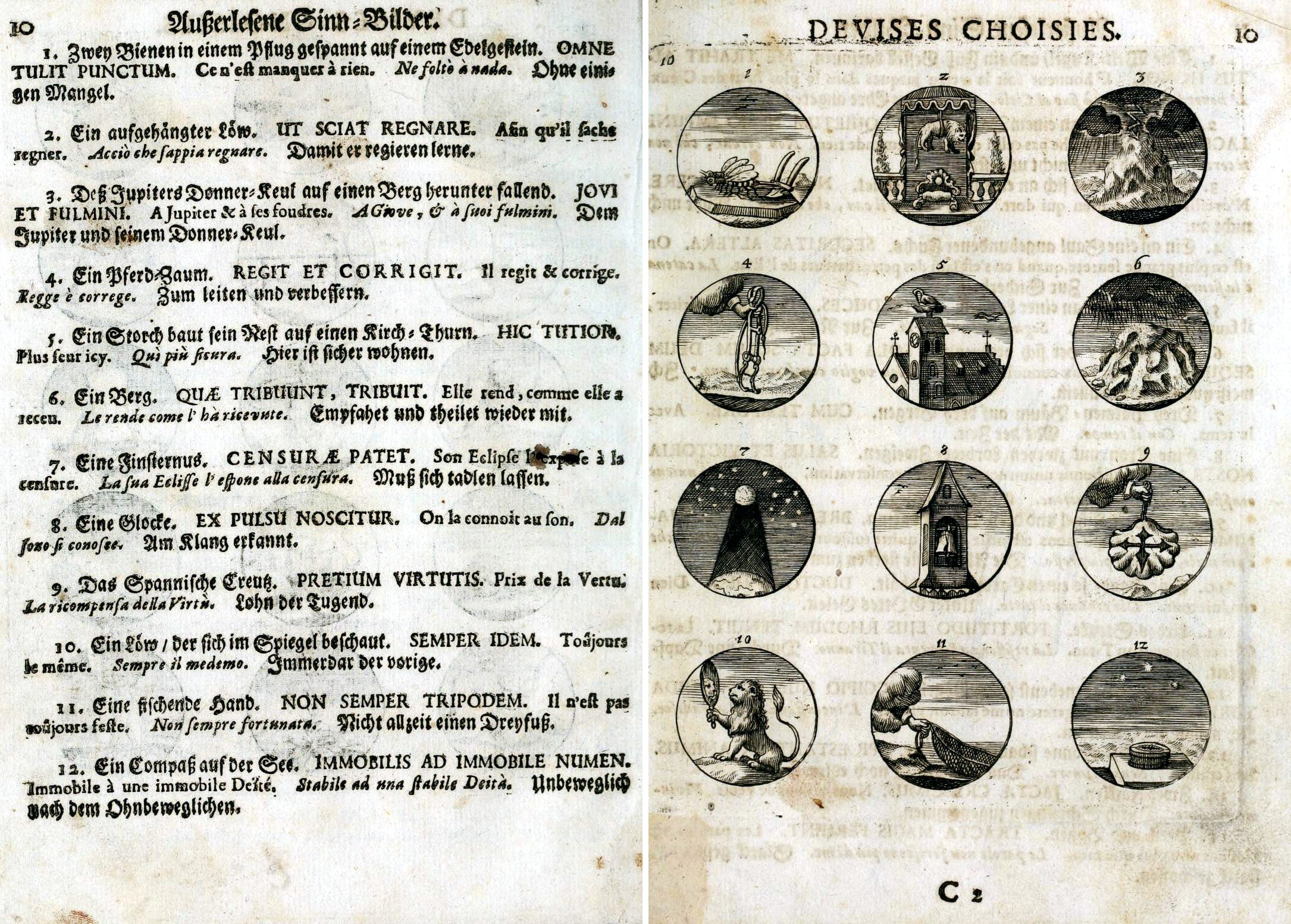
Doppelseite

## Emblemkunst außerhalb von Emblembüchern
Außerliterarische Embleme zeigen in der Regel nur ein Ikon, gelegentlich zudem ein Lemma. Oft jedoch gehören diese Embleme zu Programmgruppen, die ein gemeinsames Thema behandeln, also sinngemäß aufeinander abgestimmt sind und dadurch auch leichter ausgelegt werden können.

### Lorenzo Lotto: „Simboli geroglifici“ am Chorgestühl in S. Maria Maggiore in Bergamo
1524, als Alciatos noch unbebildertes Manuskript Emblemata nur im Freundeskreis zirkulierte und das erste Emblembuch noch nicht gedruckt war, entwarf Lorenzo Lotto (1480–1557) schon Embleme für Intarsien auf den Deckelbildern alttestamtlicher Szenen am Chorgestühl in Santa Maria Maggiore in Bergamo. Die Zeitgenossen bezeichneten diese Werke als „simbolici geroglifici“ (ital. „symbolische Hieroglyphen“). Wie bei anderen Emblemen sind hier aber bereits Definition und Bezugsfindung der dargestellten res significans und ihrer signifikanten Eigenschaft im Bild selbst vorgegeben, und die Schlussfolgerung obliegt dem Rezipienten selbst. So präsentiert etwa das Intarsien-Deckelbild der biblischen Szene von der Blendung des Simson eine Mühle mit einem Holzkübel zum Auffangen des Mehls als res significans, darüber an einer Leine hängend eine Schere und zwei Haarbüschel sowie hinter dem schweren Mühlstein hervorblickend ein geschorener Männerkopf. Zur Definition der signifikanten Eigenschaft der Mühle muss man die rätselhafte Komposition als Zusammenstellung von Gegenständen erkennen, die zur biblischen Erzählung von der Blendung des Simson und seiner Rache gehören. In den Locken seines Haupthaares lag die ganze Kraft Simsons. Mit einer Schere hat seine Ehefrau sie ihm im Schlaf abgeschnitten, so dass ihn seine Feinde, die Philister, gewaltsam überwältigen, blenden und verschleppen konnten. Die Mühle musste er im Gefängnis drehen (Ri 16,21 ). Dem fügte er sich, bis sein Haupthaar nachgewachsen und seine Kräfte zurückgekehrt waren, um dann Rache zu nehmen und tausende Philister mit in den Tod zu nehmen (Ri 16,5–30 ). Der Erzählkontext definiert so als signifikante Eigenschaft der Mühle die Niedrigkeit, Mühe und Langsamkeit des Mahlens. Die Darstellung der Mühle mit dem zum Betrachter gerichteten Ausguss und Auffangbehälter definiert als Eigenschaft der Mühle zudem ihre produktive Ergiebigkeit als Lohn für ein geduldiges Drehen der Mühle. Durch die mit der Geschichte Samsons vorgenommenen Bezugsfindung ist der geduldig zu mahlenden Mühle als res significans die Geduld des Rezipienten als res significata und damit das Vertrauen auf Gottes Gerechtigkeit zugeordnet. Ob der Rezipient in der Schlussfolgerung für das eigene Leben dann eher die eigene geduldige Hoffnung auf Gottes Gerechtigkeit bekräftigt sieht oder ob er oder als Sünder in dem Emblem einen Aufruf sieht, Gottes Geduld zur eigenen Umkehr und Buße zu nutzen, bleibt ihm selbst überlassen. So oder so kann der Rezipient zur Bekräftigung der Argumentation des Emblems dann auch noch ein geläufiges antikes Sprichwort aufrufen und wie ein Lemma hinzudenken, das damals etwa Erasmus von Rotterdam in seinen Adagien zitierte und auf Plutarch zurückführte: „Spät mahlen die Mühlsteine der Götter.“ So macht die Intarsie deutlich, dass die Emblemkunst sich bereits über andere Sinnbildgattungen wie die Imprese und die Renaissancehieroglyphe hinaus bereits vor dem Erscheinen des ersten Emblembuchs zu etablieren begonnen hatte.

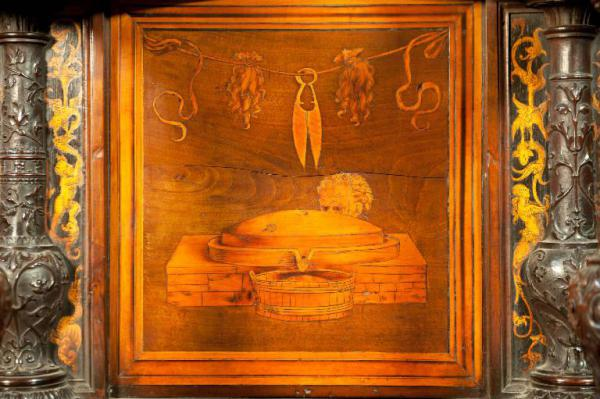
Giovan Francesco Capoferri und Luciano da Imola nach einem Entwurf Lorenzo Lottos: hieroglyphische Intarsie zu Samson und Dalilah, 1524–1531, Intarsie, Bergamo, S. Maria Maggiore, Chorschranken.

### Bereitstellung von Vorbildern für das Kunsthandwerk als Zweck der Emblembücher
Bereits in seiner Vorrede zur ersten gedruckten Ausgabe seines Emblematum liber vom 28. Februar 1531 nannte Alciato als Zweck seiner bis dahin als Emblemata unbebildert umlaufenden Bildbeschreibungen, dass „jeder Applikationen [mit nach diesen Beschreibungen gestalteten Bildern] an der Kleidung und Plaketten an Hüten anbringen könne sowie mit schweigender Schrift zu schreiben vermöge.“ Sichtlich hatte er dabei die antike Verwendung des Wortes für applizierte Erkennungszeichen an Gebrauchsgegenständen wie die daran anschließende antike und spätmittelalterliche Verwendung persönlicher Devisen und Impresen wie auch die Renaissance-Hieroglyphik als Bilderschrift im Sinn.
Der Herausgeber der 1550 in Lyon erschienenen lateinischen Ausgabe differenzierte diese Funktion noch weiter aus und erklärte, er habe die Embleme des Alciato systematisch „vom Höchsten zum Niedrigsten fortschreitend“ neu angeordnet, „damit jemand, so oft er etwas Leerem eine Ergänzung, etwas Nacktem ein Ornament, etwas Stummem eine Rede, etwas Unlogischem eine Erklärung hinzufügen oder anfügen möchte, es aus dem Büchlein der Embleme wie aus einem sehr gut ausgestatteten Handbuch entnehmen kann, damit es überall auf häusliche Wände, Glasfenster, Vorhänge, Teppiche, bemalte Tafeln, Vasen, Fahnen, Siegelringe, Kleidungsstücke, Tische, Bettgestelle, Waffen und auf ein Schwert, kurz also auf den gesamten Haurat geschrieben und gemalt werden kann, damit es überall beredt ist, und damit der Anblick der Dinge, die für den allgemeinen Gebrauch bestimmt sind, angenehm anzusehen ist. […] Jeder also, der seine Gegenstände sowohl mit der Schärfe einer kurzen Sentenz als auch mit einem vergnüglichen Bild schmücken möchte, wird in diesem Büchlein davon reichlich finden.“

Die Bereitstellung von Emblemata für alle Bereiche des Kunsthandwerks hebt auch etwa Johann Fischart in seinem Vorwort der Emblematum tyrocinia des Matthias Holtzwart von 1581 als Zweck der Emblembücher hervor. Im selben Sinn erinnert Julius Wilhelm Zincgref im Vorwort zu seinen Emblemata Ethico-Politicorum Centuria von 1619 gleich zu Beginn an die Herleitung des Begriffs Emblem vom griechischen ἐμβάλλω, „weil bei Gefäßen und anderen Gebrauchsgegenständen dieses Verfahren von den Alten, je nachdem, als Intarsia oder Intaglio angewandt wurde.“

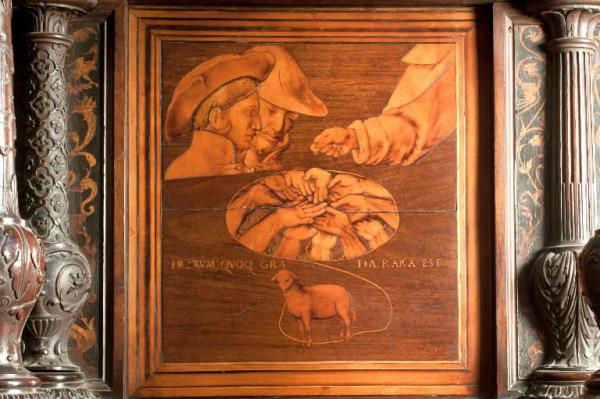
Giovan Francesco Capoferri und Luciano da Imola nach einem Entwurf Lorenzo Lottos: hieroglyphische Intarsie zu Joseph und seine Brüder, 1524–1531, Intarsie, Bergamo, S. Maria Maggiore, Chorschranken. Inschrift: „fratrum quoque gratia rara est“ (lat. „[Man lebt von Raub; der Gast ist nicht vor dem Gastfreund sicher, der Schwiegervater nicht vor dem Schwiegersohn,] selbst unter Brüdern gibt es selten Dank.“ Aus der Beschreibung des Ehernen Zeitalters bei Ovid, Metamorphosen 1,145).

### Medien der Emblemkunst außerhalb von Emblembüchern
Dass Emblembücher zunächst und weitgehend zumindest auch als Hilfsmittel einer außerhalb von ihnen etablierten Emblempraxis entwickelt wurden, wird in der lange üblichen Bezeichnung dieser Emblempraxis als „angewandte Emblematik“ verzerrt. Embleme sind in der Frühen Neuzeit tatsächlich an zahlreichen Gebrauchsgegenständen und anderen Artefakten, insbesondere an solchen mit Repräsentationsfunktion, zu finden: an Architekturelementen, an allen Produkten des Kunsthandwerks wie etwa in sakralen und profanen Dekorationsprogrammen der Wand- und Deckenmalerei oder der Stuckierung, in Glasfenstern, auf Möbeln, Tischen, Bettgestellen, Kachelöfen und Ofenplatten, in Bilderrahmen, in der Textilkunst etwa in Vorhängen, Tapisserien, Webereien und Stickereien, auf Fahnen, Kleidungsstücken, Hüten und Schuhwerk, in allen Arten von Werken der Goldschmiedekunst, auf Gesellschaftsspielen, auf Münzen, Medaillen, und Siegeln, in der Schmiedekunst und der Plattnerei auf Rüstungen und Waffen aller Art, in der Kanonengießerei und Glockengießerei, in der Glasbläserei, auf Gefäßen wie etwa Krügen, Kannen oder Trinkgefäßen aus Steinzeug, Keramik, Glas und später Porzellan, auf Essgeschirr und -besteck, auf Bäckerprodukten und in der Dekoration von Speisen, an Musikinstrumenten und naturwissenschaftlichen Messinstrumenten, im Schiffbau, in der Buchmalerei und Tafelmalerei, auf Spielkarten und Schützenscheiben, in Bühnen- und Festdekorationen, in Festbüchern, Turnierbüchern, Stammbüchern und Freundschaftsalben (album amicorum), in Widmungen, Drucker- und Verlagsmarken, Besitzervermerken, auf Buchtitelblättern und Thesenblättern, in Flugblättern, Neujahrsglückwünschen, in intermedialer Integration mit Liedern oder Instrumentalmusik usw.
So waren Embleme in nahezu allen Feldern der europäischen Kultur omnipräsent. Zumal Embleme hochkomplexe Argumentationen in kompakter und graphisch, literarisch, intellektuell und sozial ansprechender Form ausdrücken, konnte die Emblemkunst in der gesamten Epoche als einer der wichtigsten Träger kulturellen Wissens wirken. Ihre Wirkung auf alle Wissens- und Lebensbereiche (u. a. Religion, Naturphilosophie, Ethik, Politik, Naturwissenschaft, Krieg, Liebe, Alltagsleben) der gesamten Epoche, insbesondere auch ihre aktivierende und prägnante Formulierung sowie mnemotechnisch effektive Verankerung stände- und konfessionenübergreifender Lebensweisheiten und Verhaltensnormen kann kaum überschätzt werden.

### Emblemkunst am Ende der Frühen Neuzeit
Die „Popularisierung der Emblemkunst“ und die „Vitalität der Gattung“ bis weit ins 18. Jahrhundert illustriert etwa die Bemerkung Johann Joachim Winckelmanns (1717–1768) von 1756, dass seine Zeitgenossen noch nicht einmal einen schlichten Gruß ausrichten könnten, „ohne ein Emblema anzubringen“. Seine Kritik, es gehe dabei nur darum, „dergleichen lehrreicher zu machen durch eine Unterschrift desjenigen, was sie bedeuteten, und was sie nicht bedeuteten,“ gibt zudem Einblick in die Entwicklung der Emblemkunst zu einem bloßen Speicher des Sinnbildwissens, denn tatsächlich entstanden im Laufe des 18. Jahrhunderts zwar umfangreiche Emblemenzyklopädien, während neue, originelle Emblembücher ausblieben. Winckelmann sah die Sinnbildpraxis seiner Zeitgenossen denn auch dem entgegenstellt, dass die Griechen nur solche Sinnbilder verwendeten, „die ein wahres Verhältnis mit dem Bezeichneten hatten“ und der „Vermeidung aller Zweideutigkeit [dienten], wider welche man in Allegorien der Neueren gehandelt hat“. Ähnlich meinte 1793 auch Johann Gottfried Herder (1744–1803), „den Geist der reinen griechischen Allegorie vom emblematischen Schatten späterer Zeiten“ unterscheiden zu können. Hatte die Emblemkunst mit dem Bezug auf die spätantike Hieroglyphica begonnen, so wurde ihr nun abgesprochen, mit dem neuen Ideal einer natürlichen, einfachen und wahren Antike kompatibel zu sein. Angesichts des neuen klassizistischen Antikenverständnisses erschienen – abgesehen von wenigen Nachzüglern, die fast alle der religiösen Erbauungsliteratur angehören und dort nur eine überkommene Ausstattung fortschreiben, die letzten Emblembücher in den 80er Jahren des 18. Jahrhunderts.
Bernhard F. Scholz hält 2002 fest, dass das „Funktionieren des emblematischen Symbolsystems […] das Bestehen einer Interpretationsgemeinschaft“ voraussetzte, und konstatiert eine Wechselwirkung zwischen „dem Niedergang der Emblematik“ und der Auflösung dieser Gemeinschaft gegen Ende des 18. Jahrhunderts.
Die Literaturwissenschaftlerin Ursula Kocher hat 2019 den Bedeutungsverlust der Emblemkunst im 18. Jahrhundert mit deren Funktion als topisch organisierter Wissensspeicher in Verbindung gebracht. Mit den ersten Emblemenzyklopädien habe die Emblematik eine Funktionserweiterung erfahren, die jedes frühneuzeitliche Wissensgebiet vereinnahmt habe. Als die auf Analogiebildung basierenden Text-Bild-Gefüge der Emblematik die überbordende Menge neuen Wissens nicht mehr sinnvoll habe aufnehmen können, sei die Emblematik dann aber an ihre strukturellen Grenzen gestoßen. Wo die Analogie insgesamt als Grundlage der Wissensordnung aufgegeben wurde, hätte am Ende der Frühen Neuzeit auch die Emblematik anderen Ordnungsverfahren moralisch-ethischer Diskurse das Feld geräumt.

## Nachleben der Emblemkunst nach der Frühen Neuzeit
In den vergangenen Jahrzehnten wurde mehr und mehr erkannt, dass auch nach dem Ende der Frühen Neuzeit vielfältige Formen der Emblemkunst fortgeführt und weiterentwickelt wurden. Da sich die Entstehung des Kinderbilderbuchs der Didaktisierung der Emblemkunst verdankt, lassen sich auch in der späteren Kinderbuchkultur vielfältige Fortführungen der Emblematik aufzeigen. In der Malerei ist etwa für Caspar David Friedrich (1774–1840) und Philipp Otto Runge (1777–1810) umfassend nachgewiesen, dass die Kunst der Romantik Inhalte und Strukturen der frühneuzeitlichen Emblematik aufnahm und die emblematische Denkform fortführte. Eine zweite Blüte erfuhr die Emblematik in der religiösen Erbauungsliteratur in den USA sowie im viktorianischen Großbritannien vor allem im religiösen Zusammenhang im Kontext der Oxford-Bewegung und des Gothic Revival, aber auch im Rahmen der Bibliophilie (z. B. der Holbein Society) und der Suche der Präraffaeliten nach ikonographischer Orientierung.
Auch für die Kunst des zwanzigsten Jahrhunderts finden sich vielfältige Beispiele emblematischen Denkens. Der Germanist Rheinhold Grimm (1931–2009) hat 1969 Bertolt Brechts (1898–1956) Kriegsfibel von 1955 als „Marxistische Emblematik“ erkannt. Georges Didi-Huberman (* 1953) hat dies 2011 vertieft und auch auf Ernst Friedrichs (1894–1967) Bildband Krieg dem Kriege! von 1924 ausgeweitet.
Schon 1959 sah der spätere Verleger Pierre J. Vinken (1927–2011), der dazu im Austausch mit William S. Heckscher stand, die moderne Werbung als Emblematik. Der Literatur- und Medienwissenschaftler Stefan Bodo Würffel (* 1944) schloss sich dem 1981 an. Der Literaturwissenschaftler Peter M. Daly (* 1936) erkannte 2002 in der modernen Werbung und Propaganda insgesamt ein Nachleben der Embleme. Für die rhetorische Ausgestaltung von Webseiten, insbesondere für den Aufbau der Informationsstruktur und CI-konformes Grafikdesign, empfiehlt der Rhetoriker Olaf Kramer (* 1970) explizit eine Orientierung an dem Idealtypus der frühneuzeitlichen Emblematik. Seit einer Weile werden zudem in spezifischen populären visuellen Kommunikationsformen wie etwa in bestimmten Formen der Tätowierung oder in den seit Mitte der 2010er Jahre im Internet entwickelten sogenannten Memes späte popularisierte Derivate der frühneuzeitlichen Emblematik vermutet, die sowohl in der meist dreischrittigen Denkform als auch in Darstellungsformen und Kommunikationsfunktion Emblemen verwandt seien.

## Emblemforschung
Aus dem Nachleben der Emblematik heraus begann die wissenschaftliche Bearbeitung der Emblematik 1870 mit der Darstellung des Anglisten Henry Green (1801–1873) zur englischen Emblemliteratur seit 1616 und dessen Studie von 1872 zu Alciatos Emblemata. Es folgte 1899 die Geschichte der niederländischen Emblematik von Anne Gerard Christiaan de Vries (* 1872). 1915 zeigte der Kunsthistoriker Karl Giehlow (1863–1913) die Entwicklung der Emblekunst aus der Renaissancehieroglyphik auf. Der Anglist Mario Praz (1896–1982) legte mit seiner Studie zur Bildlichkeit des 17. Jahrhunderts von 1939, in der er die Emblemkunst als concettistische Form erkannte, in der unverbundene Elemente auf überraschende und erstaunliche Weise aufeinander bezogen wurden, und deren zweiter Band 1939 und dann komplettiert in der Auflage von 1964 eine ausführliche Bibliographie der Emblembücher enthielt, sowie der Privatgelehrte John Landwehr (1924–2015) mit den von 1970 bis 1976 erschienenen, nach Nationen angelegten Katalogen der Emblembücher die Grundlage für alle weitere Emblemforschung. Die erste materiell und konzeptionell umfassende Monographie zur Emblemkunst legten die Kunsthistoriker William S. Heckscher und Karl-August Wirth 1959 vor. Zentral ist dort die These, dass Motto und Ikon gemeinsam ein Rätsel stelle, das durch das Epigramm gelöst werde. Noch einflussreicher wurde das als Nachschlagwerk angelegte Handbuch zur Sinnbildkunst der Germanisten Arthur Henkel und Albrecht Schöne von 1967, das in Vorwort, Auswahl und Struktur die idealtypische dreiteilige Darstellungsform eines Emblems normsetzend definierte und mit Überlegungen zu Darstellung und Auslegung aus der mittelalterlichen Allegorese verband.
Eine Revision dieser Verengung begannen 1970 der Germanist Dieter Sulzer, und 1979 der Literaturwissenschaftler Peter M. Daly (* 1936). Methodisch richtungsweisend war 1982 die Entdeckung der „Allegorese als Gesellschaftsspiel“ durch den Kunsthistoriker Carsten Peter Warncke. Anhand eines mit Emblemata versehenen Bechersatzes zeigt Warncke dort auf, wie Betrachter und Betrachterinnen in der gemeinsamen gewitzten Konversation eines Trinkspiels die Bedeutung von aleatorisch kombinierbaren Emblemen in ihren intrapikturalen und intermedialen Bezügen durch eine Fülle überraschender Auslegungen herstellen konnten. 1987 erschloss Warncke in einer fundamentalen Studie das Emblem als mental aktivierende, flexible Denkform aus Definition, Bezugsfindung und Schlussfolgerung, zeigte die Einbettung des Emblems in das sozial-diskursive, deutungsoffene und sprachanaloge Medienverständnis der Epoche und bekräftigte eine praxeologische gleichrangige Berücksichtigung von Emblembüchern und angewandter Emblematik bei der Entwicklung eines sachgerechten Emblemverständnisses.
Dass Embleme heute Gegenstand interdisziplinärer Forschung sind und hierzu reichhaltiges Material zur verfügbar ist, ging ab 1977 vor allem von dem Princeton Emblem Project William S. Heckschers aus. Zahlreiche Nachdrucke, die umfangreiche Digitalisierung und spezielle Datenbanken haben den größten Teil der Emblembücher seither der interdisziplinären Forschung leicht zugänglich gemacht. Seit 1987 führt die Society for Emblem Studies die Emblemforschung unter anderem durch internationale Konferenzen und den Society for Emblem Studies Newsletter weltweit zusammen. Daneben haben sich weitere international vernetzende Zentren für Emblemforschung etabliert (s. u. die Weblinks). Bis in die 1990er Jahre war die wissenschaftliche Emblemforschung eine Domäne der Literaturwissenschaft und Kunstgeschichte. Seither gehört sie auch zu den meisten Feldern der interdisziplinären Frühneuzeitforschung. Neben Emblemen befasst sich die interdisziplinäre Emblemforschung auch mit verwandten sinnbildlichen Kunstformen wie etwa Epigramm, Devise, Imprese, Ekphrasis, Symbol, Allegorie, Personifikation, Titulus und Numismatik.
Überblicke über die Emblemkunst der Frühen Neuzeit bieten auf sehr unterschiedlichem Niveau die eher essayistische Monographie des Anglisten John Manning (* 1948) von 2002, die eine Expansion des Emblembegrifs auf alle Sinnbildkunst betreibt, das Lehrbuch zur frühneuzeitlichen Sinnbildkunst des Kunsthistorikers Carsten-Peter Warnckes von 2005, die von dem Germanisten Peter M. Daly herausgegebene umfangreiche Sammlung von Überblicksartikeln zu einzelnen Themenfeldern der Emblemforschung von 2008 sowie die 2015 von Paul Michel (* 1947) im Rahmen der Symbolforschung verfasste und seither mehrfach weiterentwickelte und aktualisierte Gesamtschau über die Emblematik.

## Beispiele

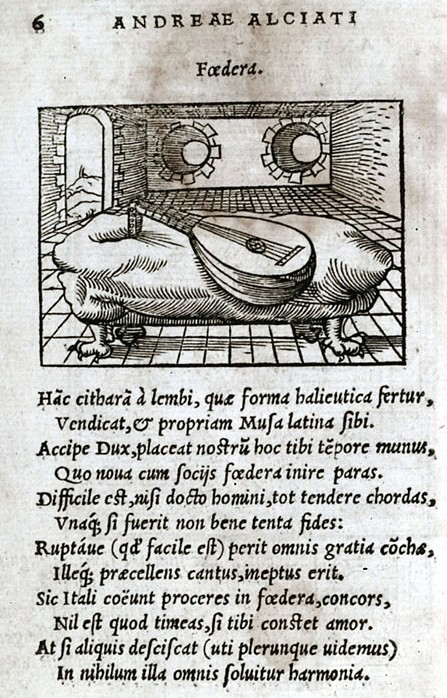
Alberto Alciato: Emblematum libellus. Paris 1534: Foedera

### Alberto Alciato: „Foedera“ (1534)
In dem Emblem Foedera (lat. „Bündnisse“) des Emblematum libellus von Alciato von 1534 präsentiert das Ikon als res significans eine auf einer antikisch gestalteten gepolsterten Kline liegende Laute. Während Ikon und Lemma zunächst unverbunden scheinen mögen, definiert das Epigramm als signifikante Eigenschaft der im Ikon dargestellten Laute das anspruchsvolle Stimmen eines solchen Saiteninstruments. Durch Analogisierung mit der gegenseitige Liebe (lat. amor) fordernden Einmütigkeit (lat. concordia) legt das Epigramm zudem die Bezugsfindung zur res significata fest, den im Lemma genannten Bündnissen, und regt als Schlussfolgerung dazu an, sich bei deren Aushandeln so klug zu handeln wie beim kunstvollen Stimmens einer Laute. Mit der Widmung von Epigramm und dargestellter Laute an einen Herzog, gemeint ist wohl Massimiliano Sforza (1493–1530), nennt das Epigramm zudem ein aktuell vorbereitetes Bündnis als tagespolitischen Anlass für eine solche Schlussfolgerung und mahnt, sich dort der Verlässlichkeit aller Bündnispartner zu versichern. Die harmonische Stimmung in Gesang und Saiteninstrumenten war seit der Antike ein geläufiges Sinnbild sozialer und politischer Eintracht. Schon Cicero führt dies aus (De re publica 2,69), was wiederum Augustinus ausführlich zitiert (De Civitate Dei 2,21). Auch Horapoll (Hieroglyphica 2,116) und später Piero Valeriano führen die Lyra als Sinnbild der sozialen und gesellschaftlichen Harmonie an.

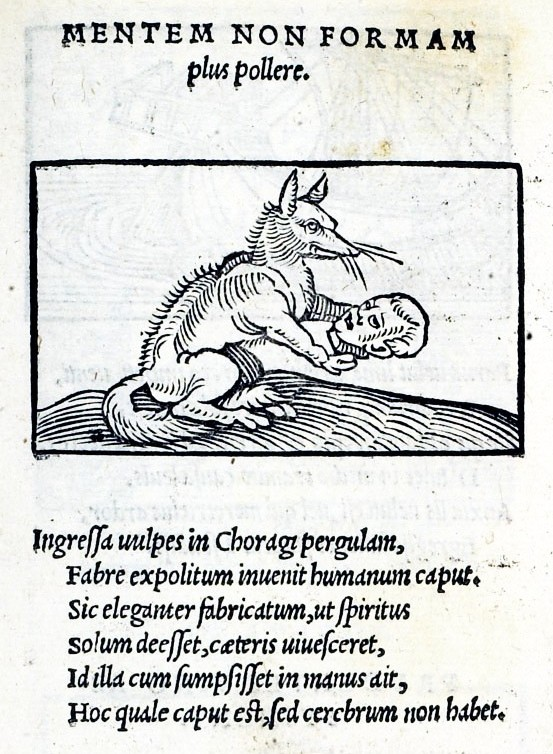
Alberto Alciato: Emblematum libellus. Paris 1531: Mentem non formam plus pollere

### Alberto Alciato: „Mentem non formam plus pollere“ (1531)

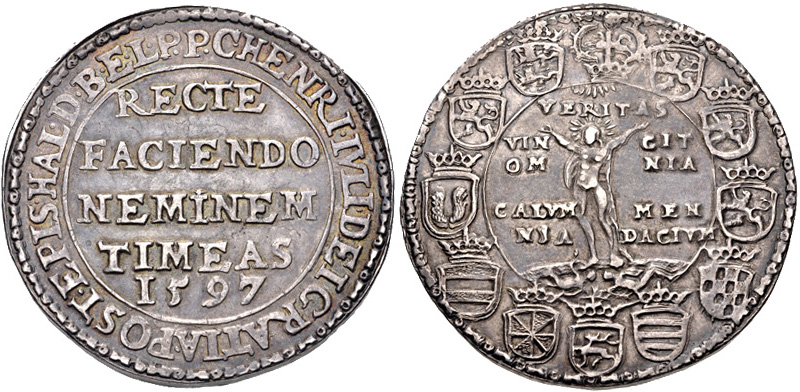
Wahrheitstaler von 1597, einer der sogenannten emblematischen Taler

In dem Emblem Mentem non formam plus pollere (lat. „Klugheit zählt, nicht äußere Schönheit“) wird schon die im Ikon als res significans dargestellte res picta erst durch das Epigramm wahrnehmbar, das den Fabeln des Aesop entnommen ist: „Ein Fuchs, der in die Werkstatt eines Theaterrequisiteurs eingetreten war, fand einen kunstvoll gefertigten menschlichen Kopf. So elegant war dieser gestaltet, dass ihm nur der Geist fehlte und alles andere lebendig erschien. Als er ihn in die Hände genommen hatte, sprach er: ‚Welch ein Kopf ist das – aber er hat kein Gehirn.‘“ Die Fabel bietet auch die Definition der signifikanten Eigenschaft der Maske als res significans – die Diskrepanz zwischen der der Hohlheit ihrer Hülle und der vorgetäuschten überwältigenden Erscheinung eines lebensnah und lebendig dargestellten Gesichts. Die Bezugsfindung erfolgt über die im Epigramm erzählte Verwechslung der Maske mit einem Menschenkopf, die auch im Ikon angelegt ist, in der man zunächst ebenfalls einen Menschenkopf zu sehen meinen kann. Das Lemma schließlich fordert zu der verallgemeinernden ethischen Schlussfolgerung auf, einen Menschen nicht nach äußerer Schönheit, sondern nur nach seiner Klugheit zu beurteilen.

### Emblematische Münzen des Herzog Heinrich Julius zu Braunschweig und Lüneburg: „Veritas vincit omnia“ (1597)

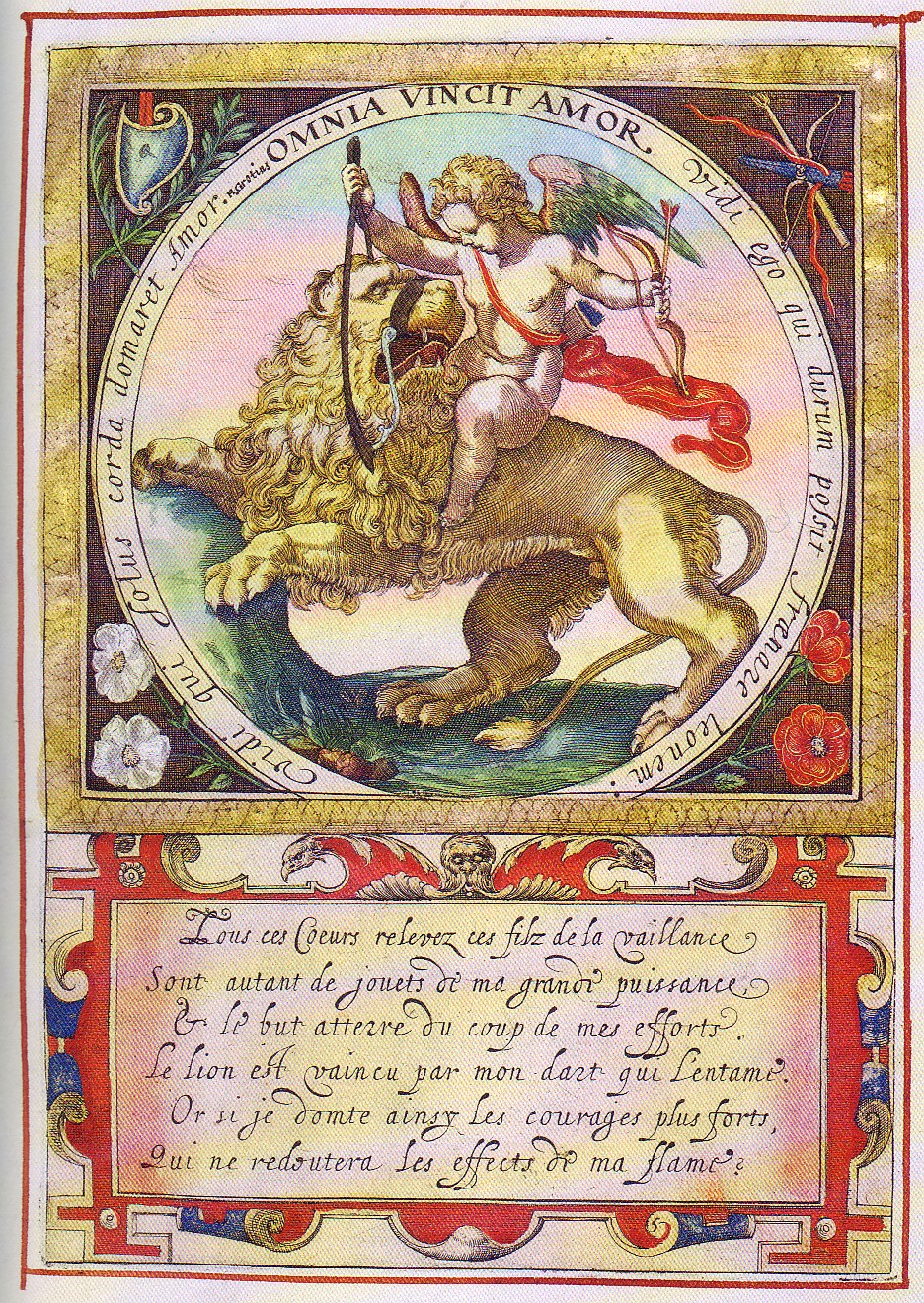
Jacques de Gheyn II: Omnia vincit Amor (lat. „Die Liebe besiegt Alles.“), um 1600.

Zahlreiche Medaillen und Münzen der Frühe Neuzeit zeigen Emblematische Darstellungen. So ist zum Beispiel im Münzbild des Wahrheitstalers des Herzogs Heinrich Julius zu Braunschweig und Lüneburg, Fürst von Braunschweig-Wolfenbüttel (1589–1613) die personifizierte nackte Wahrheit (lat. nuda veritas) zu sehen, die mit den Füßen auf der symbolisierten Verleumdung und Lüge steht. Die Inschrift im Feld bestätigt das: VERITAS / VIN – CIT / OM – NIA / CALVMNIA / MENDACIUM (lat. „Die Wahrheit besiegt alle Verleumdung und Lüge“). Der Taler diente dem Herzog als Propagandamittel in den Auseinandersetzungen mit einigen adligen Familien seines Landes, ebenso wie ein Mückentaler genannter emblematischer Taler. Einen ausgeprägten Rätselcharakter haben der Rebellentaler und der Lügentaler. Wie die Gerichtsakten des Reichskammergerichts belegen, war der Rebellentaler Anlass zur Klage einiger Adeliger. Der Pelikantaler, der die Fabel vom Pelikan, der seine Jungen mit dem eigenen Blut ernährt, als Symbol der Opferfreudigkeit auf den Einsatz des Herzogs für Land und Untertanen darstellt, schließt die Serie der emblematischen Taler des Herzogs ab.

### Jacques de Gheyn II.: „Amor vincit Omnia“ (um 1600)
Die Nachkolorierung und Übernahme aller Blätter Théâtre d’amour von um 1600, des anonym erschienenen ersten Emblembuchs zur Liebesemblematik mit den Kupferstichen des Jacques de Gheyn II. in eine um 1620 angelegte private Zusammenstellung von Liebesemblemen und weiteren Kupferstichen zur Liebensthematik belegt die Einbindung der Emblematik in konkrete Lebenszusammenhänge. Omnia vincit amor („Amor besiegt alles“). Bei jedem Emblem sind dort ein Lemma und ein kurzes Epigramm als Umschrift mit dem Ikon verbunden. Ein sechszeiliges französisches Gedicht eines unbekannten Autors ist als weiteres Epigramm darunter angefügt. Lemma: Omnia vincit amor („Amor besiegt alles“), aus Vergils 10. Ekloge (10, 69). Ikon: Amor reitet einen widerwilligen Löwen. Das lateinische Epigramm nach Hugo Grotius (1583–1645) lautet in Übertragung: „Ich habe ihn gesehen, der den wilden Löwen bändigen kann: Ich habe ihn gesehen, der als einziger die Herzen zähmen kann: Amor.“ Dieses Emblem gehört zu den am häufigsten variierten Sinnbildern der Emblematik. Alciato hatte das Grundmotiv schon 1531 unter dem Lemma Potentissimus affectus amor („Liebe ist die stärkste Leidenschaft“) verwendet.

### Jacob Cats: „Amor elegantiae Pater“ (1620/1627)

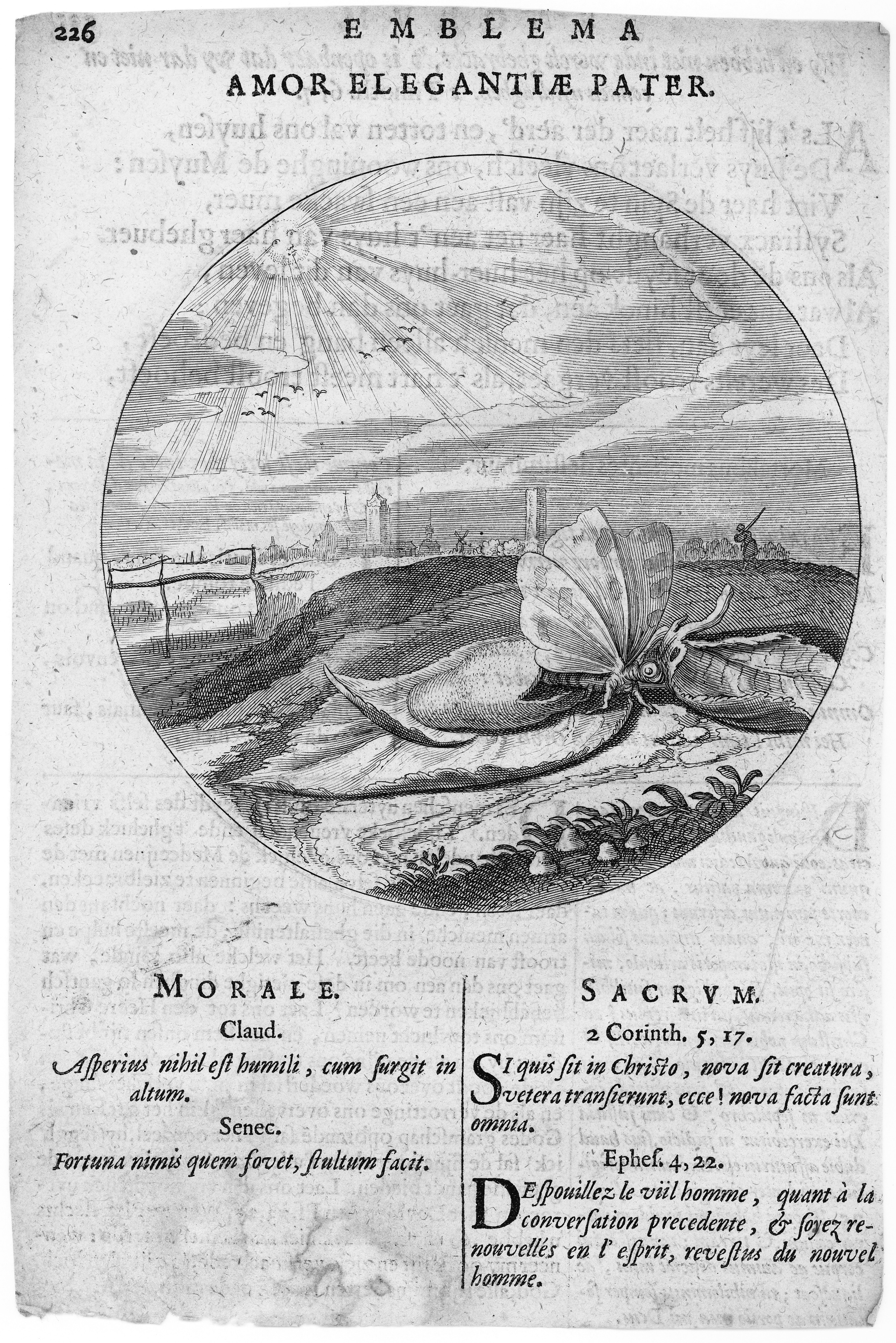
Jacob Cats (Text) und Jan Gerrits Swelink (Kupferstich) nach Adriaen Pieterszoon van de Venne (Entwurf): Amor elegantiae pater (lat. „Die Liebe ist der Vater der Anmut“), Emblem Nr. XXVI. Kupferstich, in: Jacob Cats: Proteus Ofte Minne-Beelden Verandert In Sinne-Beelden. Pieter van Waesberge, Rotterdam 1620. S. 226.

Jacob Cats (Text) und Jan Gerrits Swelink (Kupferstich) nach Adriaen Pieterszoon van de Venne (Entwurf): Emblem Dat nec habet (lat. „Er/sie/es gibt, hat aber nicht“), in: Ders.: Silenus Alcibiadis, sive Proteus. 3 Bände. Amsterdam: Willem Jansz Blaeuw, 1618, Band 1, S. 51, Emblem XXV.

Im Emblem Amor elegantiae pater (lat. „Die Liebe ist der Vater der Anmut“) der Elogium in amoris virginei monita (lat. „Das Lob zur Ermahnung der jungfräulichen Liebe“) von Jacob Cats in der seltenen Auflage von 1620 beginnt der Einstieg in den emblematischen Auslegungsprozess mit der Definition des auszulegenden Sachverhalts im Ikon selbst. Zu identifizieren ist hier die Darstellung eines Schmetterlings, der unter der Wärme der Sonne aus seiner Puppe schlüpft. Im Abgleich mit dem Lemma werden die signifikanten Eigenschaften des Sachverhalts weiter spezifiziert und zugleich durch Analogie auf eine spezifische Lebenssphäre bezogen. Ausgelegt werden soll demnach der spezifische Sachverhalt, dass die Wärme der Sonne den Schmetterling schlüpfen lässt. Analogisiert wird dabei die im Lemma repräsentierte Schönheit des Schmetterlings mit der im Lemma angesprochenen Anmut (elegantia), die im Ikon repräsentierte Kraft der Sonne, den Schmetterling schlüpfen zu lassen, mit dem im Lemma angesprochenen anmutschaffenden Vater und somit der im Ikon repräsentierte Vorgang des Schlüpfens des schönen Schmetterlings aus der unscheinbaren Puppe mit der im Lemma angesprochenen Kraft der Liebe, im Liebenden Anmut zu erzeugen. Das aus mehreren Texten bestehende Epigramm bietet dem Rezipienten gleich links unter dem Ikon mit der Überschrift „Moralia“ dann aber eine überraschende andere Bezugsfindung an. Mit der Erklärung, nichts sei so grausam wie der gesellschaftliche Aufstieg aus niedrigem Stand, aus dem Schmähgedicht des Claudian (um 370 [?] – nach 404) gegen Eutropios (im Amt 397–399), den vom Sklaven aufgestiegenen obersten kaiserlichen Kammerherrn (Claudian, In Eutropium 1,181), fordert das Emblem zum Auffinden einer Analogie zu möglichen Gefahren, denen man beim sozialen Aufstieg ausweichen muss. So legt das Bild des schönen Schmetterlings, der aus der unansehnlichen Puppe schlüpft, jetzt die Einsicht nahe, dass das äußerlich prächtige Auftreten eines gesellschaftlichen Emporkömmlings angesichts seiner niedrigen Herkunft lächerlich wirken kann, wenn dieser sich nicht der in der Sonne symbolisierten Quelle des eigenen sozialen Aufstiegs bewusst bleibt und so – wie sich das Lemma nun liest – dem eigenen Auftreten durch Zuneigung zu seinem Förderer sozial anerkannte Anmut verleiht. Im Einklang mit der hieraus zu ziehenden Schlussfolgerung für die Selbstreflexion, erklärt die nächste Zeile (die Cats nicht, wie er notiert, Seneca [1–65], sondern den Sententiae des Publilius Syrus [1. Jahrhundert vor Christus] entnommen hat ), dass ein zu günstiges Schicksal dumm mache. Im Bild des dank der Wärme der Sonne geschlüpften und in seiner ganzen Schönheit sichtbar gewordenen Schmetterlings leitet das Emblem mit dieser Bezugsfindung so zu der Schlussfolgerung, angesichts der Gunst des Schicksals nicht die Disziplin zur Selbstbildung zu verlieren. Gleich daneben bieten zwei Bibelverse unter der Überschrift „Sacrum“ (Das Heilige) eine weitere Bezugfindung an, die der Rezipient im Erkenntnisfortgang auch an die vorherige anbinden kann. Parallel zum Schlüpfen des Schmetterlings aus der Raupe spricht Paulus dort davon, dass das Alte vergeht, und von der Erneuerung dadurch, in Christus zu sein (2 Kor 5,17 ), und fordert dazu auf, hierzu „den alten Menschen“ und damit alles bisherige Verhalten abzulegen, das den täuschenden und verderblichen Begierden gefolgt sei (Eph 4,22 ).
Wie das Beispiel zeigt, sind alle Teile des Auslegungsprozesses – Definition, Bezugsfindung und Schlussfolgerung – in der subtilen Verschränkung der zunächst unzusammenhängend wirkenden Text- und Bildelemente des Emblems angelegt, müssen aber vom Betrachter mit hohem Eigenanteil enthüllt und schließlich in Schlussfolgerungen für die eigene Lebens- und Selbstgestaltung realisiert werden. Ein Blick in die zahlreichen weiteren Ausgaben dieser Emblemsammlung zeigt dann, wie Cats zu demselben Ikon von Ausgabe zu Ausgabe immer neue Texte hinzufügte und alles umarrangierte, um seinen Lesern unter demselben Ikon die gesamte Flexibilität der Emblemkunst zugänglich zu machen.

So bezieht Cats in den Ausgaben von 1618 und 1627 mit einem unter demselben Ikon notierten Satz Platons (den Cats nicht, wie er notiert, dem Phaidros, sondern dem ebenfalls von Platon [428/427 vor Christus – 348/347 vor Christus] stammenden Symposion entnommen hat [Platon, Symposion 179a-b]) den im Ikon mit dem von der Sonne erweckten Schmetterling und mit dem Lemma aufgerufenen Topos von der erweckenden Kraft der Liebe darauf, dass Liebe sogar Tugend, Tapferkeit und die Kampfeswut der Heroen entfachen könne. Das nächste Zitat, das Cats den Orationes des Filippo Beroaldo d. Ä. (1453–1505) entnimmt, schafft mit dem Hinweis, dass die Liebe zu Gott reinigend wirke und alles mit strahlenden Farben überrage, insbesondere für das Ikon mit dem dank der Sonne aus der Puppe schlüpfenden Schmetterling einen religiösen Bezug. Anschließend bietet es eine Bezugsfindungen zum Alltag des Rezipienten an. Liebe verfeinere einen ungepflegten Menschen zu dem gepflegtesten sowie einen bäuerischen zu einem einfallsreichen und beseitige alle Trägheit, Schläfrigkeit, Erschlaffung, Verelendung und Vernachlässigung. So vorbereitet, legt das Emblem dem Rezipienten einen noch konkreteren Bezug zu seinem Alltagsleben nahe, indem es mit einem von Cats nicht identifizierten Zitat aus der Civil Conversazione des Stefano Guazzo (1530–1593) von 1574 in der französischen Übersetzung von 1579 erläutert, dass jemand, der seine Geliebte von Weitem kommen sieht, den Kragen seines Hemdes richtet, die Mütze auf den Kopf setzt, den Schnurrbart richtet, den Mantel über die Schultern zieht, sich auf die Zehenspitzen stellt, ein fröhliches Gesicht zeigt und sich vollständig zu erneuern scheint, um sich ihren Augen angenehm zu machen. Weitere Gedichte leiten auf den folgenden beiden Seiten zu neuen Bezugsfindungen wie etwa zu dem Vergleich der Verpuppung des Schmetterlings mit einem Leichnam im Grab und des Schlüpfens mit einer durch die Leben spendende Liebe bewirkten Auferstehung oder fassen die bisherigen etwa im Topos von der die Zivilisierung des Barbaren durch Liebe zusammen, um den Rezipienten eigenen Schlussfolgerungen immer näher zu bringen.

### Jacob Cats (1618): „Dat nec habet“
Unter dem Lemma Dat nec habet (lat. „Er/sie/es gibt, hat aber nicht“) zeigt Emblem XXV des Silenus Alcibiadis, sive Proteus, eines Emblembuchs des Jacob Cats von 1618, die Darstellung eines Schleifsteins, den ein Putto kurbelnd antreibt, und auf dem eine aus den Wolken kommende Hand fachmännisch ein Messer schleift. Was dies bedeutet, bleibt zunächst rätselhaft. Die Spannung zwischen Ikon und Lemma fordert jedoch dazu heraus, mit Blick auf das Bild die auszulegende Sache und deren Eigenschaften so zu definieren, dass die Spannung zwischen Ikon und Lemma aufgehoben wird. Wer ist es, der hier etwas gibt, was gibt er, wem gibt er, und was hat er selbst nicht? Zunächst mag man dies ergebnislos durchspielen für allerlei Eigenschaften des hauptsächlich dargestellten Gegenstandes, eines Schleifsteins, wie etwa für dessen Schwere. Dann wird man sich irgendwann auf die in der zentral dargestellten Handlung veranschaulichte Eigenschaft des Schleifsteins konzentrieren, Klingen zu schärfen. Und tatsächlich passen Ikon und Lemma dann plötzlich zueinander: Indem der Schleifstein das Messer schärft, gibt er ihm etwas, was er selbst nicht hat. Dem Messer verleiht er Schärfe und bleibt doch selbst stumpf. Die Lebenssphäre, auf die man den definierten Sachverhalt beziehen soll, deutet schon der Putto an, der dem üblichen Darstellungstypus des Liebesgottes Amor ähnelt. Konnte das Lemma bei der Definition nicht weiterhelfen, da dort von einem Schleifstein nicht die Rede ist, so bestätigt das Epigramm nun die im Ikon angelegte Ahnung, dass die schärfende Wirkung des Schleifsteins die signifikante Eigenschaft der res significans ist und dass dies auf Liebesdinge bezogen werden wird: „Über die Liebe sprechend: ‚Zwei der Geschosse entnimmt er dem pfeilumschließenden Köcher, | Ungleichartig an Kraft. Eins scheucht, eins wecket die Liebe. | Welches sie weckt, ist golden und glänzt mit spitziger Schärfe; | Welches sie scheucht, ist stumpf, und Blei ist unter dem Rohre. | Dieses versendet der Gott zur peneischen Nymphe [Daphne]; das andre | Schnellt er durch das Gebein ins innerste Mark dem Apollo. | Der fühlt Liebe sogleich; sie flieht vor der Liebenden Namen. | Flucht zeigt schöner den Wuchs.‘“ (Die Hauptquelle ist: Ovid, Metamorphosen 1,468–474; erster Buchstabe ergänzt; letzte Zeile übernommen aus Ovid, Metamorphosen 1,530) Als Lebenssphäre, auf welche der definierte Sachverhalt und seine signifikante Eigenschaft per Analogie bezogen werden soll, ist damit der Bereich der Liebesbeziehungen festgelegt. Ovids Geschichte von der Nymphe Daphne, die der eine Pfeil Amors stumpf macht für alle Liebesgefühle, und von Apoll, in dem der Liebesgott mit dem anderen Pfeil Liebe zu Daphne entfacht, dient dem Emblem zum einen als Exempel für die im Bild des Schleifsteins demonstrierte Erkenntnis, dass jemand möglicherweise etwas nicht hat – Liebesbegehren nämlich – was er gerade dadurch, dass er für Liebensgefühle stumpf ist, in jemand anderem auslösen kann. Vice versa wird so zugleich Ovids Geschichte durch die Verbindung des Lemmas mit dem Symbol des Schleifsteins ausgelegt.
Cats weitet das Netz der Bezugsfindung allerdings noch aus, indem er dem Ikon und dem Lemma drei weitere Gedichte voranstellt. Das eine spricht die Definition aus, dass der Schleifstein zwar selbst stumpf bleibt, aber die Klinge schärft, und geht dann in eine petrarkistische Klage über unerfüllte Liebessehnsucht über. Ein anderes ist auf Niederländisch verfasst und bezeichnet – wiederum in petrarkistischem Sinn – die Augen der Geliebten als Schleifstein, da diese Augen – wie der Schleifstein die Klinge schärft, ohne selbst geschärft zu werden – die Liebessehnsucht umso mehr entfachen, je kälter sie selbst bleiben. Das dritte Gedicht erklärt schließlich, dass man – anders als in der Logik von Juristen –in der Liebe etwas geben könne, was man selbst nicht habe.
In der unter dem Titel Sinne- ende Minnebeelden in: Proteus Ofte Minne-Beelden Verandert In Sinne-Beelden erschienenen Ausgabe von 1627 wiederholte Cats zu demselben Lemma und demselben Ikon u. a. das Exzerpt aus Ovids Metamorphosen. Er fügte aber auch andere Gedichte hinzu, die wiederum andere Lebenssphären aufrufen, und demonstrierte so, dass die res significans ein und desselben Ikons mit ein und demselben Lemma und ein und demselben Epigramm, dann aber durch weitere Epigramme ergänzt und in andere Bezüge gebracht und damit zu wieder anderen Schlussfolgerungen genutzt werden kann. So warnt ein dort hinzugekommenes Gedicht nun davor, dass – wie der Schleifstein selbst nicht hat, was er anderen gibt – der Spott über Andere mit Blindheit gegenüber dem eigenen Leben einhergehen könne. Zwei weitere sowie das in Prosa referierte historische Exempel des Kaisers Augustus (63 vor Christus – 14 nach Christus) machen den Schleifstein präzisierend zum Negativbeispiel für denjenigen, der die Sünden und Fehler anderer tadelt und straft, anstatt die eigenen zu erkennen und zu korrigieren, und fügt eine entsprechende Mahnung des römischen Stoikers Marc Aurel (121–180) hinzu.
Ausgehend von ein und demselben Lemma und ein und demselben Ikon entwickeln hier die Epigramme also unterschiedliche Bezugsfindungen, stoßen so unterschiedliche eigene Schlussfolgerungen für eigene Lebenseinstellungen und Handlungen an und konstituieren damit verschiedene Embleme: z. B. den Bezug des Schärfens der Klinge auf die Geliebte, die bei ihrem Liebhaber Liebesverlangen auslösen könne, ohne selbst solches zu verspüren; oder den Bezug auf Kritiker, die etwas kritisieren, was sie selbst nicht könnten, durch ihre Kritik aber den Kritisierten zu größeren Leistungen anstachelten; oder den Bezug zu bigotten Sündern, die zwar ihre eigenen Laster nicht überwänden, durch ihren scheinfrommen Tadel Andere aber zur moralischen Verbesserung bewegen könnten.

## Bedeutende Emblembücher (Auswahl)
- Andrea Alciato: Emblematum liber. Heinrich Steyner, Augsburg 28. Februar 1531 (Digitalisat in Alciato at Glasgow; verlinkt sind dort auch weitere wichtige Ausgaben dieses Werks).
- Guillaume de La Perrière: Le Théatre des bons engins auquel sont contenus cent Emblemes. Denis Janot, Paris 1539. (Digitalisat in Gallica).
- Achille Bocchi: Symbolicarum quaestionum de universo genere. Nova Academia Bocchiana, Bologna 1555 (Digitalisat in Münchener DigitalisierungsZentrum).
- Johannes Sambucus: Emblemata. Christoffel Plantijn, Antwerpen 1564 (Digitalisat in Münchener DigitalisierungsZentrum).
- Hadrianus Junius: Emblemata. Christoffel Plantijn, Antwerpen 1565 (Digitalisat in French Emblems at Glasgow).
- Georgette de Montenay: Emblemes, ou Devises Chrestiennes. Jean Marcorelle, Lyon 1571 (Digitalisat in Gallica).
- Matthäus Holtzwart: Emblematum Tyrocinia, sive picta poesis Latinogermanica. Bernhard Jobin, Straßburg 1581 (Graphiken von Tobias Stimmer, Vorwort von Johann Fischart) (Digitalisat in Münchener DigitalisierungsZentrum).
- Joachim Camerarius, Symbola et Emblemata […] centuria […], 4 Bde. Nürnberg 1590/1604: Band 1: Ex re herbaria desumtorum. 1590 (Digitalisat in Münchener DigitalisierungsZentrum); Band 2: Ex Animalibus Qvadrupedibvs Desumtorum. 1595 (Digitalisat in Münchener DigitalisierungsZentrum); Band 3: Ex Volatilibus Et Insectis Desumtorum. 1596 (Digitalisat in Münchener DigitalisierungsZentrum); Band 4: Ex aquatilibus et reptilibus desumptorum. 1604 (Digitalisat in Münchener DigitalisierungsZentrum).
- Theocritus à Ganda [= Daniel Heinsius et al.]: Quaeris quid sit amor? s. l., s. d. [1601?] (mit seitenverkehrten Nachstichen nach den Kupferstichen des Théâtre d’amour von um 1600 und niederländischen Epigrammen des Daniel Heinsius anstelle der dortigen anonymen französischen Epigramme) (Digitalisat in Emblem Project Utrecht).
- Otto van Veen: Q. Horati Flacci emblemata. Hieronymus Verdussen, Antwerpen 1607 (Digitalisat in Münchener DigitalisierungsZentrum).
- Otto van Veen: Amorum emblemata. Hendrik Swingenius, Antwerpen 1608 (Digitalisat in Universitäts- und Stadtbibliothek Köln).
- Gabriel Rollenhagen: Nucleus emblematum. 2 Bände. Johannes Jansonius, Köln 1611–1613, Band 1, 1611 (Digitalisat in Internet Archive); Band 2, 1613 (Digitalisat in Internet Archive).[441]
- Roemer Visscher: Sinnepoppen. Willem Janszoon Blaeu, Amsterdam 1614 (Digitalisat in Universiteit Utrecht).
- Otto Van Veen: Amoris divini emblemata. Martinus Nutius und Johannes Meursius, Antwerpen 1615 (Digitalisat in Emblem Project Utrecht).
- Daniel Cramer: Societas Iesu Et Roseae crucis vera. Hoc est, Decades Quatuor Emblematum Sacrorum Ex sacra Scriptura, de dulcissimo nomine & cruce Iesu Christi. Lucas Jennis, Frankfurt am Main 1617 (Digitalisat in Sächsische Landesbibliothek – Staats- und Universitätsbibliothek – digitale Sammlungen).
- Peter Isselburg (Kupferstecher und Verleger), [Georg Remus (Text)]: Emblemata Politica. In aula magna Curiae Noribergensis depicta. Peter Isselburg, s. l. [Nürnberg] 1617 (Digitalisat in Münchener DigitalisierungsZentrum).
- Jacob Cats: Sinn- en Minnebeelden. Emblemata Amores Moresque. Emblemes touesants Les Amours et Les Moeurs. Editio altera, 3 Bde. Willem Janszoon Blaeu, Amsterdam 1618 (Digitalisat in Internet Archive). Darin: Ders.: Silenus Alcibiadis, sive Proteus (Niederländisch) (Digitalisat in Internet Archive); Ders.: Monita amoris virginei […] Maechden-plicht. Willem Janszoon Blaeu, Amsterdam 1618 (Digitalisat in Internet Archive).
- Julius Wilhelm Zincgref: Emblemata Ethico-Politicorum Centuria. Johann Theodor de Bry, Frankfurt am Main 1619 (Digitalisat in Heidelberger historische Bestände – digital).[295]
- Diego de Saavedra Fajardo: Idea De Un Principe Politico Christiano. Representada en cien Empresas. Nicolao Enrico, München 1640 (Digitalisat in Münchener DigitalisierungsZentrum).
- Adriaen Poirters: Het masker van de wereldt. Witwe des Joannes Cnobbaert, Antwerpen 1645 (Digitalisat in GoogleBooks).
- Filippo Picinelli: Il mondo simbolico. Francesco Mognaga, Mailand 1653 (Digitalisat in Münchener DigitalisierungsZentrum).
- Claude-François Ménestrier SJ: L’art des emblèmes. Benoist Coral, Lyon 1662 (Digitalisat in GoogleBooks); Robert-Jean-Baptiste La Caille, Paris 1684 (Digitalisat in Gallica).
- Nicolas Verrien: Livre curieux et utile pour les sçavans et artistes. Nicolas Verrien, Paris s. d. [1685], fol. 1–53: Livre Premier: Emblèmes et Devises (Digitalisat in Gallica).
- Jacobus Boschius SJ: Symbolographia sive de arte symbolica sermones septem. Johannes Casparus Bencard, Augsburg / Dillingen 1701 (mit 3347 Bildern) (Digitalisat in Münchener DigitalisierungsZentrum).
- Johann Jacob Scheuchzer: Kupfer-Bibel, In welcher Die Physica Sacra, Oder Geheiligte Natur-Wissenschafft Derer In Heil. Schrifft vorkommenden Natürlichen Sachen, Deutlich erklärt und bewährt. 3 Bände. Christian Ulrich Wagner, Augspurg / Ulm 1731–1733. Erste Abhteilung (Digitalisat in Münchener DigitalisierungsZentrum), 1731; Zweyte Abhteilung, 1731 (Digitalisat in Münchener DigitalisierungsZentrum); Dritte Abtheilung, 1733 (Digitalisat in Münchener DigitalisierungsZentrum); Vierdte Abtheilung, 1735 (Digitalisat in Münchener DigitalisierungsZentrum).

## Forschungsliteratur
- William S. Heckscher, Karl-August Wirth: Emblem, Emblembuch. In: Reallexikon zur Deutschen Kunstgeschichte. Band 5: Email – Eselsritt. Druckenmüller, Stuttgart 1959, ISBN 3-406-14005-X, Spalten 85–228 (Online In: RDK-Labor. rdklabor.de. 4. August 2015, abgerufen am 26. Februar 2024).
- Arthur Henkel, Albrecht Schöne (Hrsg.): Emblemata. Handbuch zur Sinnbildkunst des XVI. und XVII. Jahrhunderts (1. Aufl. 1967). Taschenausg. Metzler, Stuttgart/Weimar 1996, ISBN 3-476-01502-5.
- Ursula Kocher: Imagines und picturae. Wissensorganisation durch Emblematik und Mnemonik. In: Thomas Frank, Ursula Kocher, Ulrike Tarnow (Hrsg.): Topik und Tradition. Prozesse der Neuordnung von Wissensüberlieferungen des 13. bis 17. Jahrhunderts. V&R Unipress, Göttingen 2007, ISBN 978-3-89971-312-1, S. 31–45.
- Paul Michel: Emblematik. Erstellt als Arbeitsunterlage für den 7. Sommerkurs der „Zürcher Mediävistik“ zum Thema „Text und Bild“ (31. August – 4. September 2015). Letztes Update im August 2023. In: Website der Schweizerischen Gesellschaft für Symbolforschung.
- Sabine Mödersheim: Emblem, Emblematik. In: Gert Ueding (Hrsg.): Historisches Wörterbuch der Rhetorik. Max Niemeyer, Tübingen 1992–2015, Band 2, 1994, ISBN 978-3-11-096217-8. Sp. 1098 – 1108.
- Mario Praz: Studies in Seventeenth-Century Imagery. Band 1: Studi sul concettismo. Warburg Institute, London 1939; Band 2: A Bibliography of Emblem Books. Warburg Institute, London 1947.
- Albrecht Schöne: Emblematik und Drama im Zeitalter des Barock (1. Aufl. 1964). Dritte Auflage mit Anmerkungen. Beck, München 1993, ISBN 3-406-37113-2.
- Bernhard F. Scholz: Emblem und Emblempoetik. Historische und systematische Studien (= Allgemeine Literaturwissenschaft. Wuppertaler Schriften. Band 3). Erich Schmidt, Berlin 2002, ISBN 3-503-06139-8.
- Antje Theise, Anja Wolkenhauer (Hrsg.): Emblemata Hamburgensia. Emblembücher und angewandte Emblematik im frühneuzeitlichen Hamburg (= Publikationen der Staats- und Universitätsbibliothek Hamburg Carl von Ossietzky. Band 2). Ludwig, Kiel 2009, ISBN 978-3-937719-92-4.
- Carsten Peter Warncke: Sprechende Bilder – sichtbare Worte. Das Bildverständnis in der frühen Neuzeit (= Wolfenbütteler Forschungen. Band 33). Harrassowitz, Wiesbaden 1987, ISBN 978-3-447-02725-0, S. 161–192.
- Carsten-Peter Warncke: Symbol, Emblem, Allegorie. Die zweite Sprache der Bilder. Deubner, Köln 2005, ISBN 978-3-937111-07-0.